# Finnország építészete

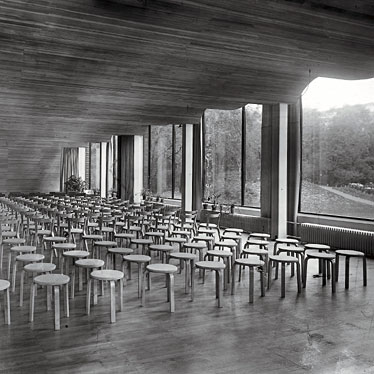
Vyborg Library (1927-35), Alvar Aalto.

Finnország építészete mintegy 800 éves múltra tekint vissza, és míg a modern kor kezdetéig erősen hatott rá a két szomszéd nemzet, melyeknek uralma alatt állt, Svédország és Oroszország, a 19. századtól kezdve más közvetlen hatások is érték, egyrészt külföldi építészek megtelepedése, másrészt a finn építészeti szakma kialakulása következtében. A finn építészet a maga részéről szintén nemzetközi hatást gyakorolt olyan irányzatokban, mint a szecesszió, az északi klasszicizmus és funkcionalizmus. Nemzetközi hatása leginkább az ország korai modernista építészének, Eliel Saarinennek volt. Nála is híresebb a szintén modernista Alvar Aalto, akit a modern kori építészet világszinten jelentős képviselőjének tartanak. Egy 2000-ben megjelent cikkben Frédéric Edelmann, a Le Monde műkritikusa, azt írta, hogy a népesség arányában Finnországnak több Alvar Aaltóhoz mérhető építésze van, mint bármely más országnak.
Finnország legfontosabb teljesítménye az építészetben a modern korhoz kötődik, főleg mivel a jelenlegi épületeknek csak mintegy 20%-a épült 1955 előtt, ami a második világháború utáni újjáépítés és az azt követő urbanizációs hullám következménye.
A svéd uralom a 13. századtól 1809-ig tartott, amelyet az orosz uralom követett. Az orosz korszakban azonban az ország Finn Nagyhercegségként viszonylagos autonómiát élvezett, majd 1917-ben kikiáltotta függetlenségét. Ezek a történelmi tényezők különös jelentőséggel bírtak a finn építészet történetében, egyrészt a városok alapítása és a számos, svédek és oroszok közti háború miatt szükségessé vált várak építése vonatkozásában, másrészt az építőanyag és szakképzett munkaerő rendelkezésre állását illetően, valamint később az építésre vonatkozó kormányzati politikát illetően. Mivel az ország alapvetően erdős területen fekszik, a fa volt a természetes építőanyag, míg a helyi kőzetek (elsősorban gránit) keménysége eleinte nehézkessé tette a felhasználást. A téglagyártás csak a 19. században terjedt el. A beton használata az 1960-as években, a jóléti állam kialakulásával vált hangsúlyossá, különösen az állami építkezéseken, ahol az előre gyártott elemek domináltak.

## A korai építészettől 1809-ig

### Faépületek

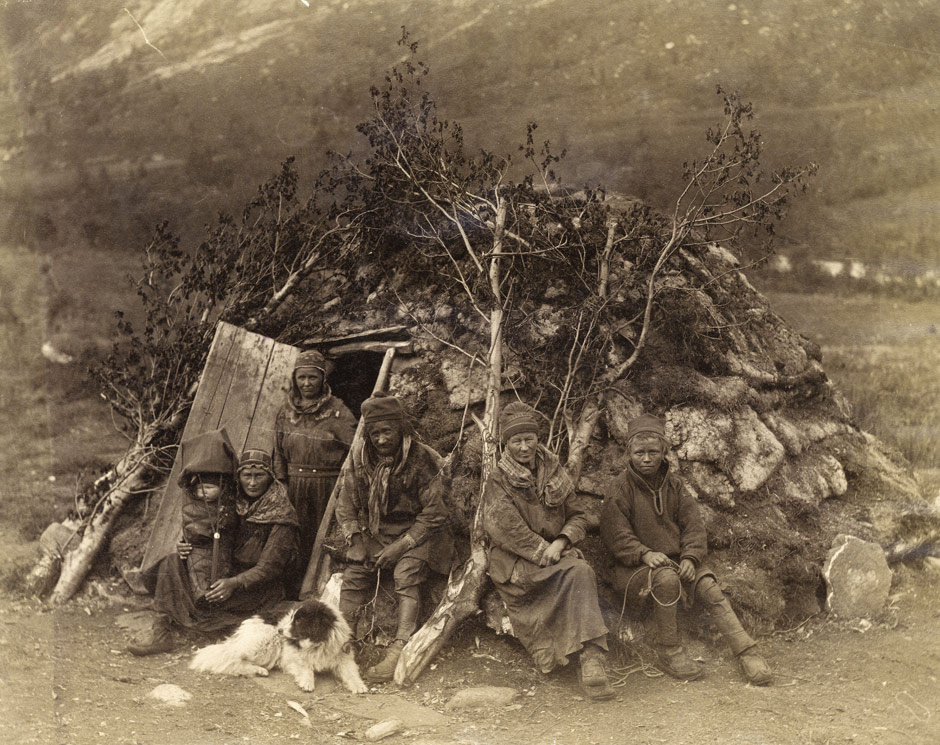
Számi kota az 1870-es években

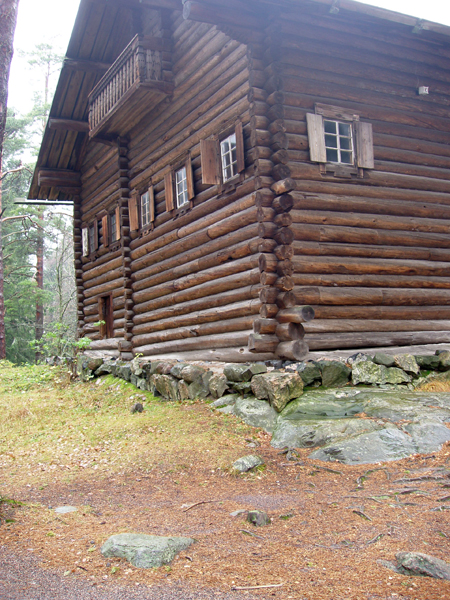
Pertinotsa-ház, Seurasaari

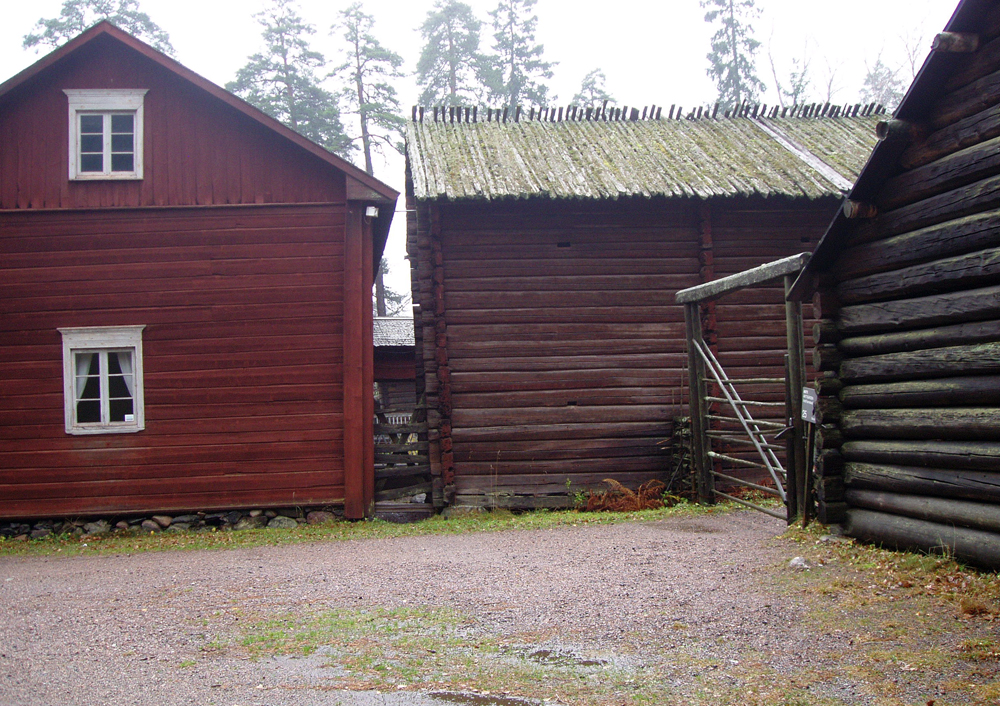
Antti-gazdaság, Seurasaari

Finnország népi építészetében a faanyag használata dominál. A legkorábbi ismert lakóépület az úgynevezett kota, egy textillel, tőzeggel, mohával vagy fával fedett sátor vagy kunyhó, amit a 19. századig használtak Finnországban, és Lappföldön a számik ma is használják. A szauna szintén hagyományos épülettípus Finnországban: a legrégebbi szaunákat földbe ásták, és téli szállásul szolgáltak. Az első finn szaunák, az úgynevezett füstszaunák abban különböztek a modern szaunáktól, hogy nem volt ablakuk, a fűtést fa égetésével felmelegített kövek biztosították, és a 6–8 órás faégetés során keletkezett füstöt nyílásokon kiengedték, mielőtt bementek volna a szaunába.
A kota mellett a fából készült épületek már a történelem előtti idők óta hagyományosak voltak a tajgaövezetben. A hagyományos finn faházak két típusát különböztethetjük meg:
- Kelet-Finnországban, orosz hatás alatt épültek. Ilyen például a Pertinotsa-ház, ami a helsinki Seurasaari(wd) Szabadtéri Múzeumban látható. A család lakóhelyiségei az emeleten találhatóak, míg a földszintet az állati lakhelyek és tárolóhelyiségek foglalják el.
- Nyugat-Finnországban, svéd hatás alatt épültek. Ilyen például az Antti-gazdaság, eredetileg Säkylä(wd) faluban, jelenleg szintén a Seurasaariban. A gazdaság több önálló épületből áll, amelyek egy központi udvart vesznek körül. Hagyományosan a szauna épült meg először, utána a főház első szobája (tupa), ahol a család főzött, étkezett és hált. Nyáron kint főztek, és a család egyes tagjai az istállóban aludtak.[10]

A faépületek magasabb szintjét képviselik a fatemplomok. A legelső fatemplomokat nem építészek tervezték, hanem építőmesterek. Az egyik legrégebbi ismert fatemplom a santamalai, amelynek maradványai Nousiainenben találhatók. A 12. században épült, egyszerű négyszögletű alaprajzzal, 11,5×15 méteres alapterülettel. A legrégebbi fennmaradt finn fatemplomok 17. századiak, például Sodankylä régi temploma a Lappföldön, 1689-ből. A középkori fatemplomok nagy része a tűzesetek miatt már nem áll, a 17. századból csak 16 fatemplom maradt fenn – jóllehet nem volt szokásban, hogy egy fatemplomot lebontsanak az új kőtemplom építésekor.
A fatemplomok kialakítására a közép- és dél-európai illetve orosz templomépítészet volt hatással, ami megmutatkozik a kereszt alakú alaprajzokban, gótikus, román, illetve reneszánsz vonásokban és részletekben. Ezek a hatások főleg Svédország közvetítésével kerültek be. A fatemplomok fejlődését a bonyolultabb alaprajzok, nagyobb méret és a részletek gazdagsága jellemezték. Sodankylä régi temploma (1689 körül) Finnország legjobb állapotban fennmaradt és legkevésbé átalakított fatemploma, melynek 13×8,5 méter alapterületű, 3,85 méter magasságú, egyszerű, festés nélküli, négyszögletes épülete parasztházra emlékeztet. Ezzel szemben Petäjävesi ótemploma (amelyet Jaakko Klemetinpoika Leppänen építőmester tervezett és épített 1765-ben), az utólag hozzátoldott sekrestyével és haranglábbal (Erkki Leppänen, 1821), noha kívülről szintén festetlen, már bonyolult kereszt alakú, 18×18 méteres alaprajzzal és 13 méteres belső boltozattal rendelkezik.
Már a petäjävesi templom építésének idejében is léteztek ennél bonyolultabb alaprajzok, de a későbbi években ezek még bonyolultabbá váltak. Az első kettőskereszt alaprajzú épület Finnországban valószínűleg a haminai Ulrika Eleonora-templom volt (1731, leégett 1742-ben), amely Henrik Schultz építőmester irányításával épült. Utána hasonló jellegű templom került a helyébe: az Erzsébet-templom (1748–51, elpusztult 1821-ben), amely Arvi Junkkarinen irányításával épült. A kettőskereszt alaprajz a belső sarkoknál kiterjesztéseket tartalmazott; ez mintául szolgált a későbbi templomok számára, mint például a mikkeli templom (1754, elpusztult 1806-ban) és a lappee-i templom (Juhana Salonen, 1794). Lars Pettersson történész szerint a haminai templom mintája a stockholmi Katalin-templom (1724), amelyet a francia születésű Jean de la Vallée tervezett.
A középkorban csak hat város volt Finnországban (Turku, Porvoo, Naantali, Rauma, Ulvila és Vyborg); ezekben a faépületek egy-egy kőtemplom vagy kastély körül helyezkedtek el. Henrik Lilius történész rámutatott, hogy a fából épült finn városokat átlagosan harminc-negyven évente tűzvész pusztította el. Utána soha nem az eredeti alakjukban épültek vissza, és a tűz alkalmat teremtett arra, hogy a város új kialakítása az éppen aktuális ideálokhoz igazodjon, például teljesen új, rácsszerkezetű utcahálózat, az utcák szélesítése vagy szűkítése, előírások a kőépületek építésére (amelyeket a gyakorlatban sokszor nem tartottak be) és a tüzek megállítására szolgáló nagy szabad területek az épületek között. A tűzvészek miatt a fennmaradt favárosok többsége 19. századi, mint például Oulu városa, amelyet IX. Károly svéd király alapított 1605-ben, a középkori kastély mellett. A városnak 1651-ben Claes Claesson új tervrajzot készített, amelynek utcái szabályos rácsot alkottak, de megtartotta benne a templom központi szerepét. Az évek során további három tűzvész pusztította a várost, amelyek következtében még szigorúbb szabályokat hoztak az utcák szélességét és a tüzek elterjedését gátló szabad területeket illetően. Finnország hat középkori városa közül csak Porvoo őrizte meg középkori alaprajzát.

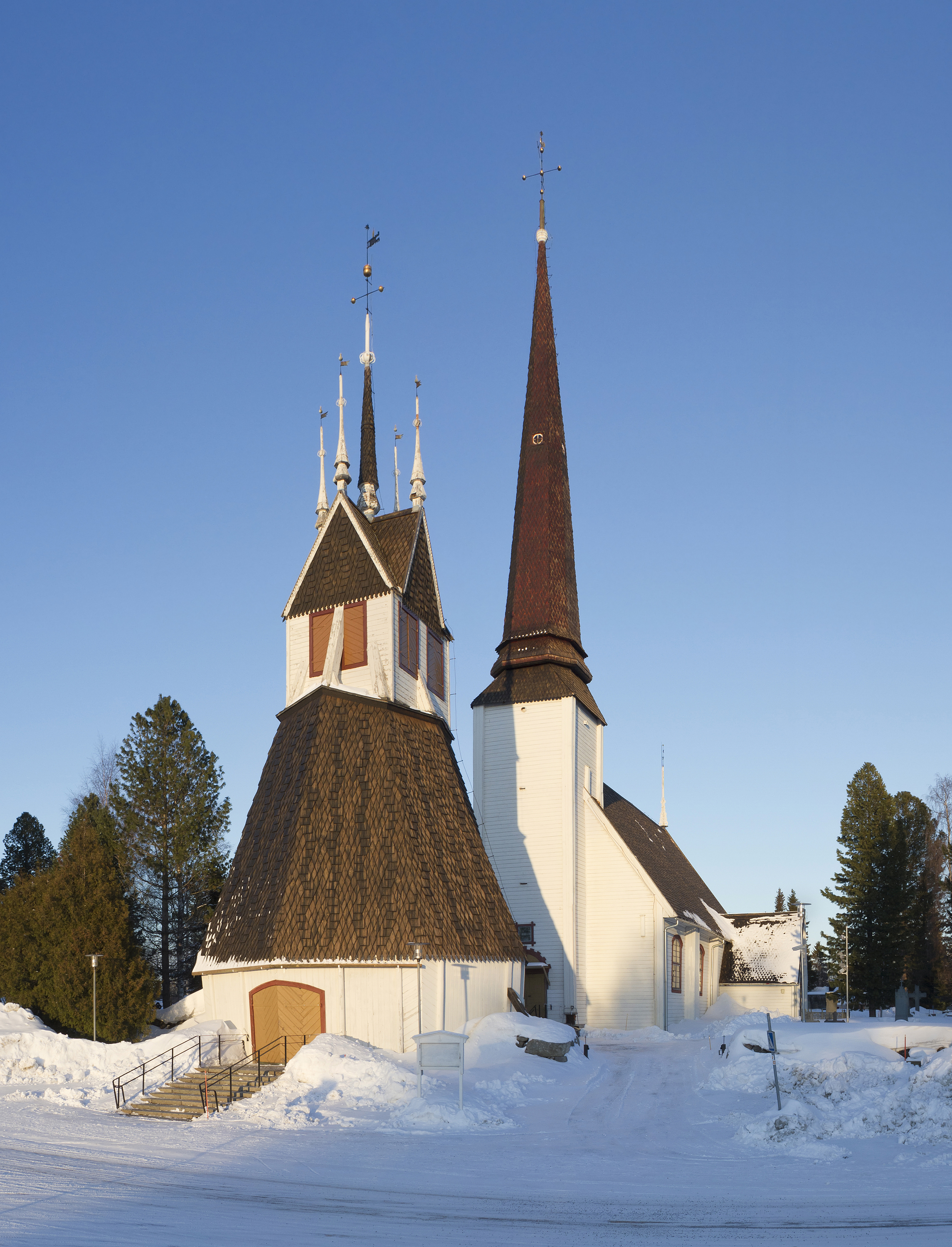
Tornioi templom, 1686
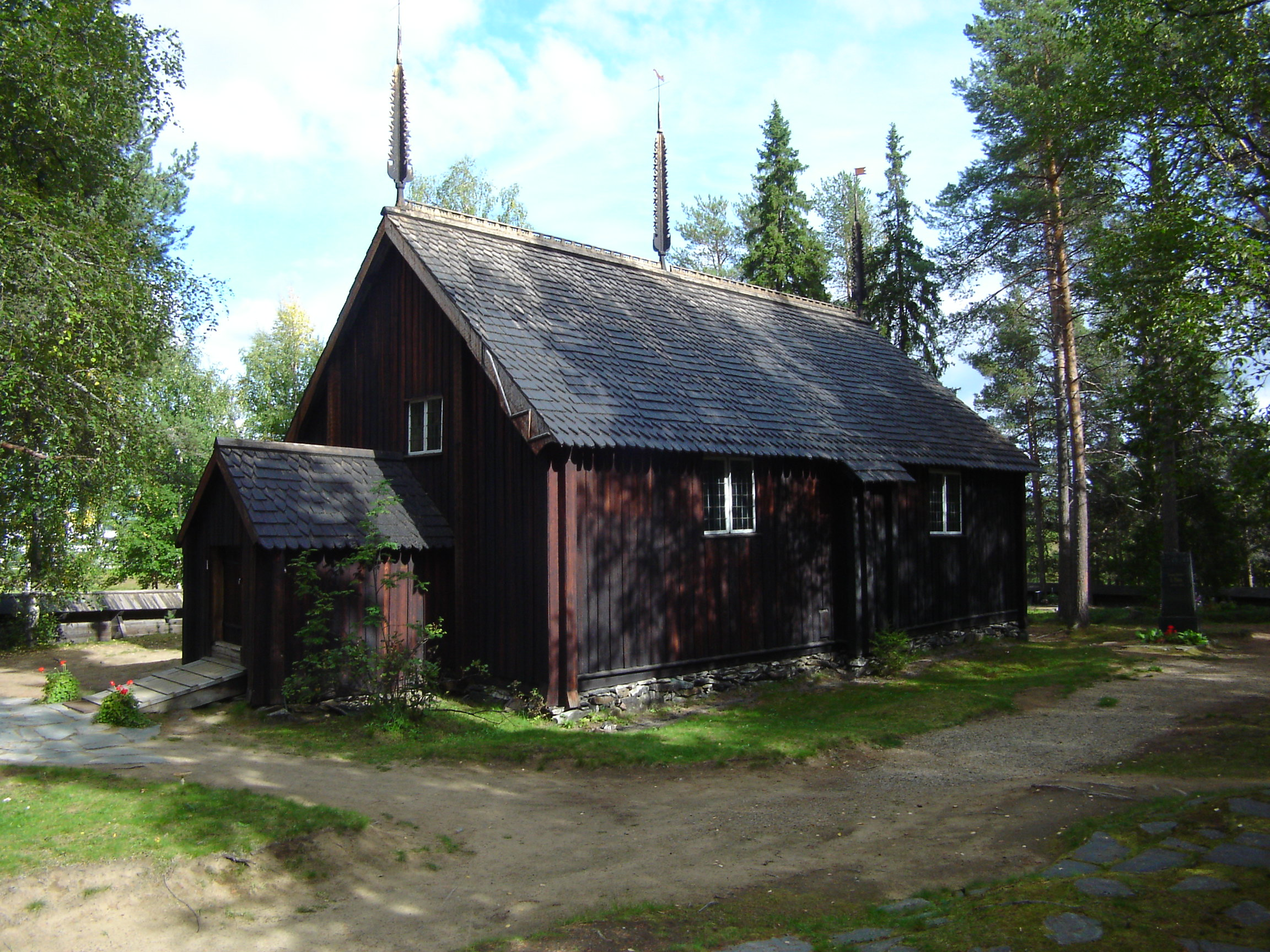
Sodankyläi ótemplom, 1689 körül
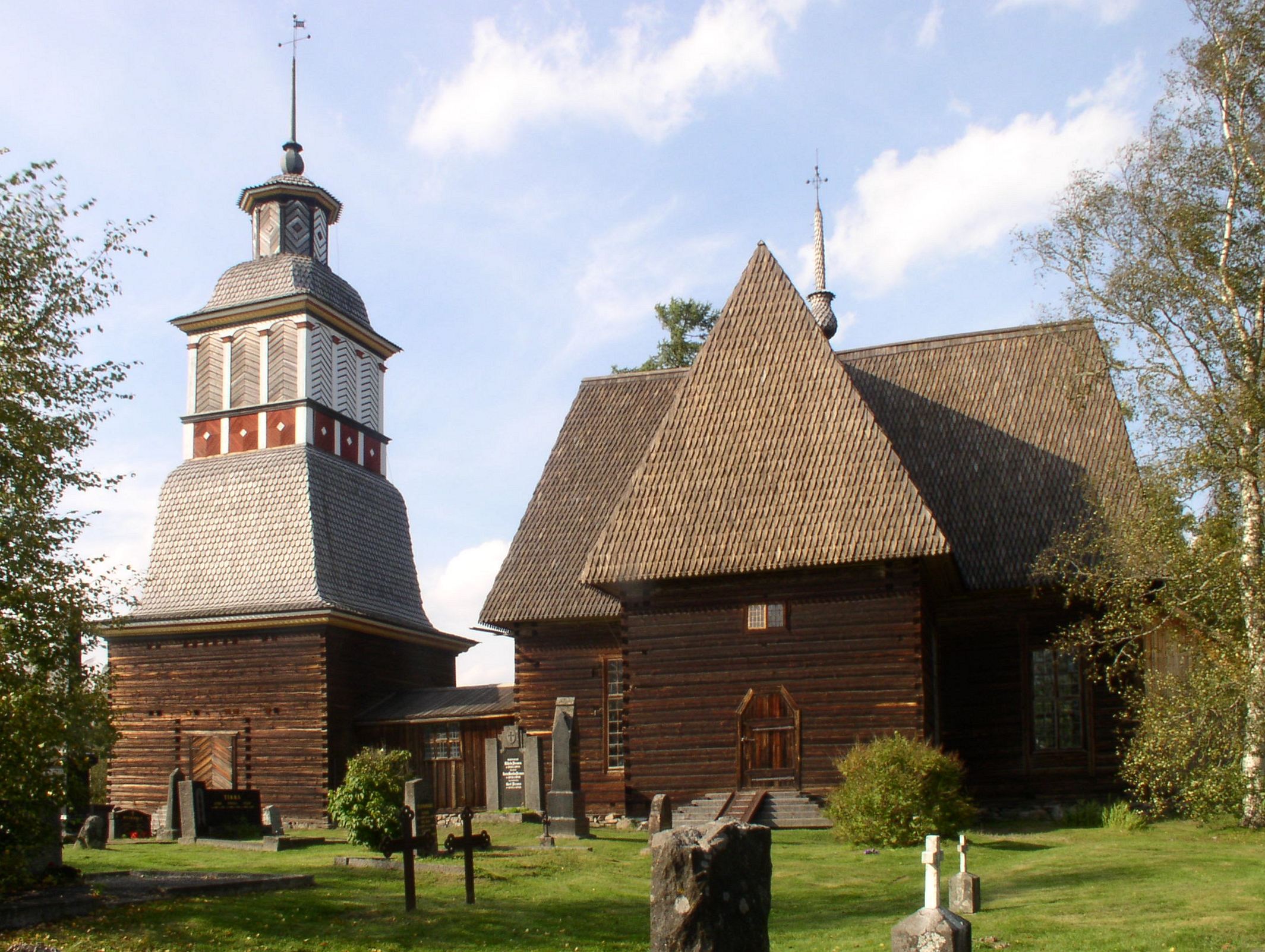
Petäjävesi ótemploma, 1765, harangláb 1861
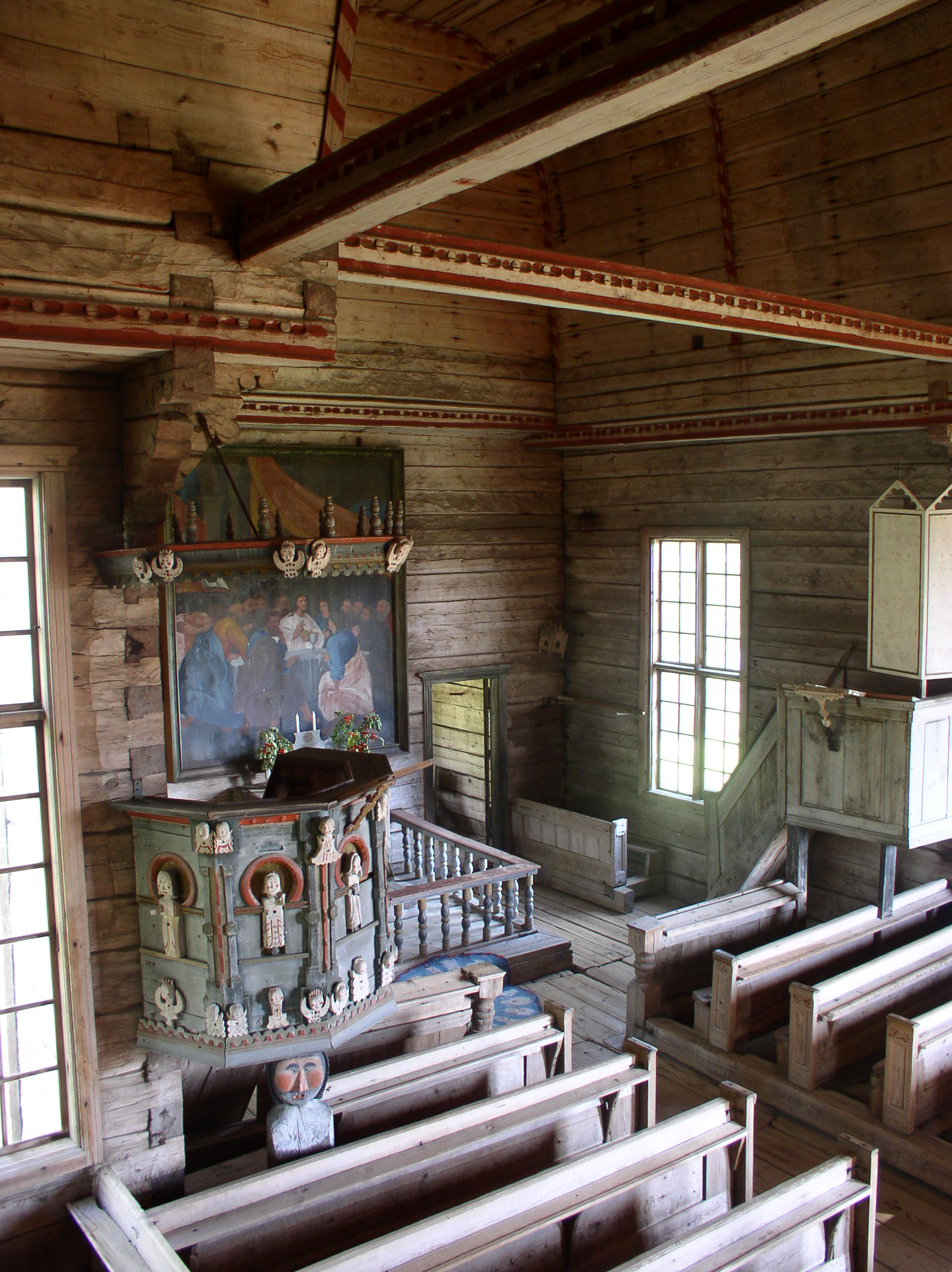
Petäjävesi ótemplom belseje
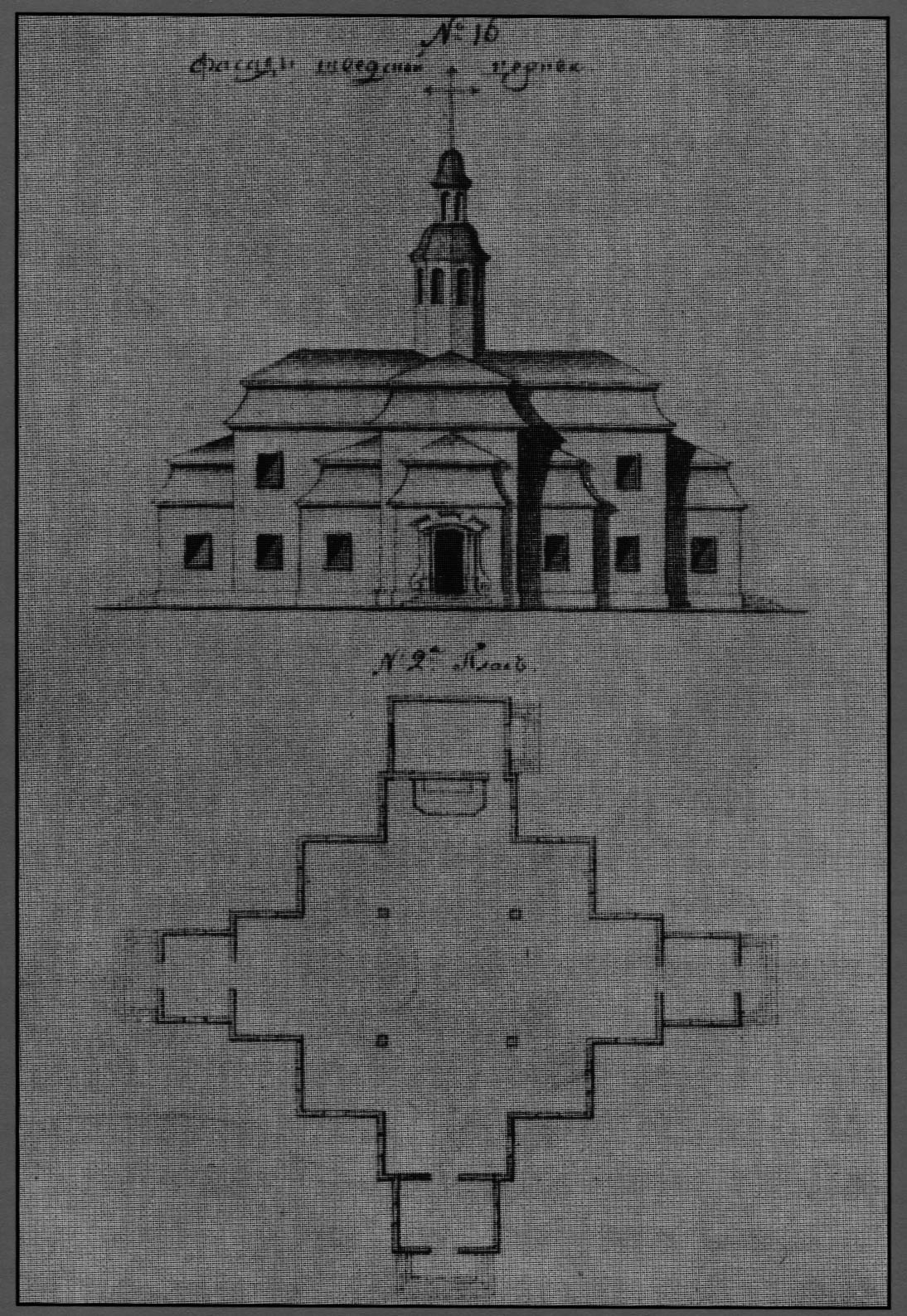
Erzsébet-templom, Hamina, 1748–51, elpusztult 1821-ben
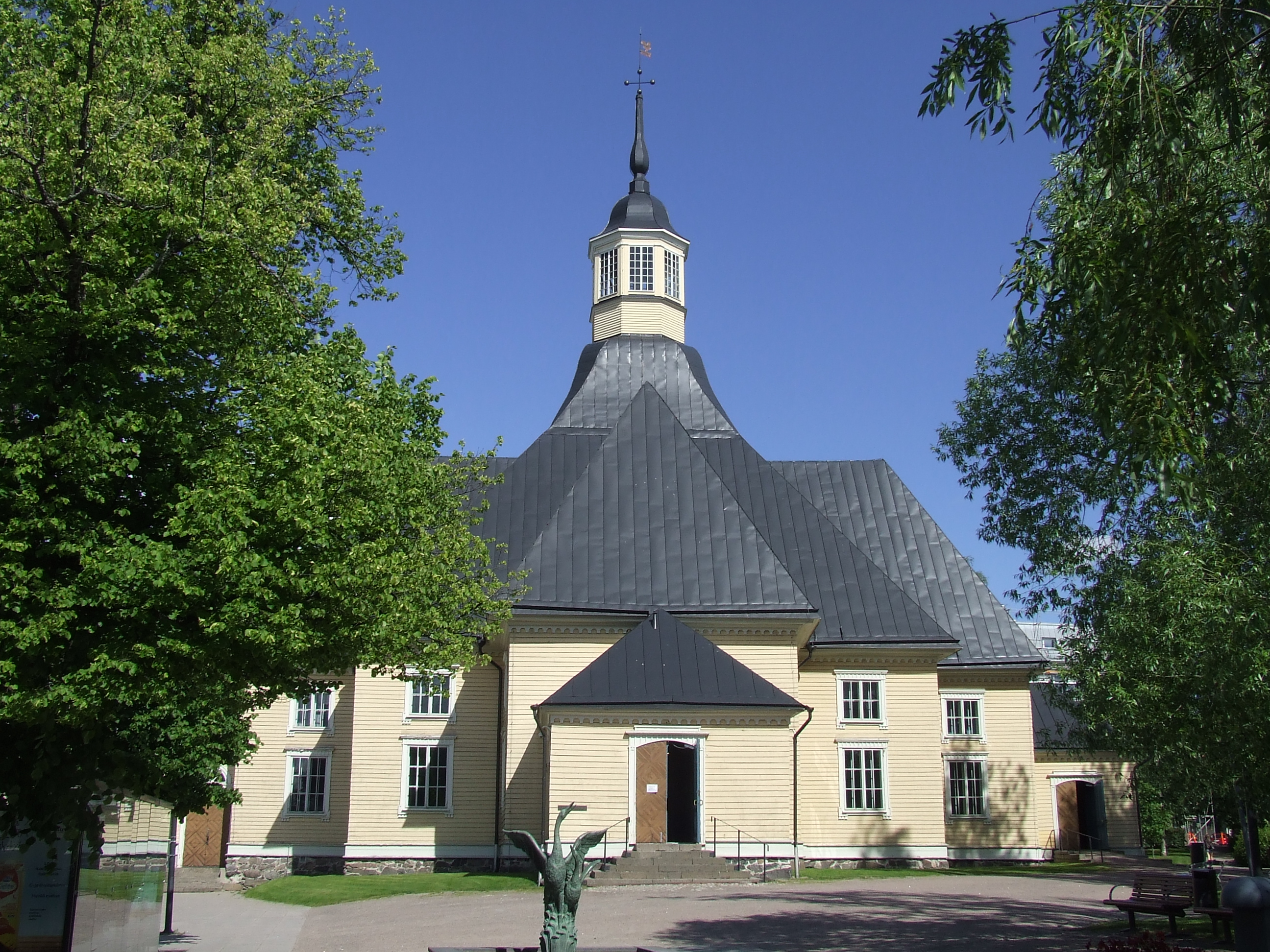
Lappee-i templom, 1799
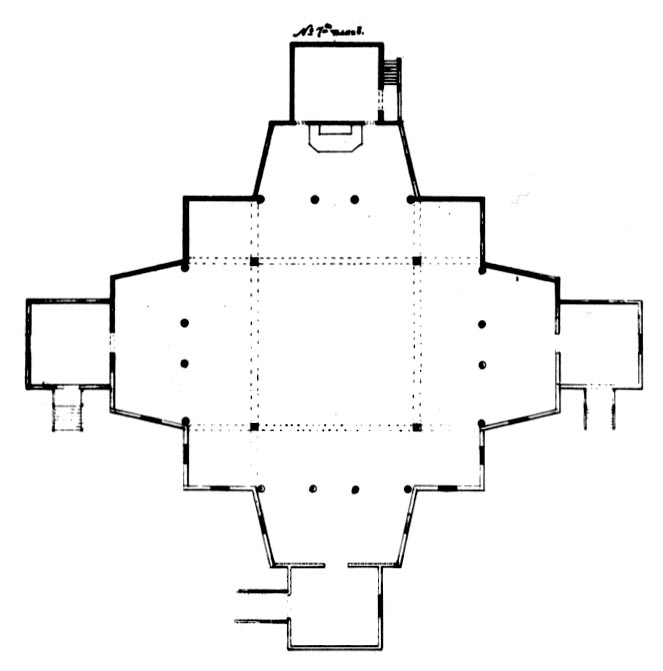
Lappee-i templom kettőskereszt alaprajza, 1799.
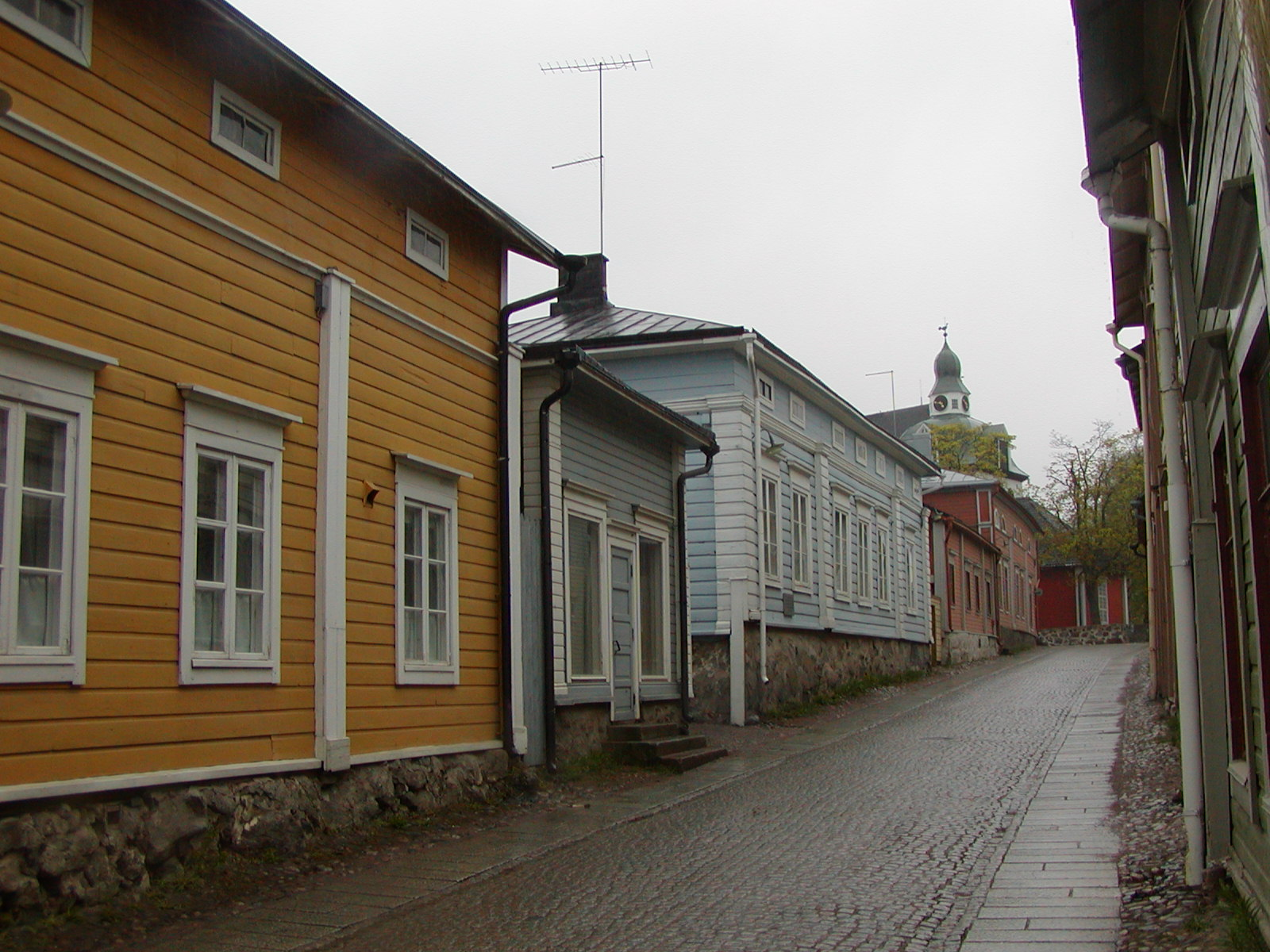
A régi Porvoo katedrálisa és faházai
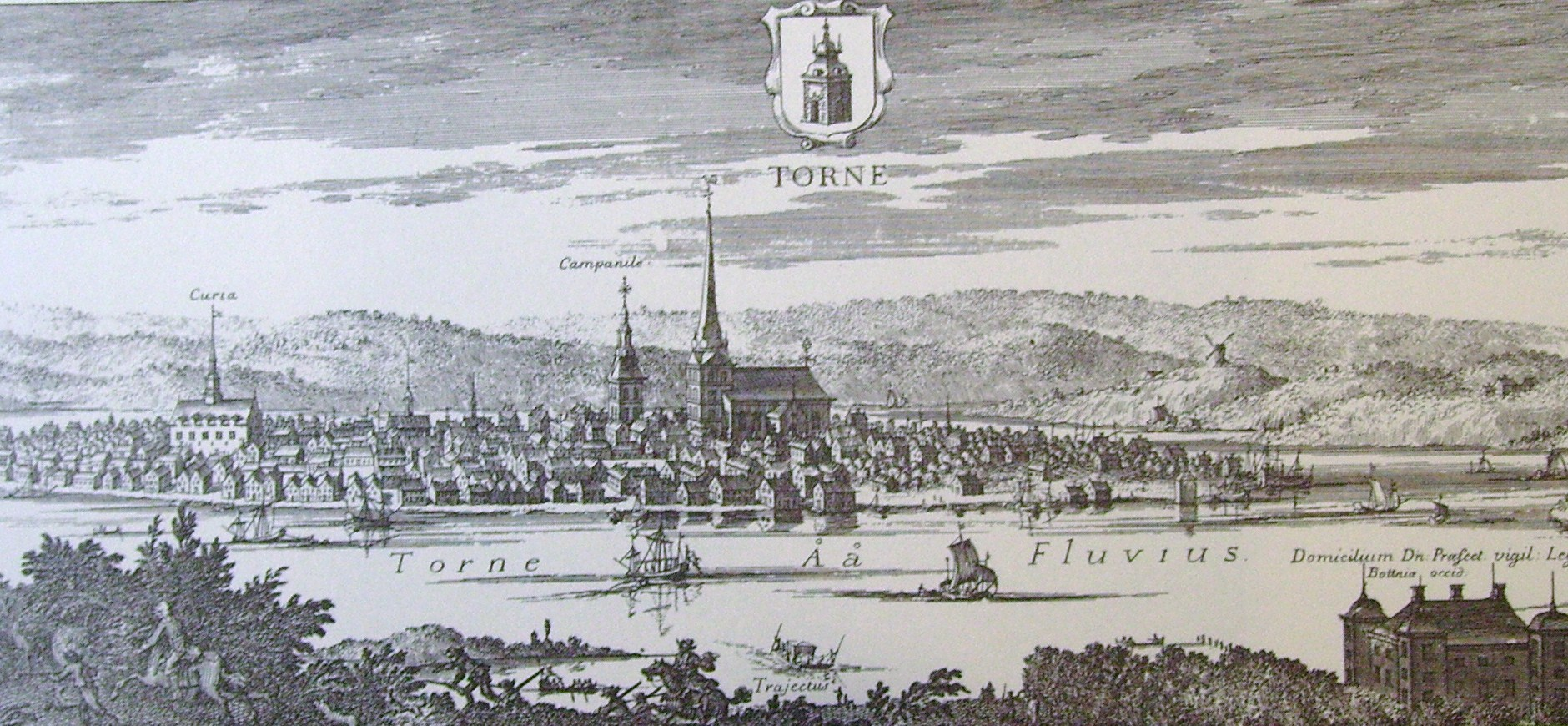
Az 1620-ban alapított Torneå Dahlbergh Suecia Antiqua et Hodierna című művében, 1716.
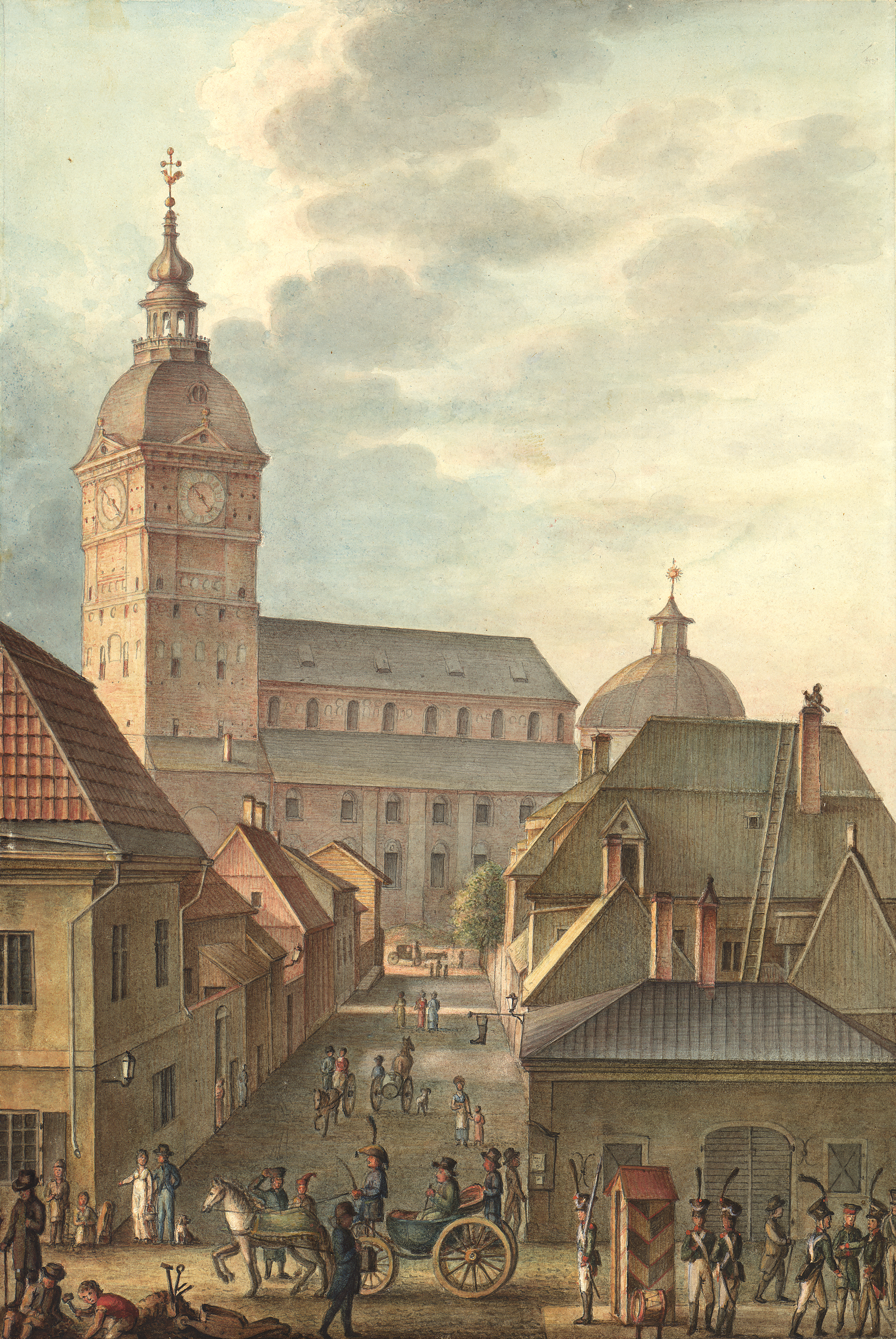
A turkui katedrális az 1827-es tűzvész előtt

### Kőépületek
A kő használata Finnországban eleinte csak a néhány középkori várra és templomra szorítkozott. A várépítés a svéd korona terve alapján történt, amelynek során Finnországot védelmi és egyben igazgatási központokkal látták el. Hat nemzeti jelentőségű vár épült a 13. századtól kezdve: Kastelholma Ålandon, a turkui vár, Raseborg a délnyugati parton, a vyborgi vár egy délkeleti part menti szigeten, a hämei vár és Olavinlinna a szárazföld belsejében. A legészakibb várkastély, a kuusistói vár és a korsholmai vár a 17. századból származnak.
A várépítések korai példáit a nehéz gránitépítmények jellemzik, amelyek a későbbi időszakokban finomodtak. Stratégiai szempontból a két legfontosabb vár Turku és Vyborg volt. A három késő középkori váruradalmat az 1360-as évektől kezdve Turku, Hämenlinna és Vyborg uralták. A 14. század elején a turkui vár a negyven szobájával a legnagyobbak közé tartozott Európában; a 16. század közepén alkalmassá tették az ágyútűz elleni védelemre is. A vyborgi vár építése 1293-ban kezdődött Torkel Knutsson parancsára. Olavinlinna építését 1475-ben kezdte el a dán születésű Erik Axelsson Tott (Eerik Akselinpoika Tott) lovag, aki svéd szolgálatban állt, és egyúttal a vyborgi várat is kormányozta. A két vár stratégiai jelentősége az volt, hogy a keleti határt védte a Novgorodi Köztársaság ellen. Axelsson saját feljegyzése szerint a várat „16 jó külföldi kőművesmester” építette. A hämei várat Birger jarl építtette az 1240-es években, legrégebbi részei feltehetőleg az 1260-as években épültek eredetileg fából, majd kőből újjáépítették, majd a 14. században vörös téglákkal radikálisan átépítették.
Finnország középkori építményeiből 75 kőtemplom és 9 sekrestye maradt fenn a fatemplomok mellett. Közülük feltehetőleg az Ålandi Jomala Szent Olaf-temploma a legrégebbi, amely 1260–1280 között készült el. A kőtemplomokat masszív fal, és tipikusan osztatlan belső tér jellemzi. Egyes részleteket, például ablakokat néha vörös téglával díszítettek, mint például a sipooi ótemplomban (1454). Kivételt képez a turkui katedrális, amelyet a 13. században építettek, és jelentősen kibővítettek a 14. és 15. század során. A katedrális súlyos károkat szenvedett az 1827-es tűzvészben, és jórészt téglából építették újjá.

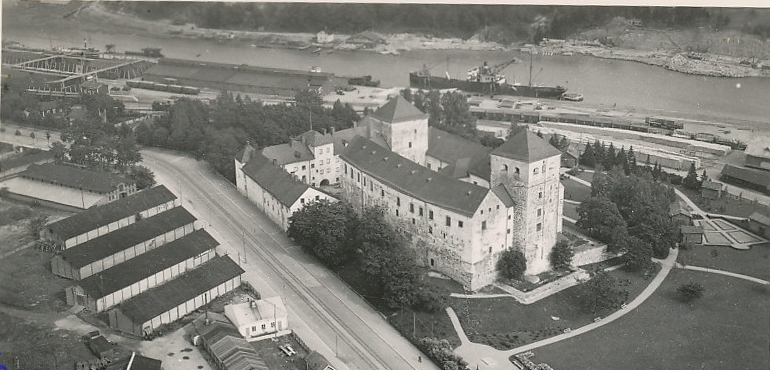
Turkui vár, 13. század, látkép 1934-ből
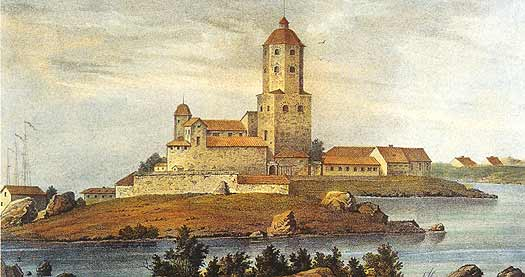
Vyborgi vár, 13. század, Torsten Wilhelm Forstén műve 1840-ből
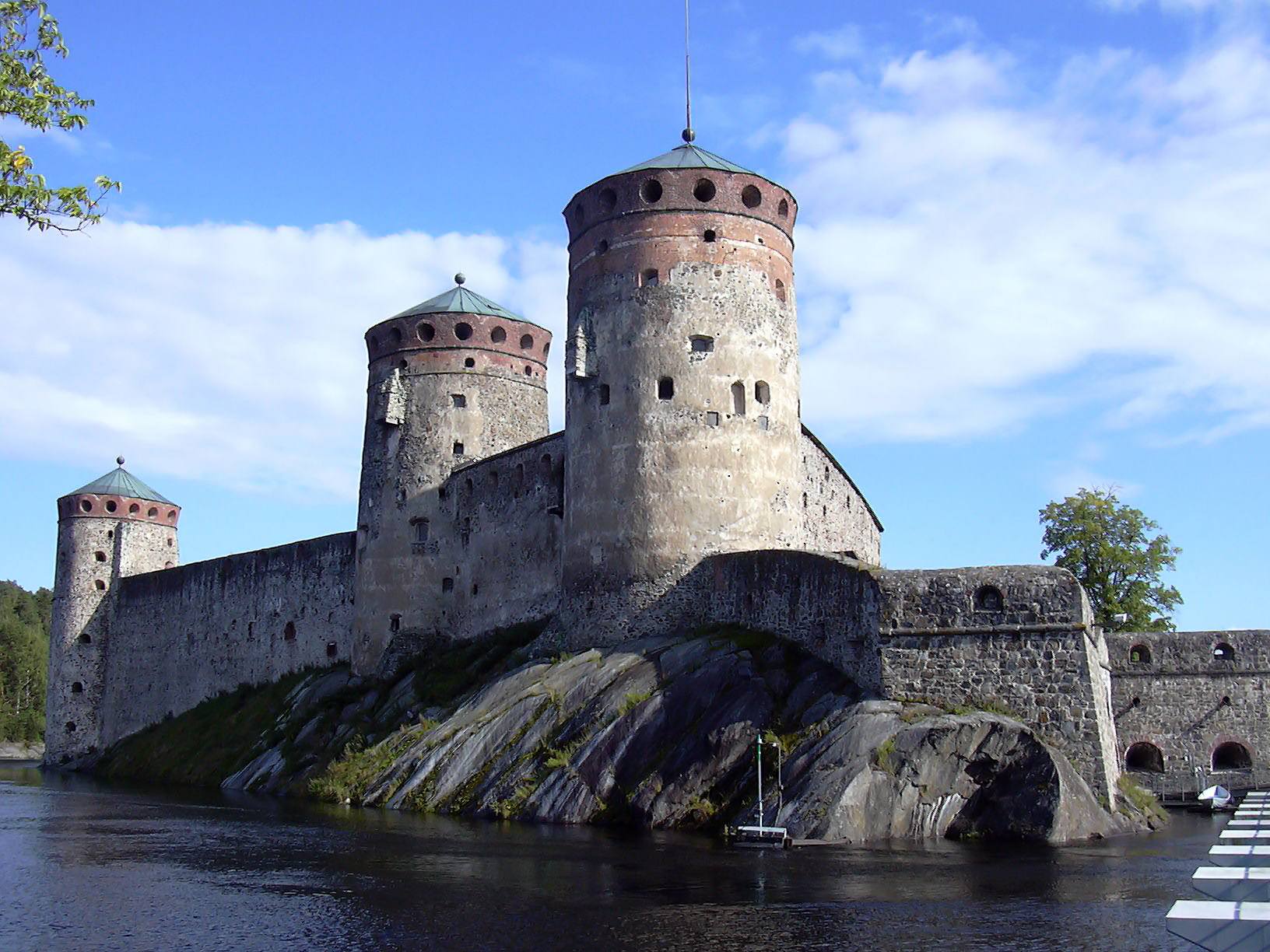
Olavinlinna vár, 1475
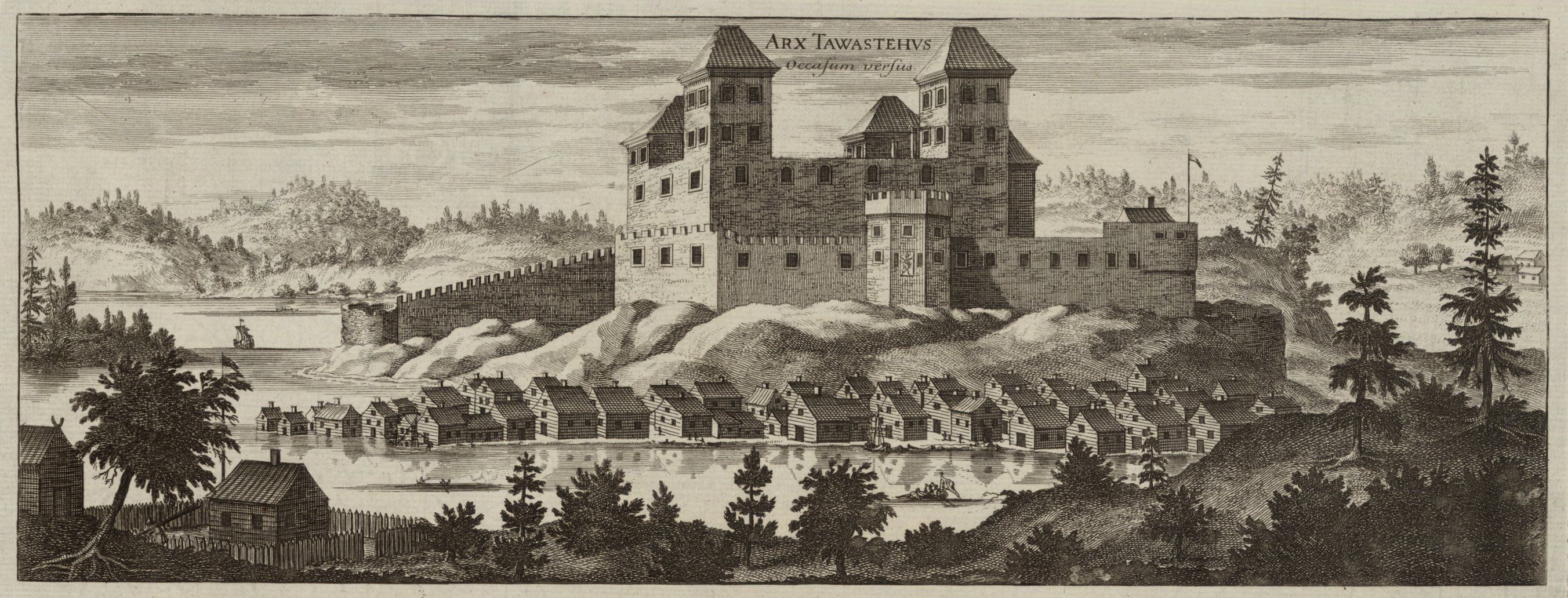
Häme vára, Erik Dahlbergh Suecia Antiqua et Hodierna című művében, 1660-1716
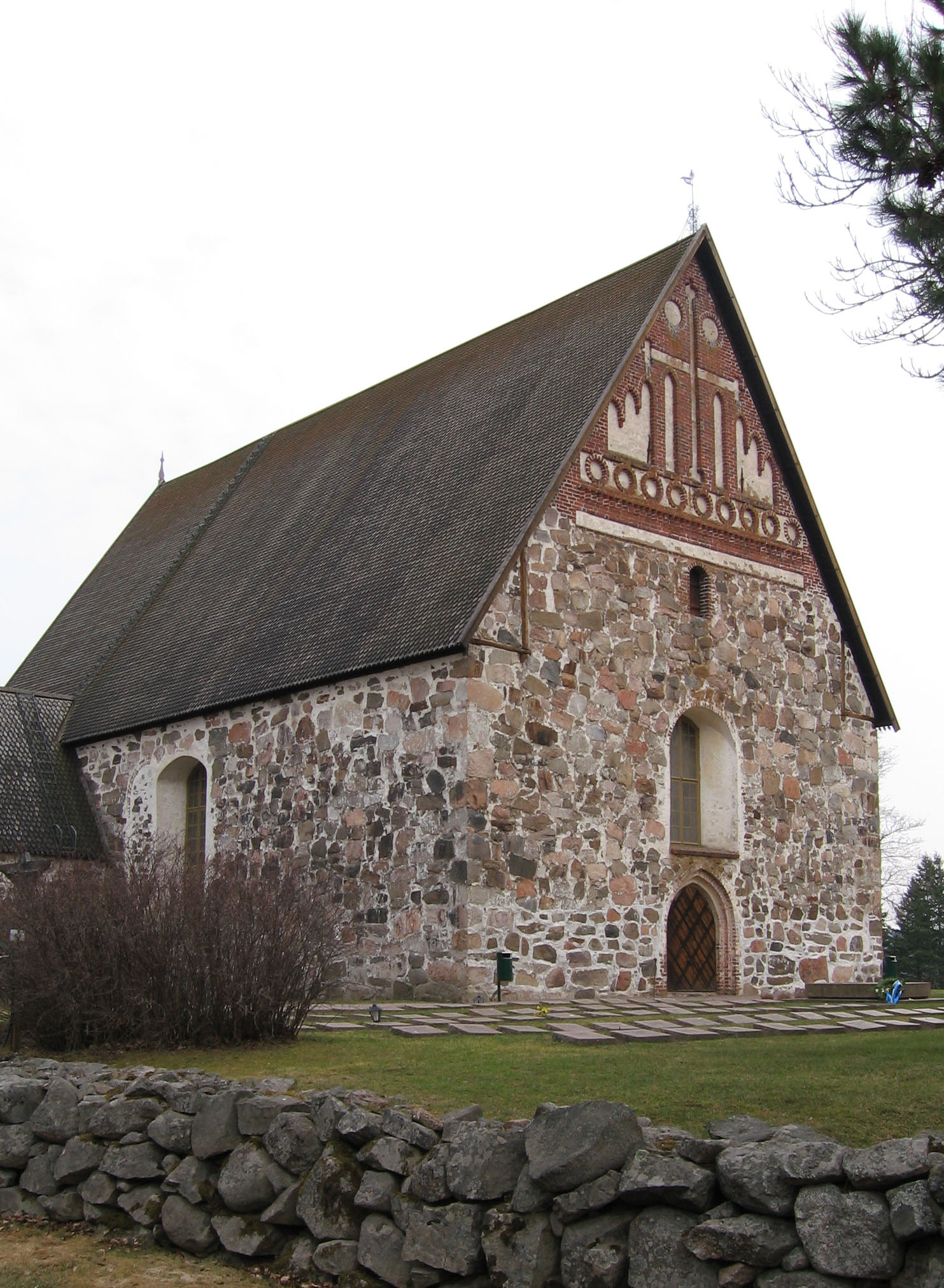
Sipoo ótemploma, 1454

Már a 16. században volt arra példa, hogy kifinomult reneszánsz építészeti elveket importáltak Finnországba. János herceg (utóbb III. János svéd király) (1537–92) reneszánsz stílusú épületbelsőket építtetett az amúgy középkori turkui várban. A 17. században, amikor Svédország fontos politikai erővé vált Európában, kiterjesztve területét a mai Észtországra, illetve Oroszország és Lengyelország egyes területeire, ez a terjeszkedés nyomot hagyott a következő évszázad finn építészetén is. Ezeket az időket Finnországban az új városok építése fémjelezte. II. Gusztáv Adolf uralkodása alatt négy új várost alapítottak Finnország nyugati partján, a Botteni-öböl mellett: Nystadot (Uusikaupunki) 1617-ben, Nykarlebyt (Uusikaarlepyy), Karlebyt (Kokkola) és Torneåt (Tornio) 1620-ban. Mindegyik várost a szigorú rácsos utcahálózat jellemzi, épületeik tipikusan népies stílusú, egyemeletes faépületek voltak. 1637-ben Finnország kormányzója, Per Brahe ennél is szigorúbb építési előírásokat vezetett be. A Brahe által alapított városok között volt Hämeenlinna, Savonlinna, Kajaani, Raahe és Kristinestad.
A nagy északi háború (1700–21) és Finnország orosz megszállása (1713–1721) következtében Svédország óriási területeket vesztett el, noha maga Finnország továbbra is Svédország része maradt. Ezt követően Svédország újragondolta védelmi politikáját, például új erődítéseket hozott létre Kelet-Finnországban. Ekkor alapozták meg Fredrikshamn (Hamina) erődvárost, amelynek első tervét Axel von Löwen készítette 1723-ban. Von Löwen egy barokk stílusú, „ideális várost” tervezett, amelyek mintájául a hasonló, közép-európai erődvárosok szolgáltak, ennek ellenére alakját és az utcák elrendezését illetően az itáliai Palmanovára hasonlított. Az 1741–1743-as orosz–svéd háborúban Svédország ismét vesztett, és Kelet-Finnország területéből egy nagy részt át kellett adnia Oroszországnak, beleértve Haminát, Lappeenrantát és Savonlinnát. Az ország védelmének középpontja ekkor egy kis vidéki város, Helsinki lett. Hamina neoklasszikus építészetének nagysága az orosz uralom alatt is és azt követően is, a Finn Nagyhercegség korában is tovább élt.
Helsinkit I. Gusztáv kereskedővárosként alapította 1550-ben azzal a szándékkal, hogy versenytársa legyen a Hanza-város Revalnak (Tallinn), amely vele szemben, a Finn-öböl túlpartján feküdt. Azonban a város sokáig kicsi és jelentéktelen maradt, az új rácsszerkezetű utcahálózaton egyemeletes épületek sorakoztak. Helsinki építészetében csak 1748 után következett be változás a Sveaborg erőd megépítésével, amelyet Augustin Ehrensvärd tervezett. A Helsinki partvonalával szembeni szigeten épült erőd közepén egy hajógyár állt, de a kőből és téglából épült, egyébként aszimmetrikus erődrendszeren belül barokk épületek és angolkertek helyezkedtek el. Az épületek visszafogott rokokó stílusúak voltak. Az erőd bejáratát, az úgynevezett Király kaput (Kuninkaanportti ) Carl Hårleman (1700-1753), a stockholmi királyi palota építésze tervezte.

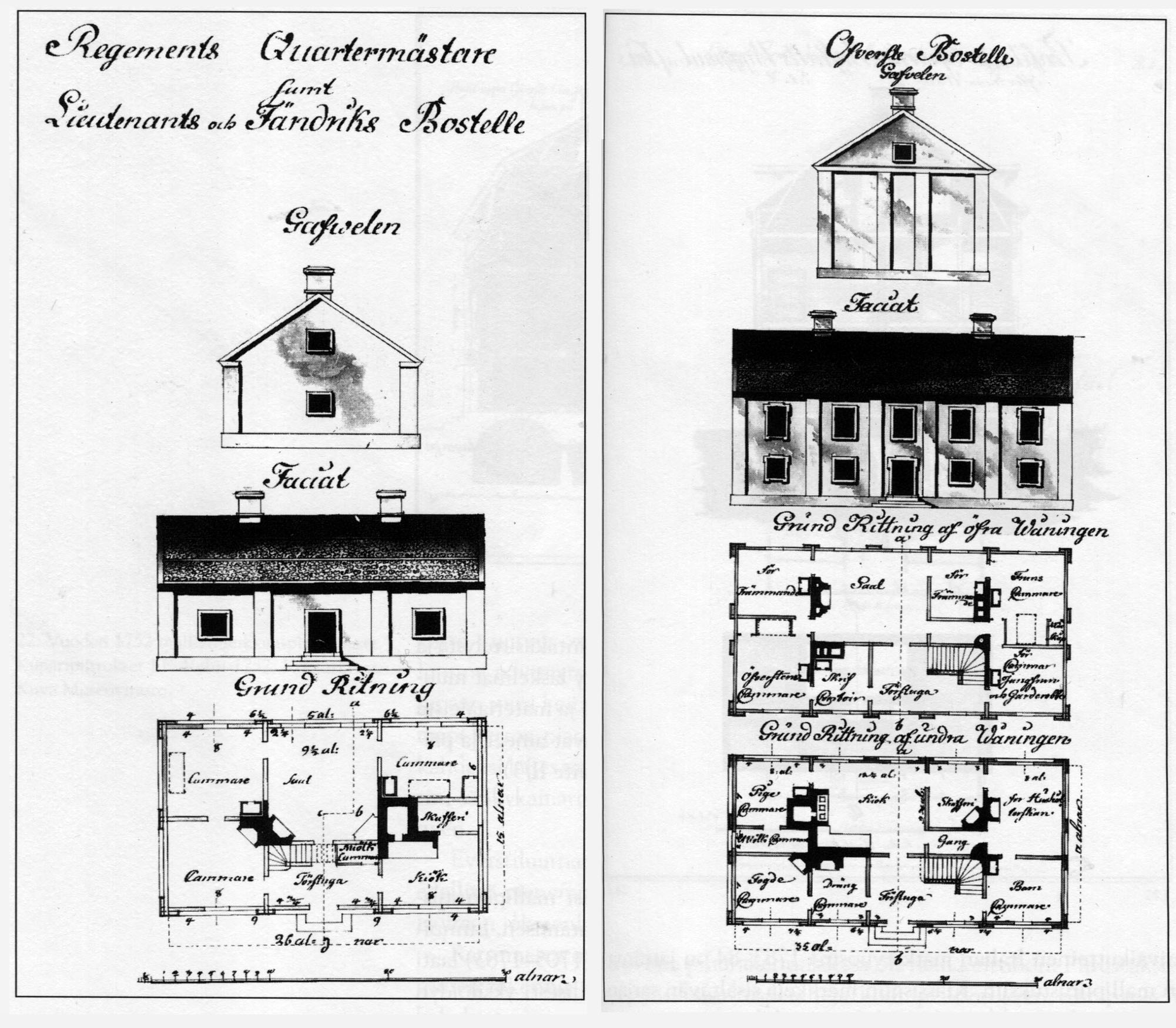
"Mintatervek" a hadsereg számára, szállásmester és ezredes háza, J.B. Virgin, 1766

Svédország politikai terjeszkedését jelezte az is, hogy a korona ösztönözte Erik Dahlbergh Suecia Antiqua et Hodierna (Antik és modern Svédország) című művének kiadását 1660-1716 között, amely 400 gondosan elkészített metszetet tartalmazott a svéd királyság épületeiről. Ezek közül 9 Finnországban volt, köztük Torneå és Vyborg és néhány vár. 1721-ben Svédország nagyhatalmi korszaka véget ért, és északon Oroszország dominált. A svéd parlament, a Riksdag új jogosítványokat szerzett magának, és az ország alkotmányos monarchiává vált. Elkezdődött a „szabadság korszaka”, és a svéd gazdaság újjáépült. Az építőipari technológia fejlődött, elterjedt a cserépkályha és a festett ablak. Az erődtervezés a korszak csúcstechnológiáját alkalmazta; az erődítésekért felelős tisztek gyakran utaztak Közép-Európába új eljárások megismerése céljából. 1776-tól kezdve az összes középület tervét engedélyeztetni kellett, és új előírásokat vezettek be a tűzvészek megakadályozására. A szabványosított „mintatervek” bevezetésével az építészet uniformizálására történt kísérlet. A katonai garnizonok tervei jellemzően Hårleman-féle rokokó stílusban készültek vagy a palladianizmust követték, ami hatással volt a civil építészetre is. A leggyakrabban használt szabványkönyv Carl Wijnblad (1702-1768) építész terveit tartalmazta, amelyet 1755-ben, 1756-ban és 1766-ban adtak ki, és amely egyaránt közkézen forgott Finnországban és Svédországban.
Európa többi részéhez viszonyítva Finnország udvarházai mind méretüket, mind építészeti kialakításukat tekintve szerények voltak. Szigorúan véve, egy udvarház a svéd király ajándéka volt, és adókedvezményt élvezett. Később udvarházak alakultak ki a tiszti házakból és a magántulajdonú vasművek kúriáiból. A legrégebbi fennmaradt udvarházak a Vasa-korszakból származnak, például Kankainen (1410-es évek) és Vuorentaka (1400-as évek vége) udvarházai Turku mellett. Délnyugat-Finnországban a Louhisaari udvarház, amely 1655-ben készült el, ritka példája a finnországi Palladio-stílusú udvarháznak. Az udvarházak építéséhez kapcsolódik a porosz születésű Christian Friedrich Schröder (1722–1789) neve. Ő szakmáját tekintve kőműves volt, és Stockholmban dolgozott, mielőtt Turkuba költözött volna, ahol kinevezték városi építésznek. Turkui tevékenységéhez tartozik a turkui katedrális tornyának újjáépítése. Rokokó és francia klasszikus stílust alkalmazva, Schröder tervezte Lapila (1763), Paddais (1760-as évek közepe), Nuhjala (1764), Ala-Lemu (1767), Teijo (1770) és Fagervik (1773) udvarházait, valamint a raumai városházát (1776).

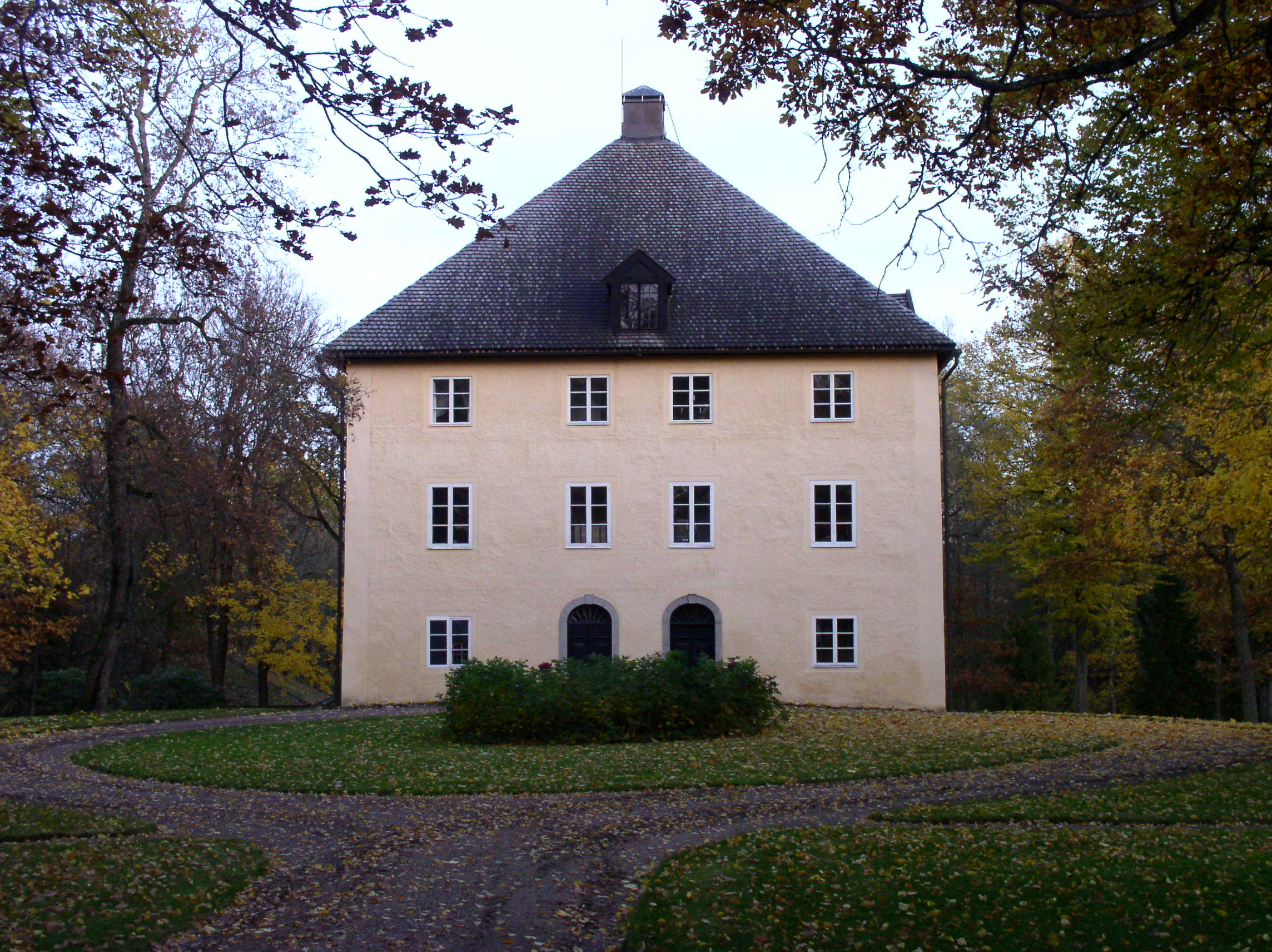
Kankainen udvarház, Henrik Klasson Horn (1550 körül), Augustin Ehrensvärd (1756 körül), Claes Aminoff (1935)
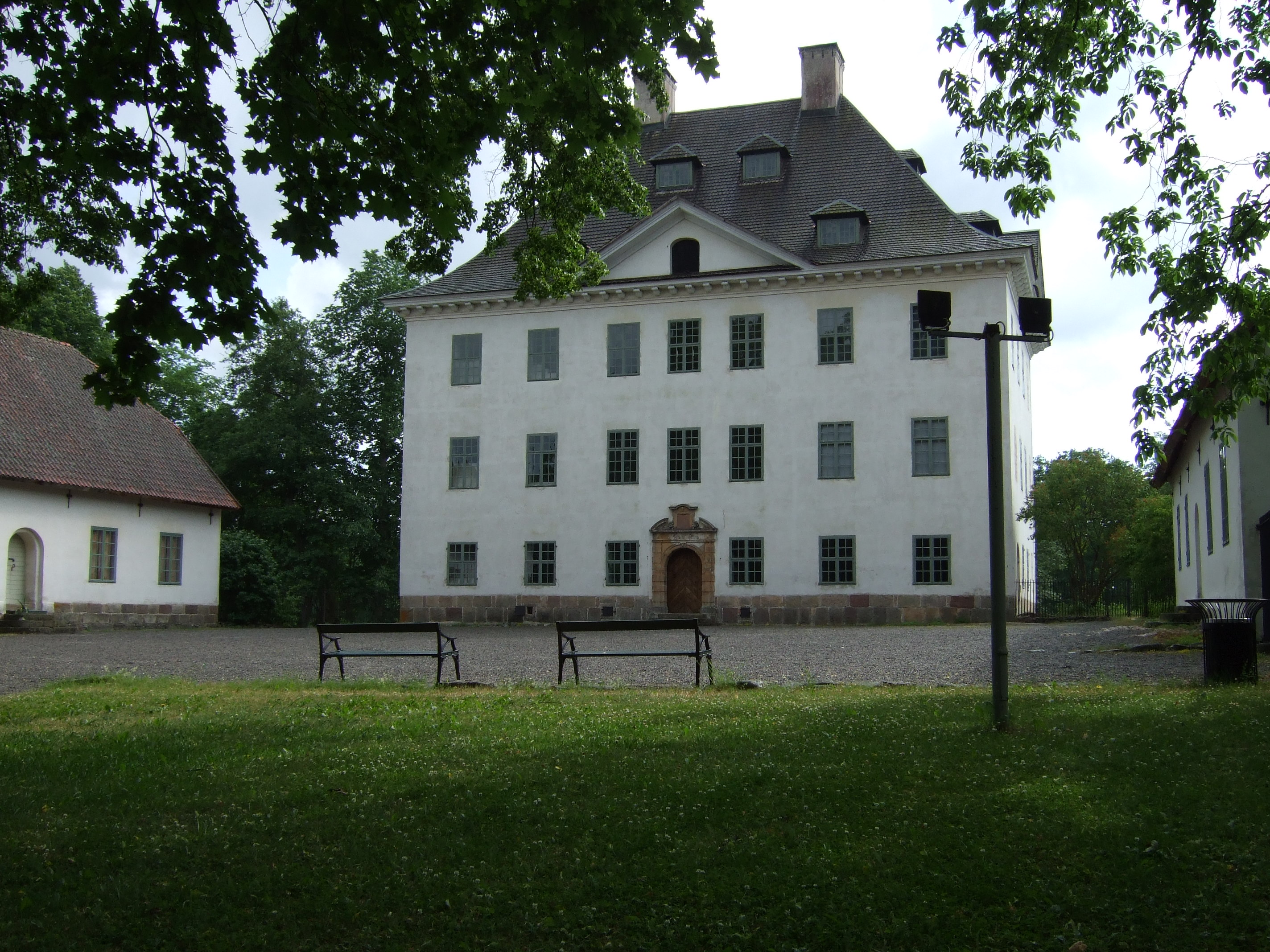
Louhisaari udvarház, 1655
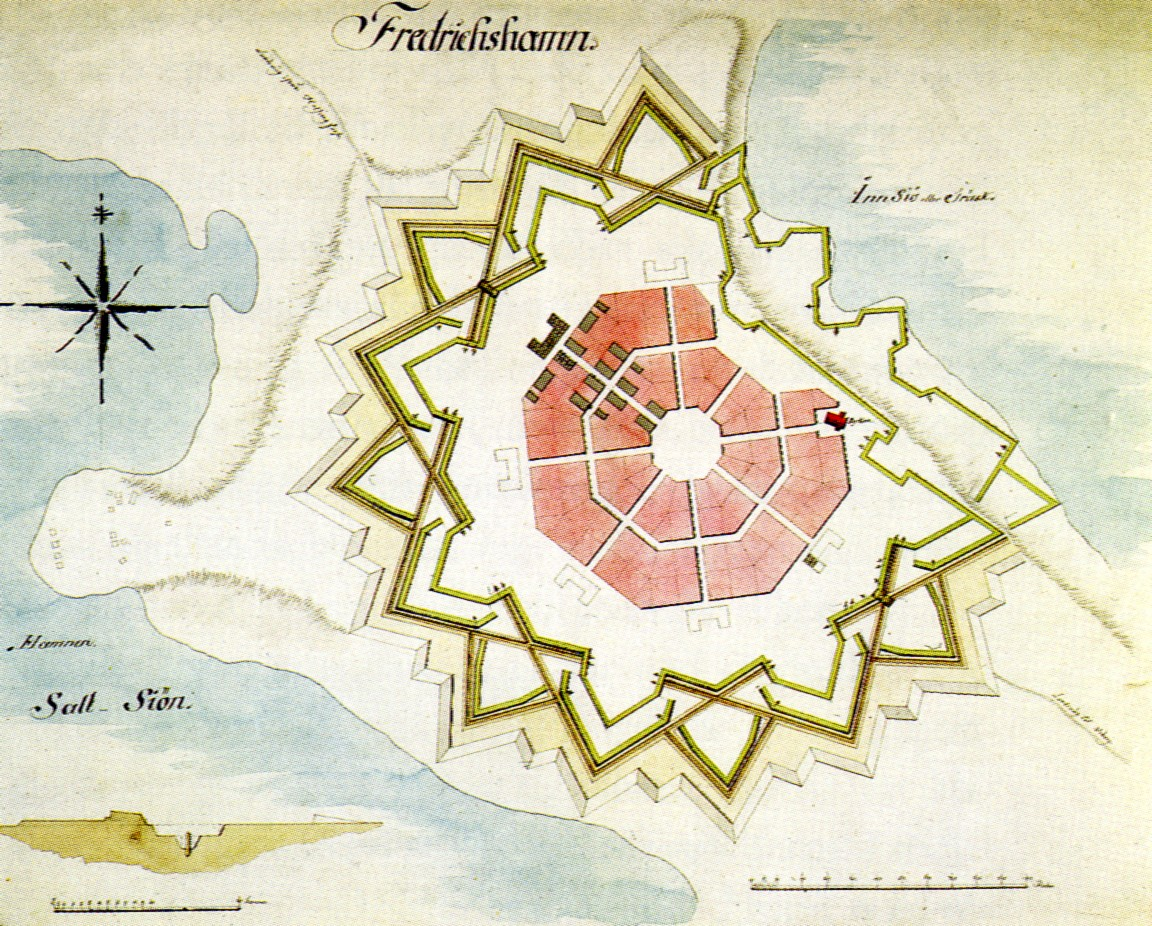
Fredrikshamn (Hamina), erődítési terv, Axel von Löwen, 1723
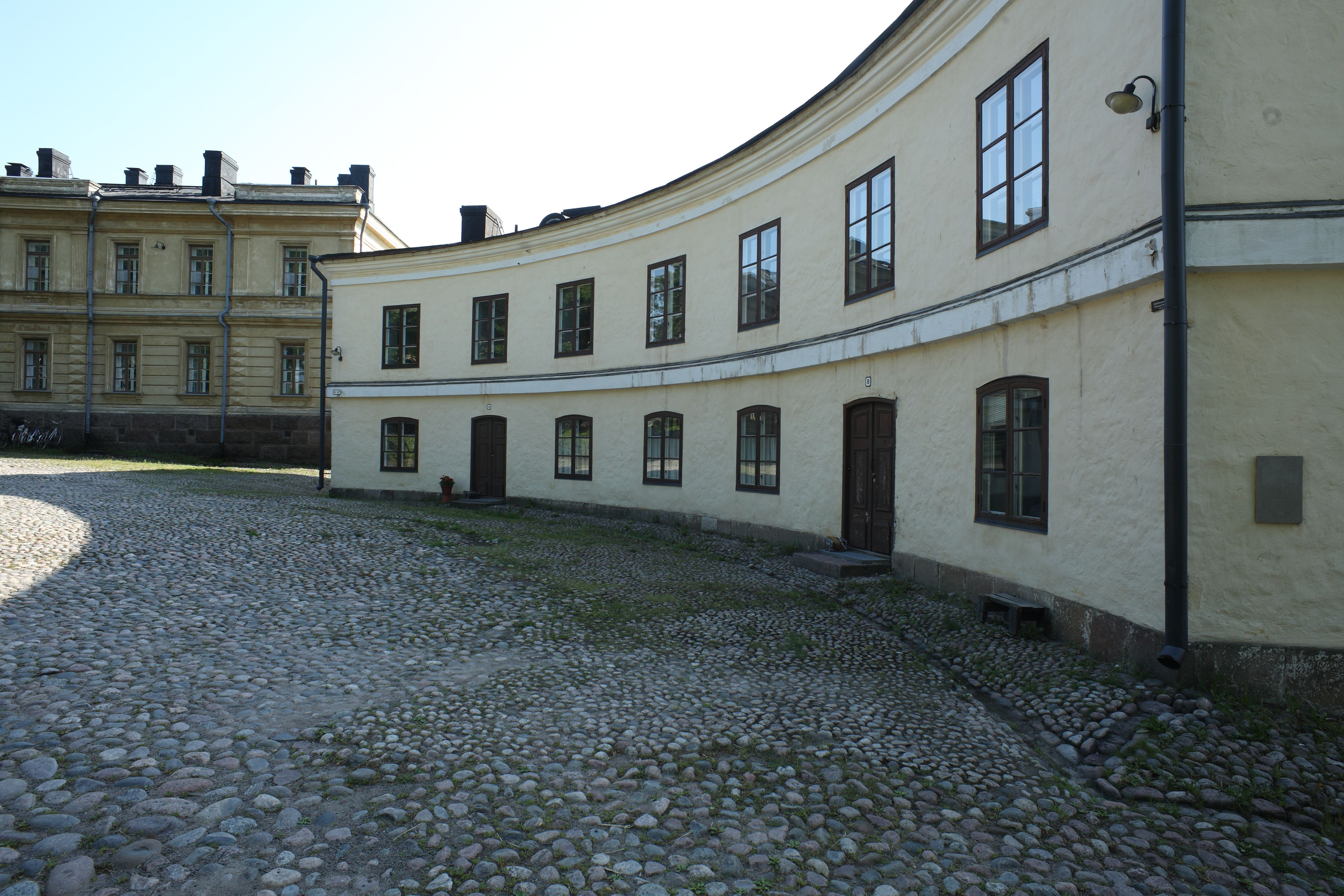
Sveaborg erőd udvara, Helsinki, Carl Wijnblad nyomán, 1747
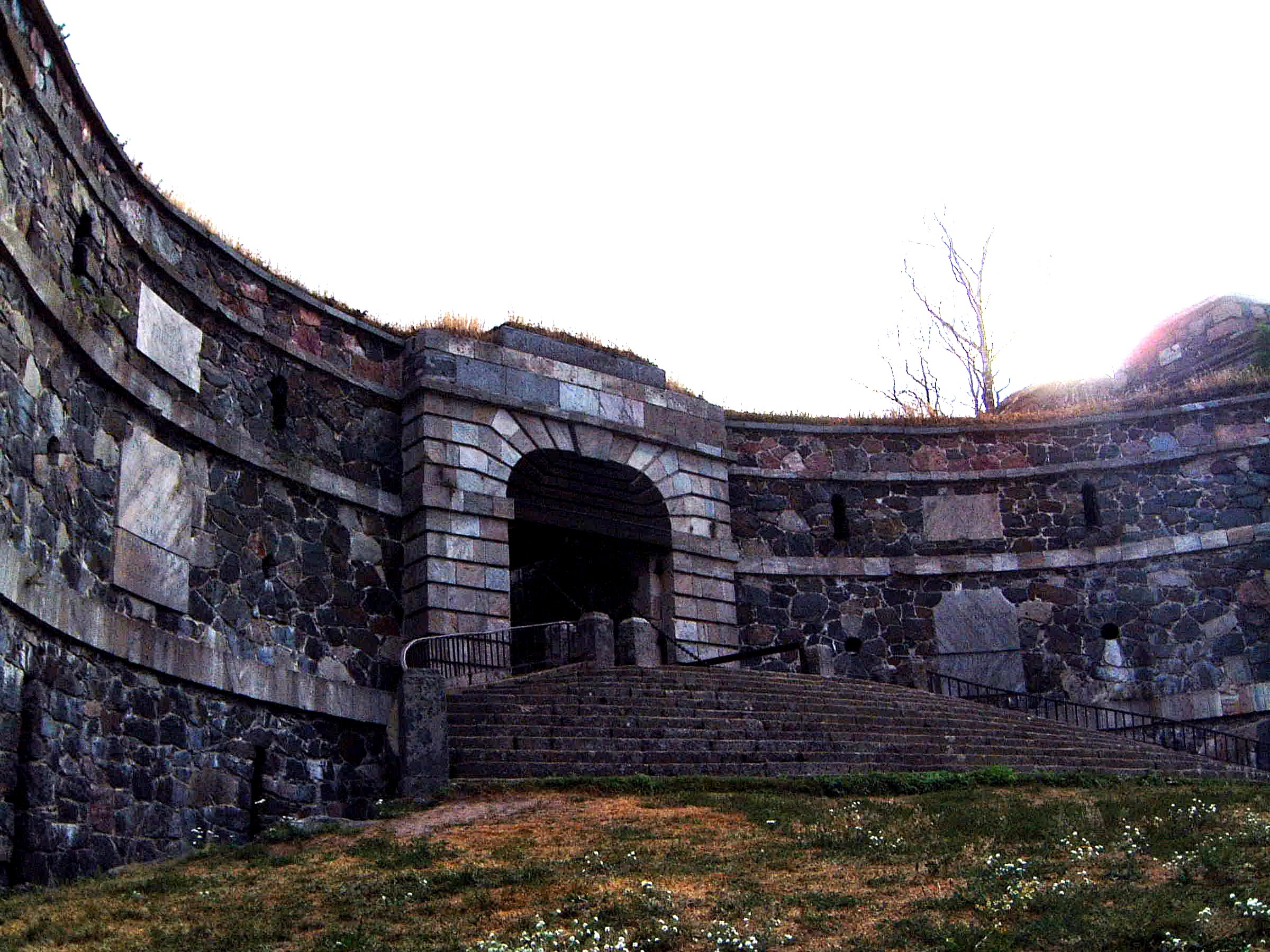
Sveaborg erőd, a Király-kapu, Helsinki, Carl Hårleman, 1747
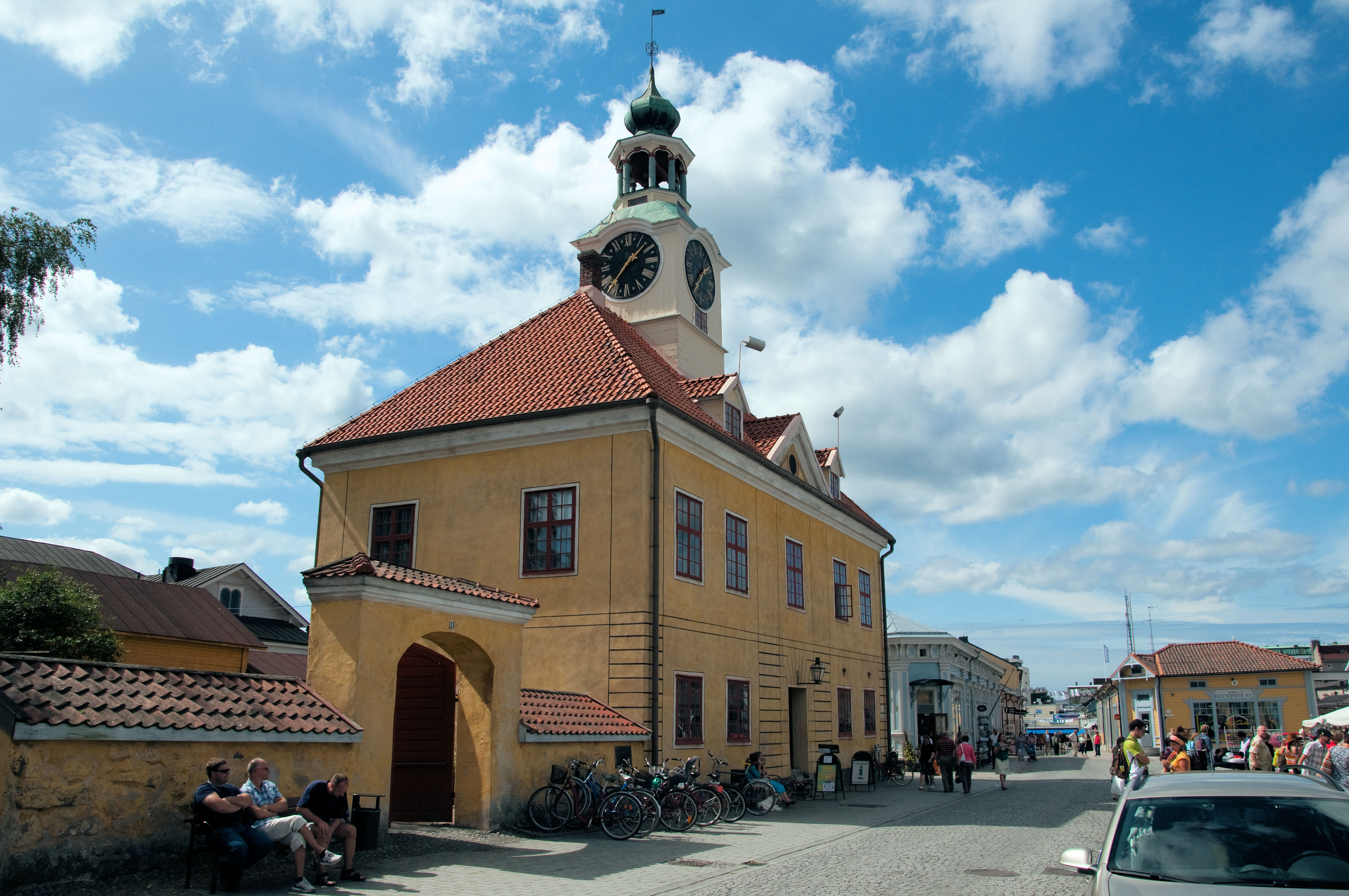
Raumai városháza, Christian Friedrich Schröder, 1776
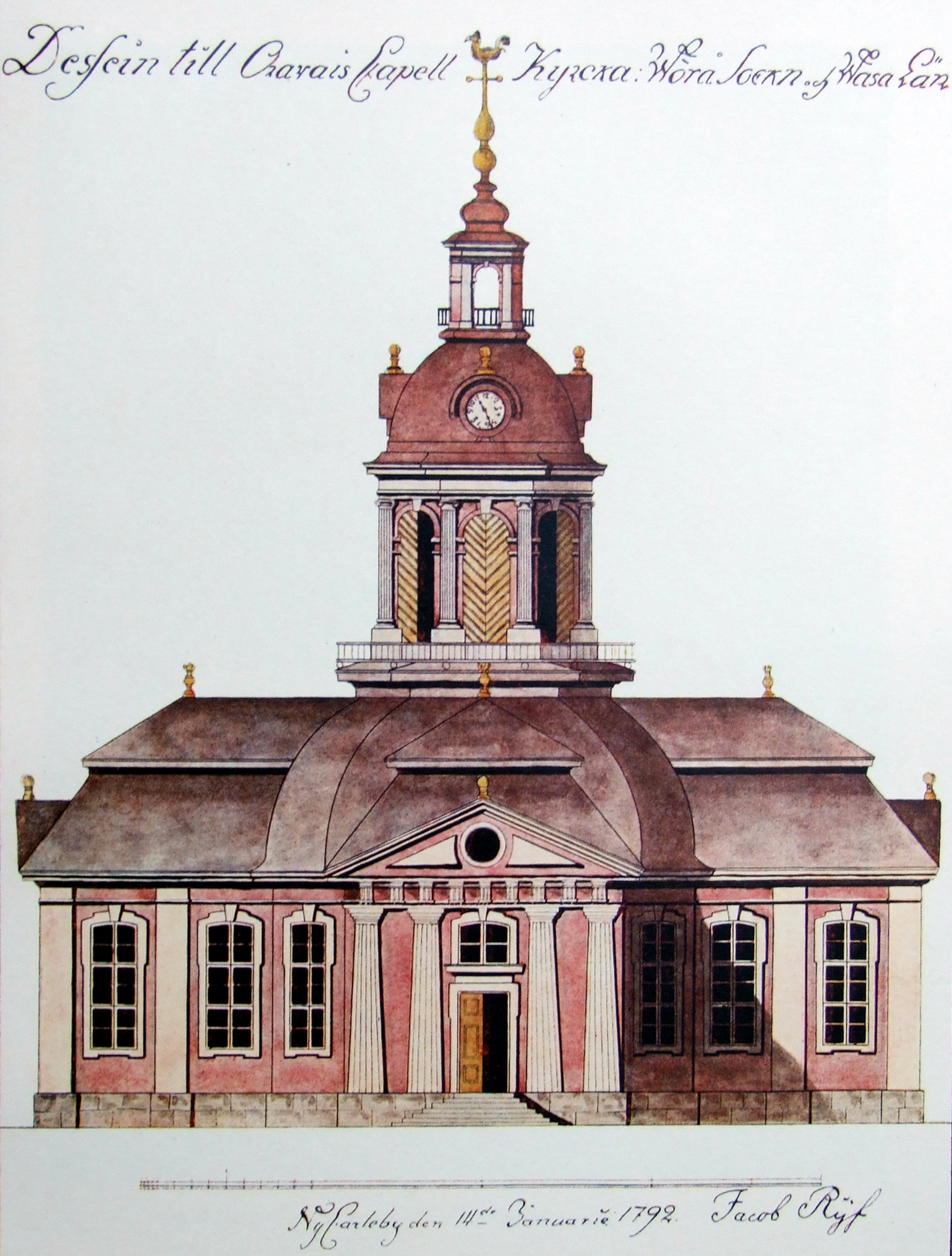
Oravaii templom, Jacob Rijf, 1792
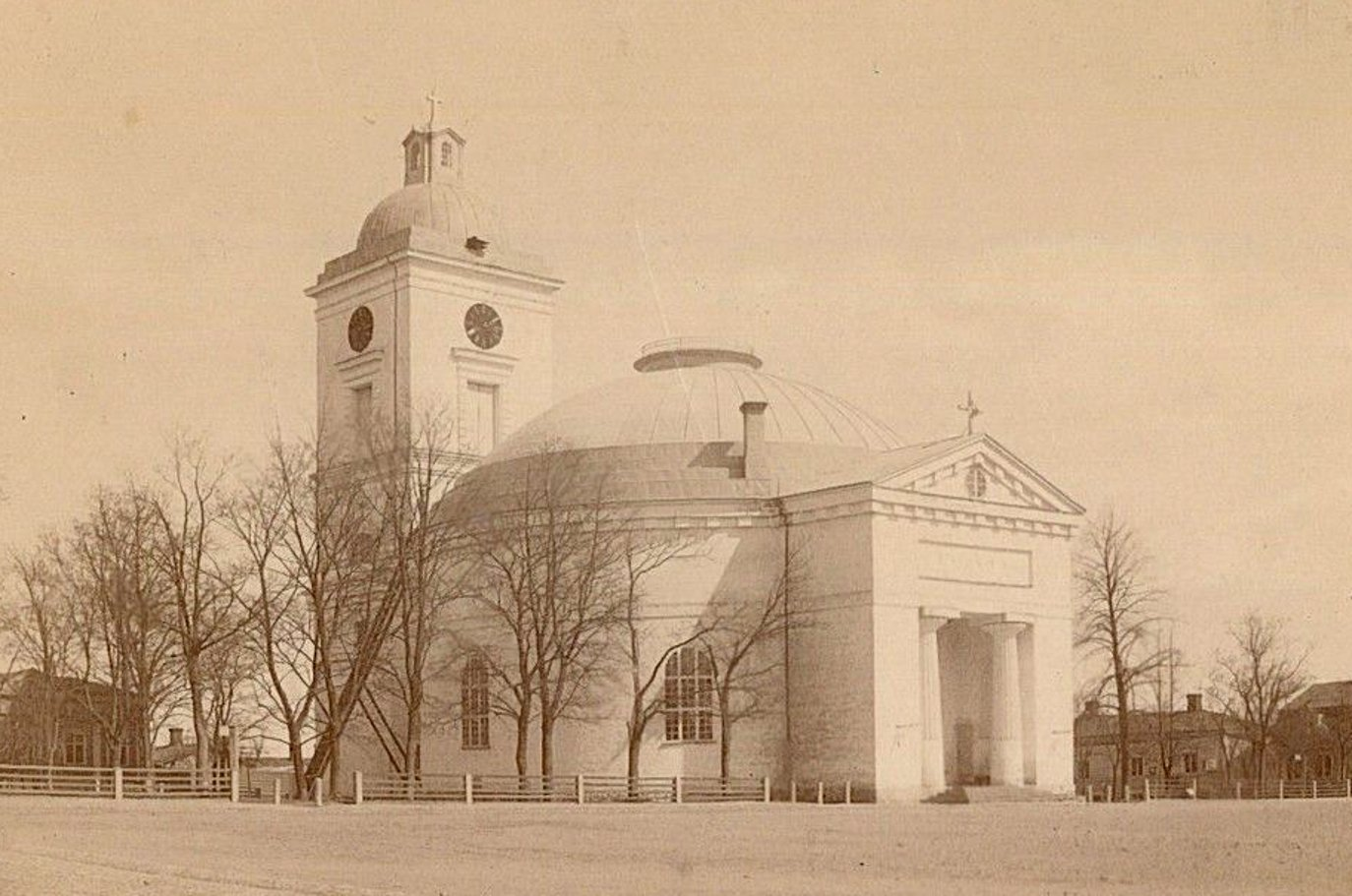
Hämeenlinnai templom, Louis Jean Desprez, 1799
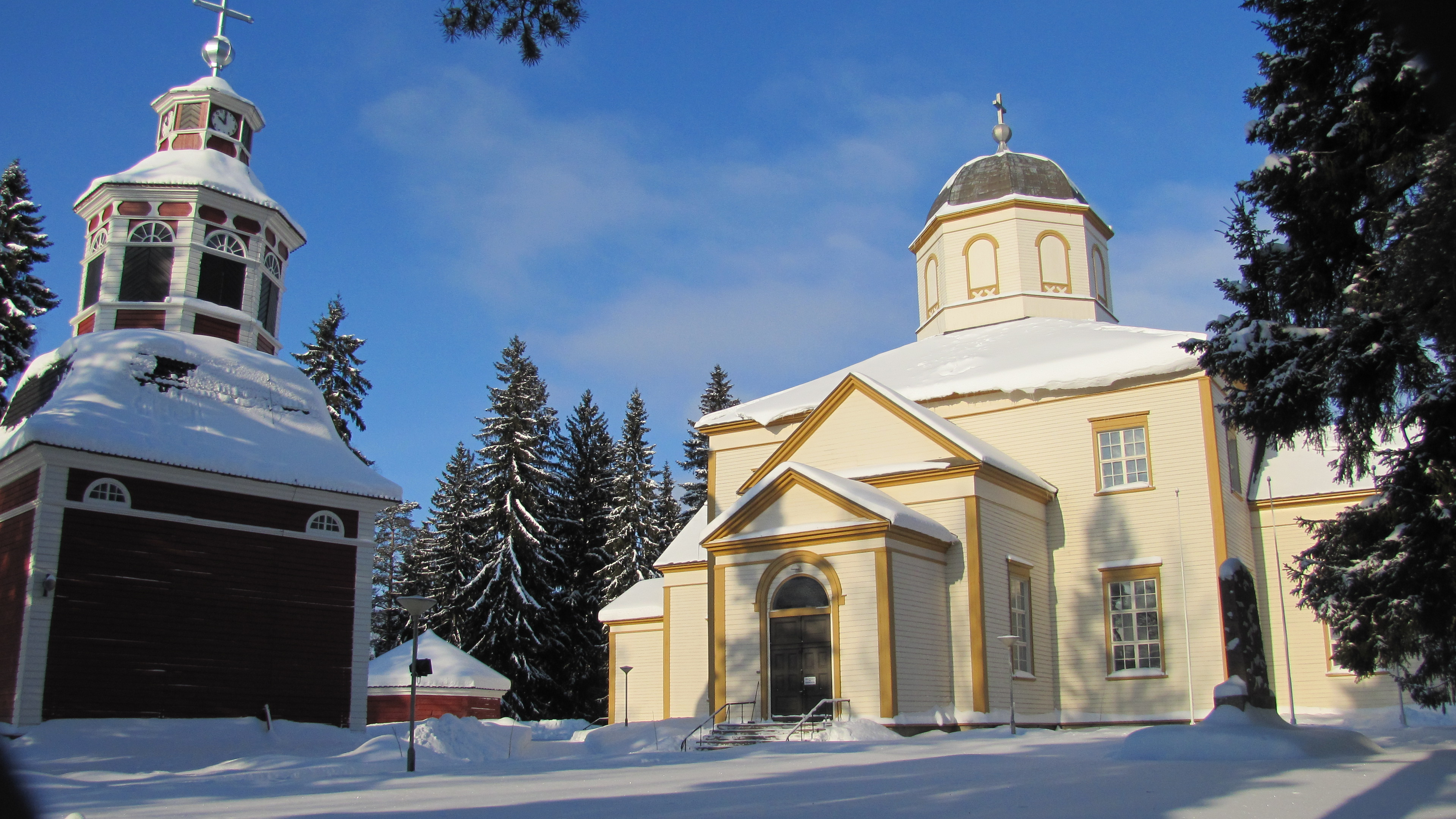
Sulkavai templom, Charles Bassi, 1822

## A nagyhercegség kora, 1809–1917

### A nagyhercegség kezdeti korszaka: neoklasszicizmus és neogótika

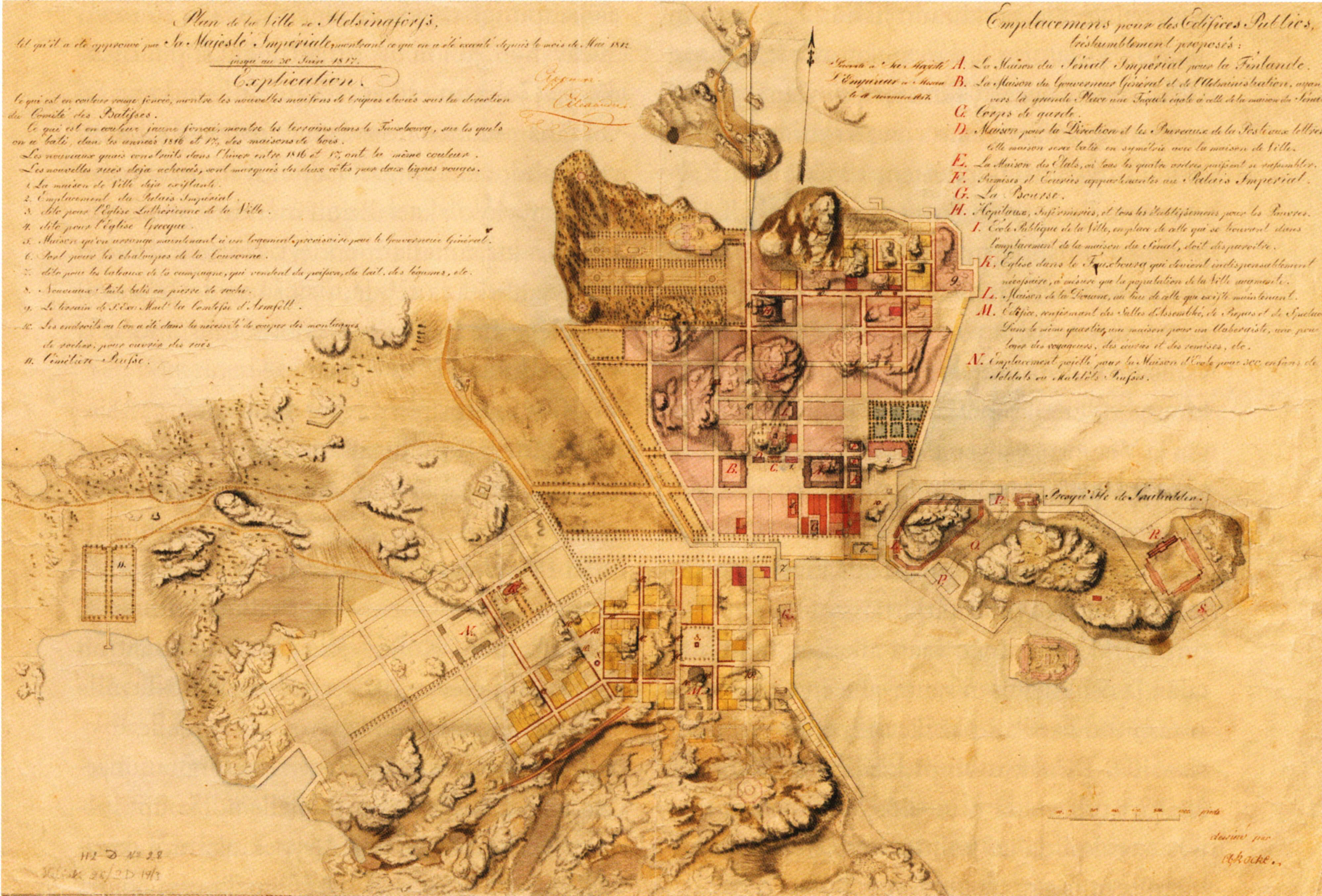
Johan Albrecht Ehrenström, Helsinki végleges terve, 1817

A finn állam alapkövét a porvooi országgyűlésen tették le, ahol I. Sándor orosz cár az újonnan alakult Finn Nagyhercegség alkotmányos uralkodójává kiáltotta ki magát, és esküt tett a finn törvények és szokások megtartására. 1812. április 8-án I. Sándor Helsinkit nyilvánította a nagyhercegség fővárosává. Ebben az időben Helsinki kisváros volt, mintegy négyezer lakossal. A cár megbízta Johan Albrecht Ehrenström hadmérnököt, III. Gusztáv svéd király korábbi udvaroncát az újjáépítési bizottság vezetésével, amelynek feladata az új főváros tervének kidolgozása volt. A terv lényegi eleme volt a Szenátus tér, amelyet az állam, az egyház, és az egyetem neoklasszicista épületei szegélyeztek. Riitta Nikula művészettörténész szavai szerint Ehrenström megalkotta „a Finn Nagyhercegség szimbolikus központját, ahol minden fő intézmény pontosan azt a helyet kapta, amely a hierarchia szerint megillette.”
Valójában a neoklasszicizmus még az orosz uralom előtt, a 18. század közepén megjelent Finnországban Louis Jean Desprez építész révén, akit a svéd állam alkalmazott, és aki a hämeenlinnai templomot tervezte 1799-ben. Egy másik külföldi, Charles Bassi szintén a svéd állam alkalmazásában állt, és templomokat tervezett. 1810-ben Bassi a Nemzeti Építészeti Testület (Rakennushallitus) első vezetője lett, és Finnországban maradt az orosz uralom alatt is. 1824-ben tisztségét egy másik bevándorló építész, a német születésű Carl Ludvig Engel vette át.
A finn főváros Helsinkibe helyezését követően I. Sándor megbízta Engelt az Ehrenström várostervéhez illő új épületek tervezésével: ezek között voltak a Szenátus tér fő épületei; a szenátus temploma, a Helsinki Egyetem épületei és a kormányzati épületek. Mindezen épületek terve a Szentpéterváron uralkodó stílust, azaz a neoklasszicizmust követte, így Helsinki egy miniatűr Szentpétervárrá vált.

A helsinki Szenátus tér. Balról jobbra: a Helsinki Egyetem fő épülete, a szenátus temploma, az államtanács épülete

Helsinkiben végzett munkája mellett Engel felelt a legtöbb állami építkezés tervezéséért és ellenőrzéséért az országban, beleértve a több tíz templom tervezését is, valamint a várostervek elkészítését. Munkái közé tartoznak a helsinki haditengerészeti laktanya (1816–38), a helsinki ótemplom (1826), a lapuai székesegyház (1827), a kärsämäki templom (1828), a pori városháza (1831), a haminai templom (1843), illetve a Wiurila udvarház (1845).
Engelnek birtokában volt Andrea Palladio I quattro libri dell'architettura című építészeti értekezésének egy példánya, és Engel életművének kutatói gyakran hangsúlyozzák elkötelezettségét a palladianizmus mellett. Ugyanakkor Engel német kollégáival is levelezett és az ottani trendeket is követte. Kapcsolata Karl Friedrich Schinkel porosz építésszel még kutatás tárgya. Későbbi művei közül néhányat a neogótika jellemez. Az 1865-ben épült német templom jellemző erre a korszakra, de nem Engel tervezte, hanem két vándorépítész: a német Harald Julius von Bosse és a svéd születésű Carl Johan von Heideken. A neogótika jegyei a templomok mellett egyes ipari létesítményeken is megjelentek, ilyen például a verlai malom (1892), amelyet Edward Dippel tervezett; napjainkban a Verla ipartörténeti műemlékei világörökségi helyszín része.

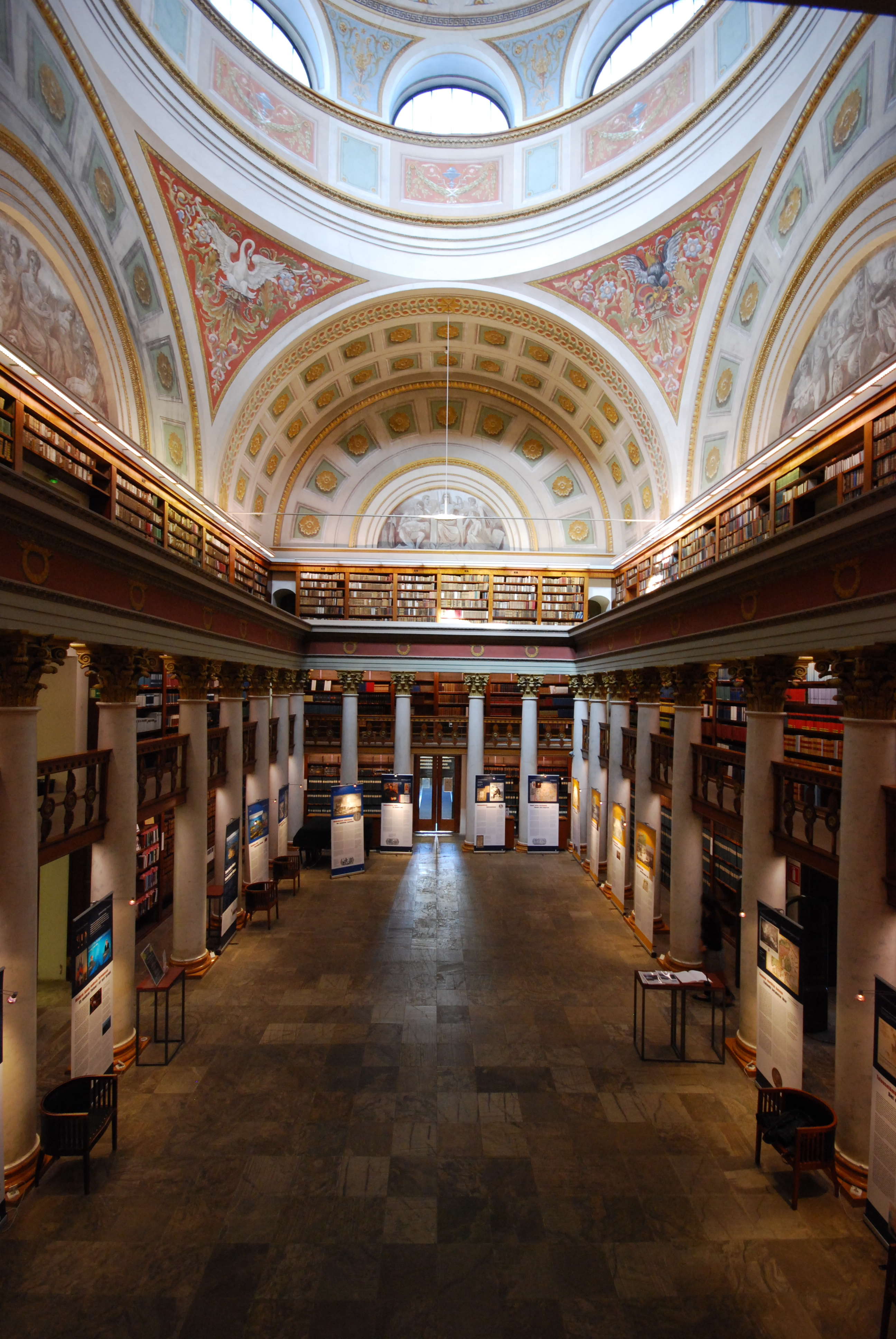
C.L. Engel, Helsinki Egyetemi KÖnyvtár (1845)
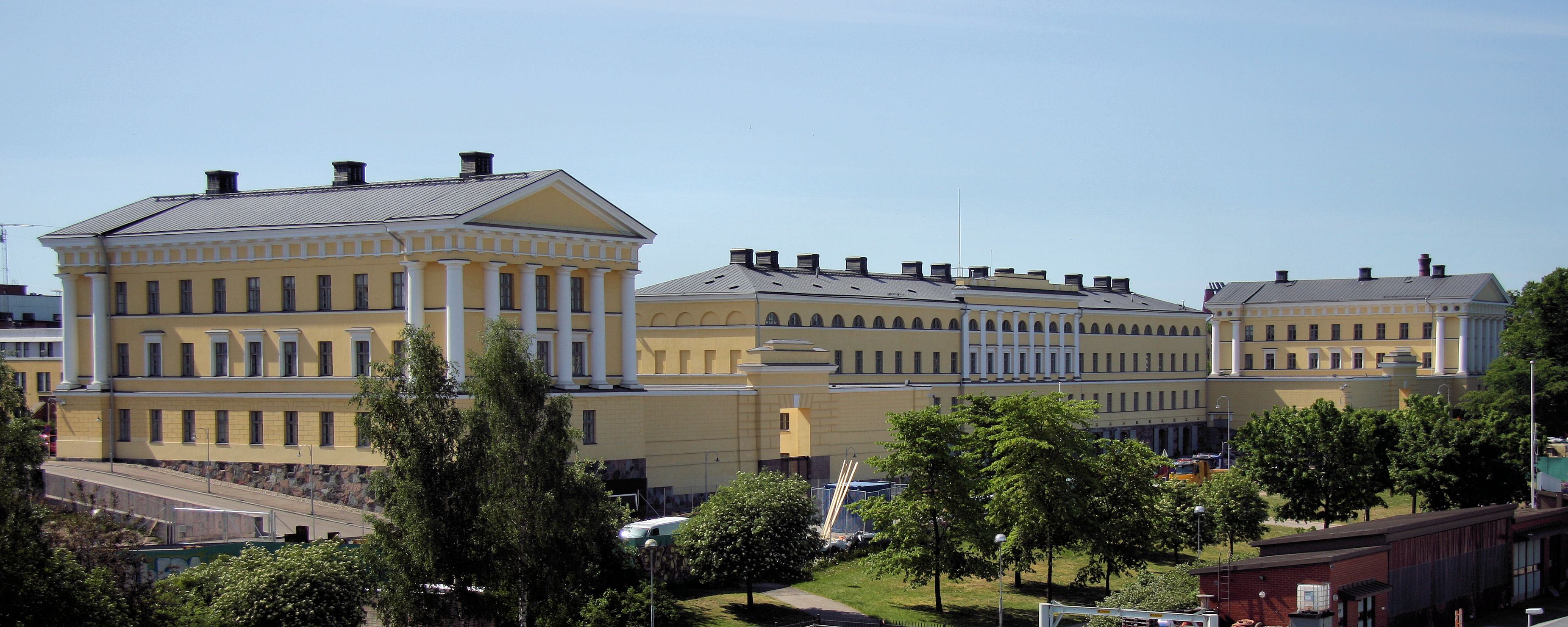
C.L. Engel, Helsinki haditengerészeti laktanya, (1816–38)
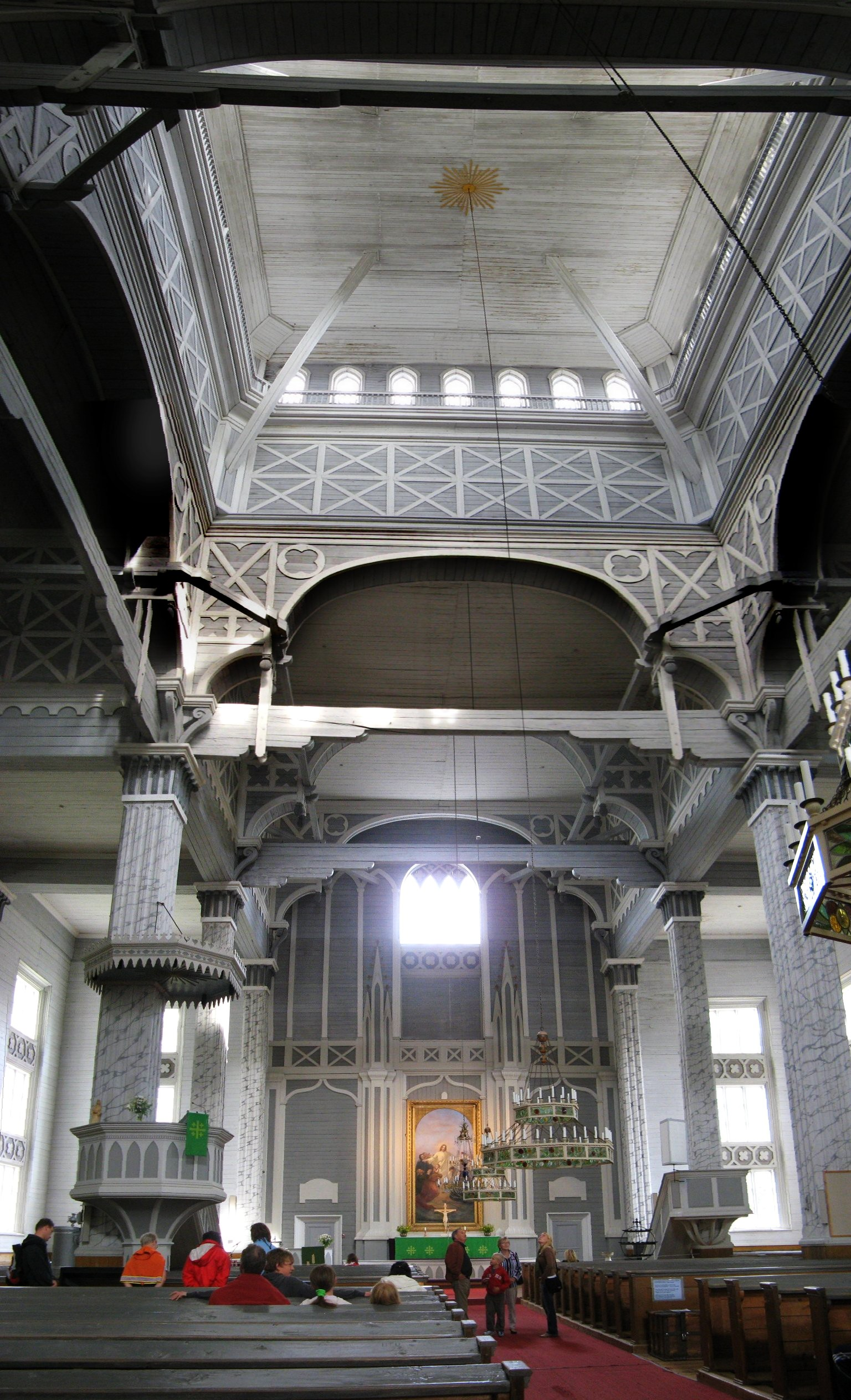
Adolf Fredrik Granstedt, Kerimäki templom (1847)
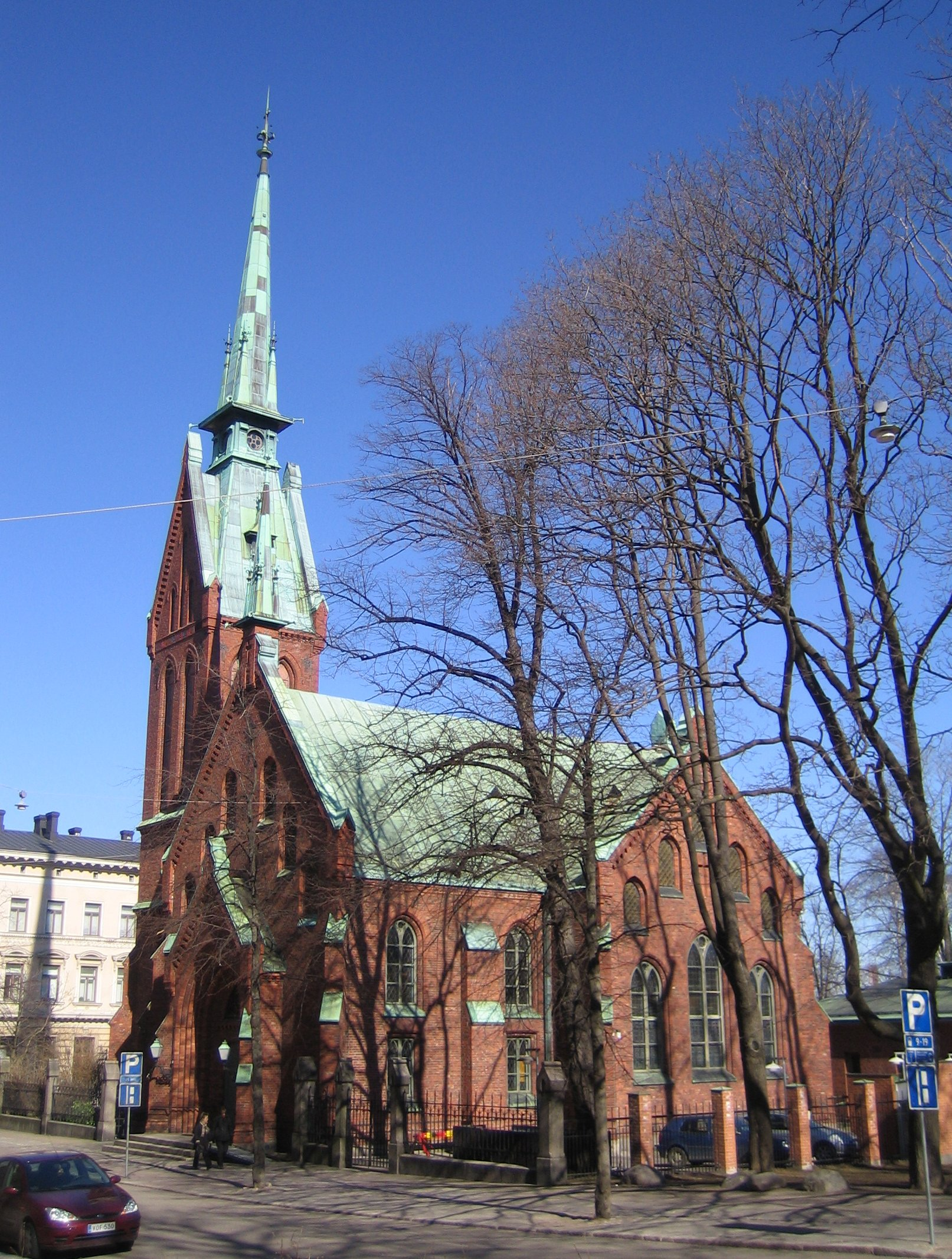
Harald Julius von Bosse és Carl Johan von Heideken, Helsinki német templom (1864)
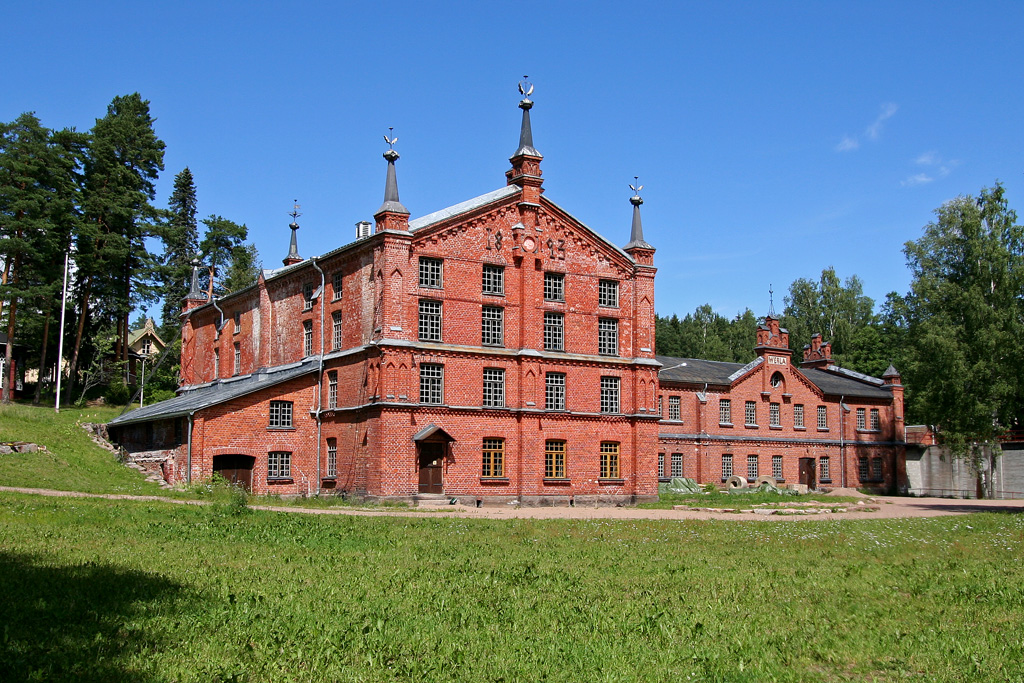
Edward Dippel, Verla papírmalom, Jaala (1893)

A neogótikus, neoromán, neoklasszikus és neoreneszánsz építészet eklektikus keveréke a 20. század elejéig volt népszerű. A turkui könyvtár (1893), amelyet Karl August Wrede tervezett, holland késő reneszánsz stílusban épült, amely az 1660-as években épült svéd nemesi házakat utánozta. Georg Theodor Chiewitz szép karriert hagyott maga mögött Svédországban, amikor a csőd és a börtön elől menekülve Finnországban telepedett le, ahol 1852-ben kinevezték Turku és Pori főépítészének. Barokk stílusú városrendezési tervet készített Pori (1852), Mariehamn (Maarianhamina) (1859) és Nystad (1856) számára, angol stílusú romantikus kertet Seinäjokiban (1858), neogótikus templomot Lovisában (1865) és Nystadban (1864), neogótikus városházát Lovisában, a neoreneszánsz svéd színházat Helsinkiben (1853, leégett 1863-ban), valamint vörös téglás gyárépületeket Littoinenben, Turkuban, Forssában és Tamperében és számos falusi villát magánszemélyek számára. Ezt az eklektikus stílust vitte tovább Chiewitz egyik alkalmazottja, Theodor Höijer (1843–1910), aki sikeres építészcéget alapított Helsinkiben, és több tíz épületet: iskolákat, könyvtárakat és lakóépületeket tervezett. Egyik leghíresebb munkája a vörös téglás Erottaja tűzoltóállomás (1891), amelynek stílusa a neogótikus és neoreneszánsz keveréke.
A finnországi stilisztikai megújulásnak volt egy politikai vetülete is: az Orosz Birodalom jelenléte Finnországban és az orosz ortodox templomok építése a 19. században – noha az ország oroszosítása csak II. Miklós uralkodása alatt, 1899-től kezdve zajlott. Kezdetben az ortodox templomokat az uralkodó neoklasszikus stílusban építették, mint Szentpéterváron, azonban a 19. század második felében újjáéledt az orosz és bizánci stílus, a hagymakupolák és bőséges díszítés. Finnországban számos ilyen templom épült, többségük az ország keleti részében (Tampere, Kuopio, Viinijärvi és Kouvola). Egy korai példa a suomenlinnai templom (1854), amelyet a moszkvai Konsztantyin Ton tervezett, más kulcsfontosságú épületek mellett mint például a moszkvai Megváltó Krisztus-székesegyház, a Nagy Kreml-palota és az Oruzsejnaja-palota. Az ortodox egyház jelenlétét Helsinki szívében, a magaslaton álló és városra néző Uszpenszkij-székesegyház (1868) jelképezte. Építésze, Alekszej Gornosztajev az orosz építészeti újjáéledés egyik úttörője volt, neki tulajdonítható az Észak-Oroszországra jellemző sátortetők újjászületése.

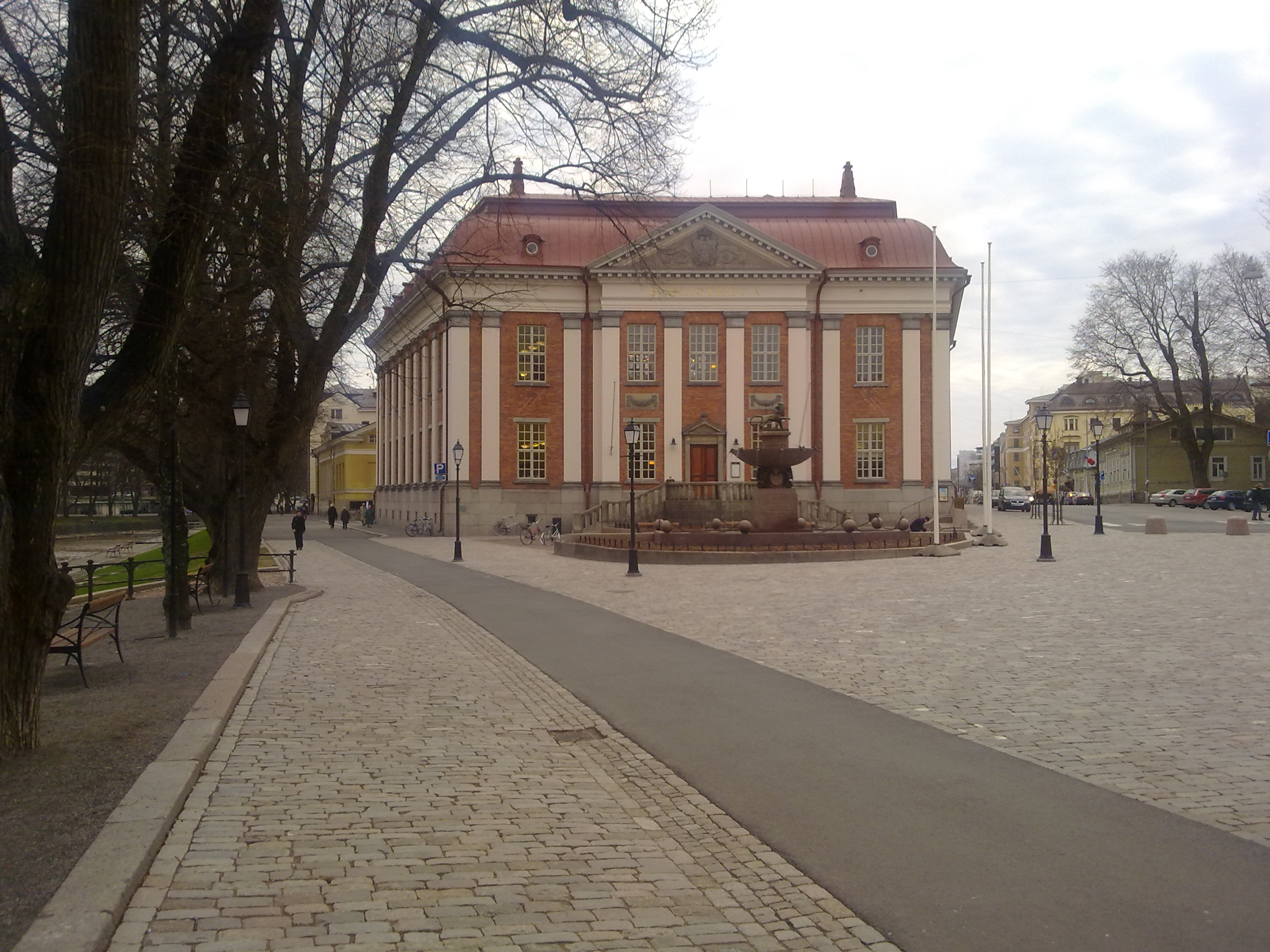
Karl August Wrede, Turkui könyvtár, 1903
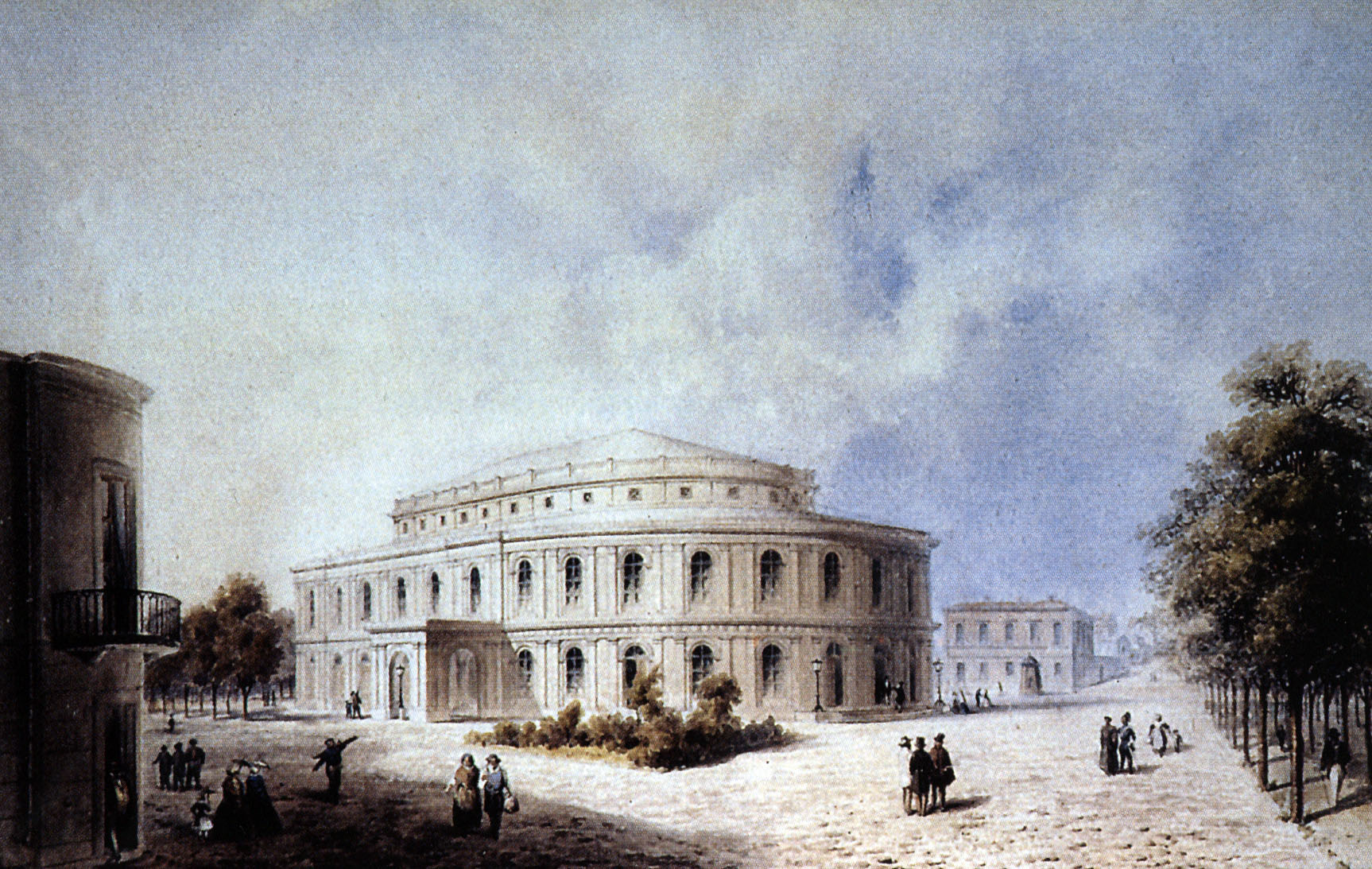
Georg Theodor Chiewitz, Svéd színház, Helsinki (1853)
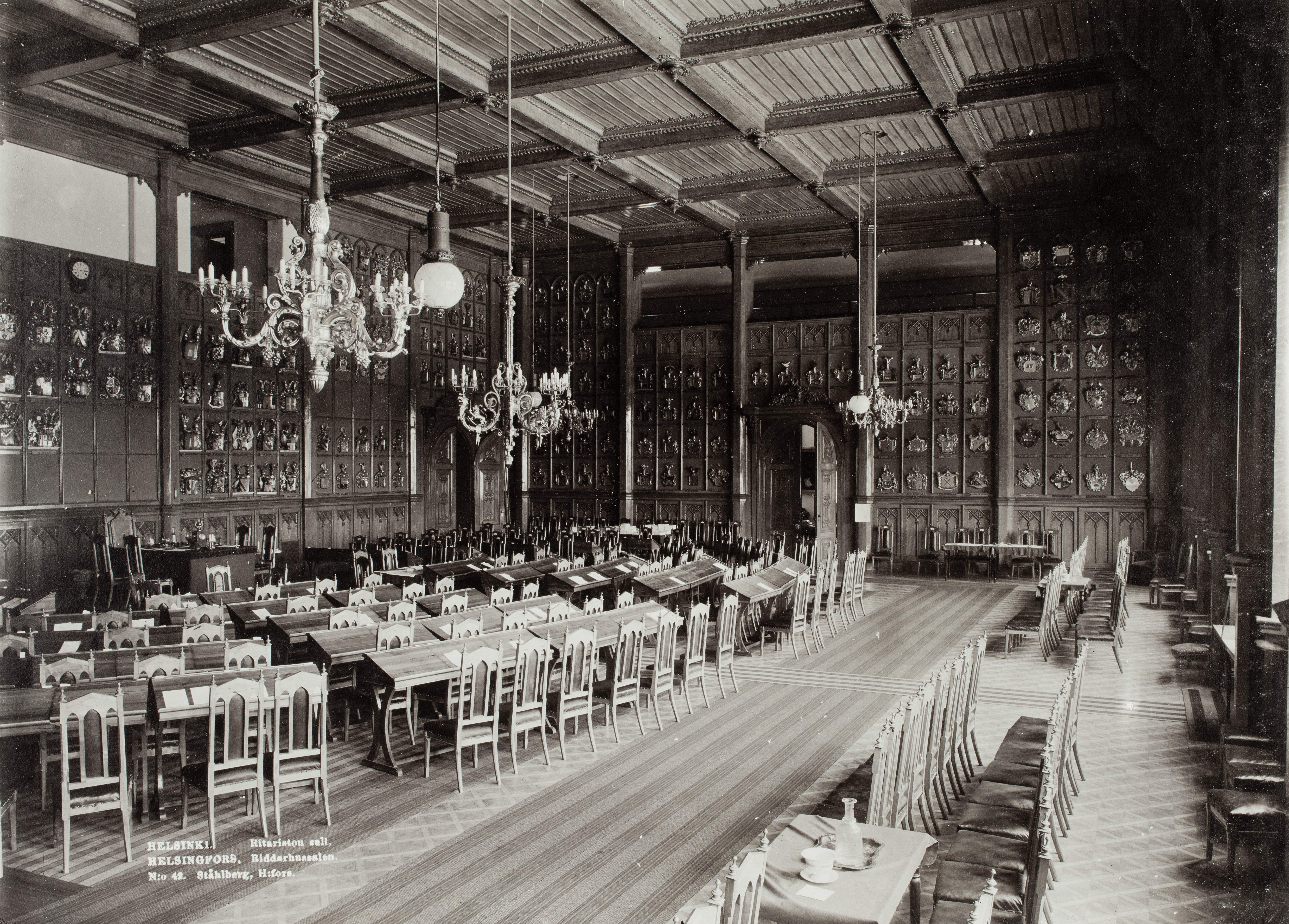
Georg Theodor Chiewitz, Nemesek Háza, Helsinki (1862)
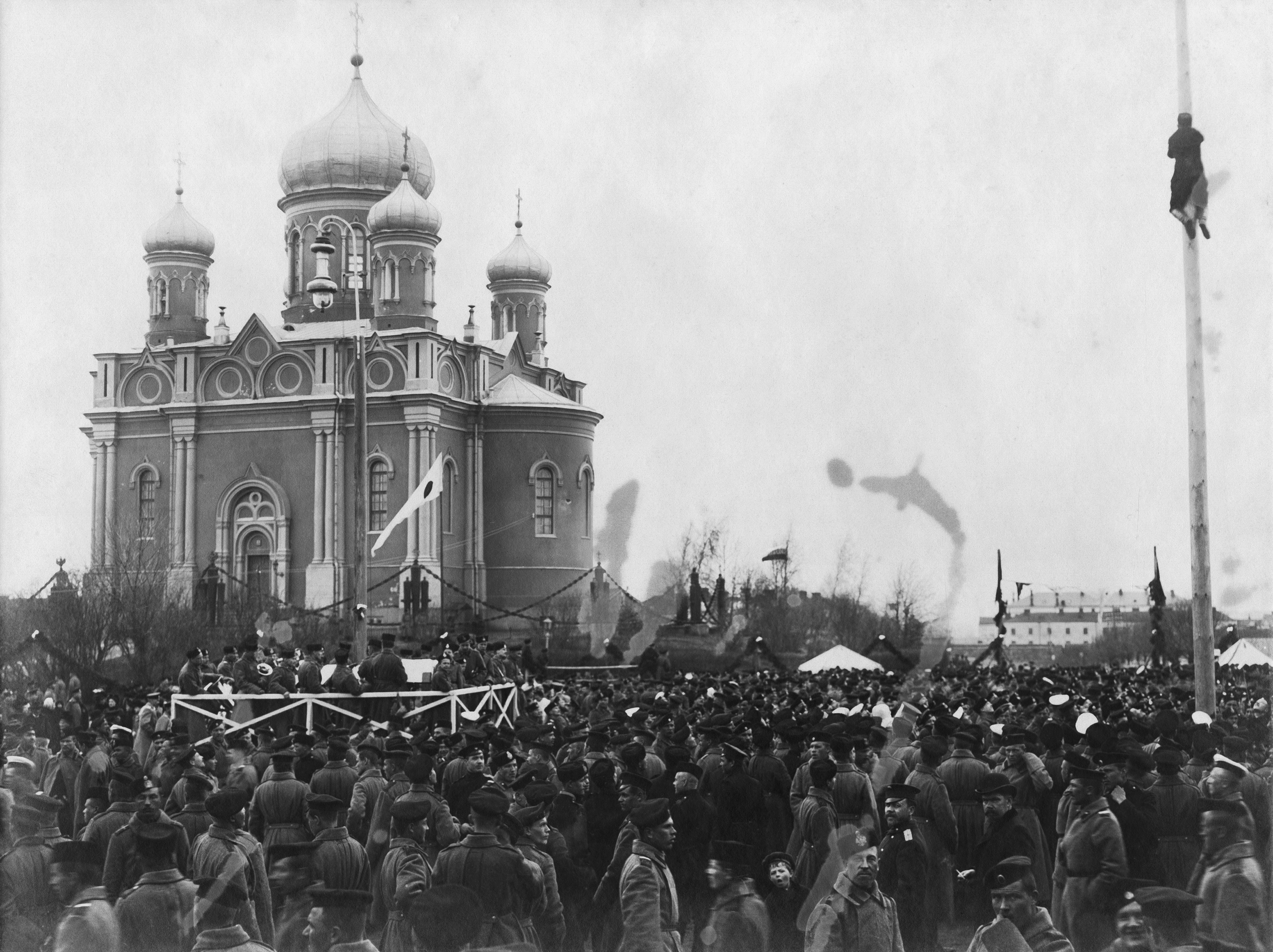
Konsztantyin Ton, Suomenlinnai templom (1854)
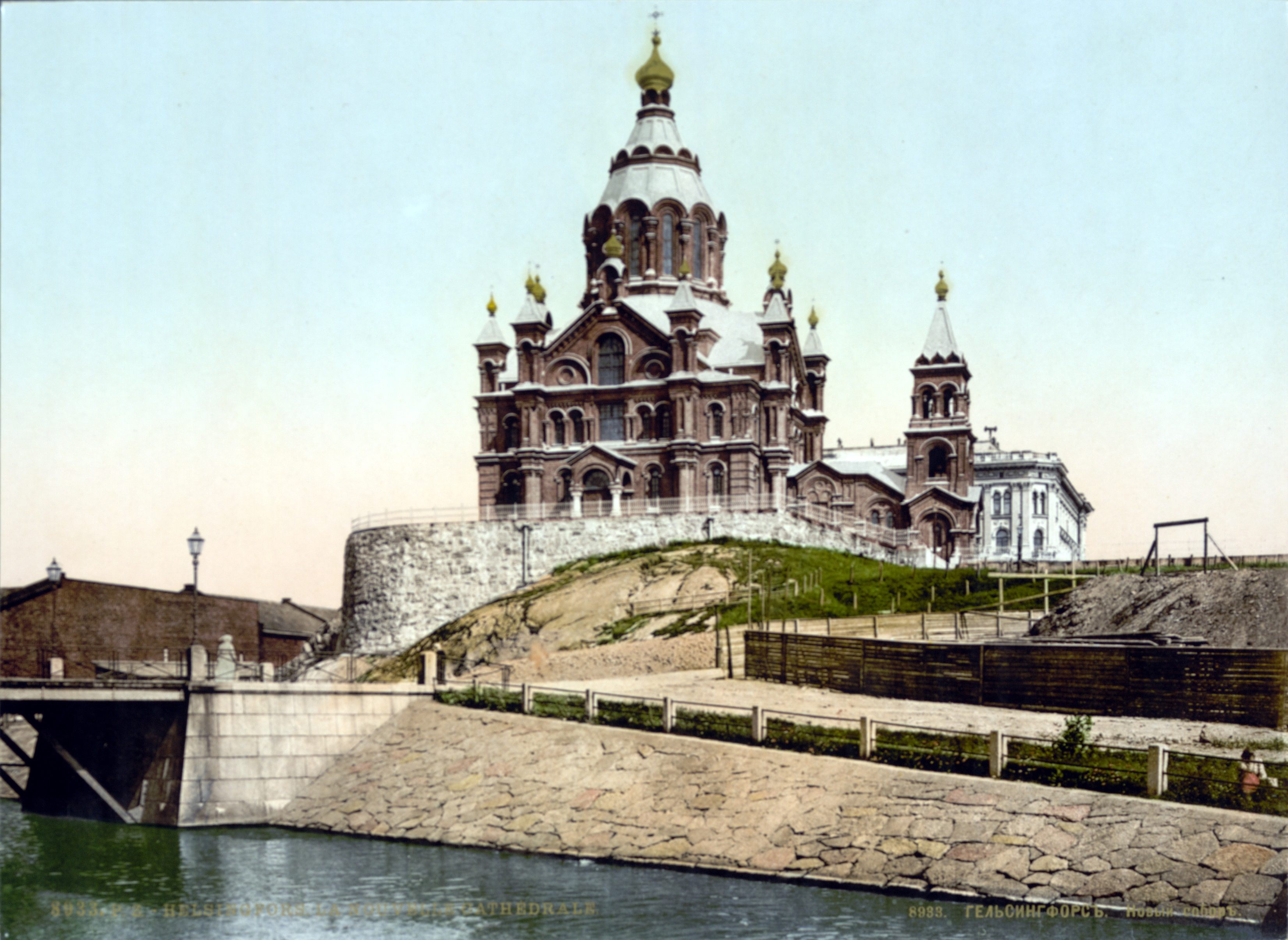
Alekszej Gornosztajev, Uszpenszkij-székesegyház, Helsinki (1868)

Ebben az időszakban, 1879-ben indultak Finnországban az első építészeti tanfolyamok a Helsinki Műszaki Főiskolán, amelyeket egyelőre német vagy Németországban tanult építészek tartottak. Más finnek külföldre mentek tanulni. Valójában az első finn építész, aki külföldön, a stockholmi Svéd Királyi Művészeti Akadémián tanult, Jacob Rijf (1753-1808) volt, de ő a korai kivételek egyike. Figyelemre méltó templomokat épített Finnországban, például a hyrynsalmi (1786) és oravaisi templomot (1797). Száz évvel később még mindig elég ritka esetnek számítottak a külföldön tanult építészek, például Karl August Wrede Drezdában, Theodor Höijer Stockholmban végzett. Gustaf Nyström építészetet és várostervezést tanult Bécsben 1878-79-ben. Épületei jellemzőek a korszak eklektikájára, neogótikus és neoreneszánsz stílusban, nehéz díszítményekkel és élénk színű belső, néha külső festéssel, például a Rendek Háza Helsinkiben (1891). A félkör alakú rotonda (1902–07), Gustaf Nyström terve a Helsinki Egyetemi Könyvtár bővítésére, stilisztikai folytonosságot mutat az eredeti épülettel, ugyanakkor a szecessziós belső kialakításnál modern technikákat alkalmaz. Usko Nyström (aki nem rokona az előbbinek) a Műszaki Főiskola elvégzése után a párizsi École des Beaux-Arts-on tanult 1890-91-ben; Finnországba hazatérve először neoreneszánsz lakóépületeket tervezett, de ugyanakkor a szecesszió irányába is elindult, amit egyrészt a nemzeti romantika, másrészt a függetlenségpárti fennomán mozgalom ihletett. Usko Nyström fő műve, a Grand Hôtel Cascade, Imatra (1903) kulcsfontosságú szecessziós épület; az Imatra vízesés mellett épült szálloda ugyan leginkább a szentpétervári gazdag utazók részére épült, de építészetét a finn nemzeti romantika jellemzi, ugyanakkor a középkori és neoreneszánsz francia kastélyépítészet is hatott rá.

Gustaf Nyström, A Rendek Háza, Helsinki (1891)
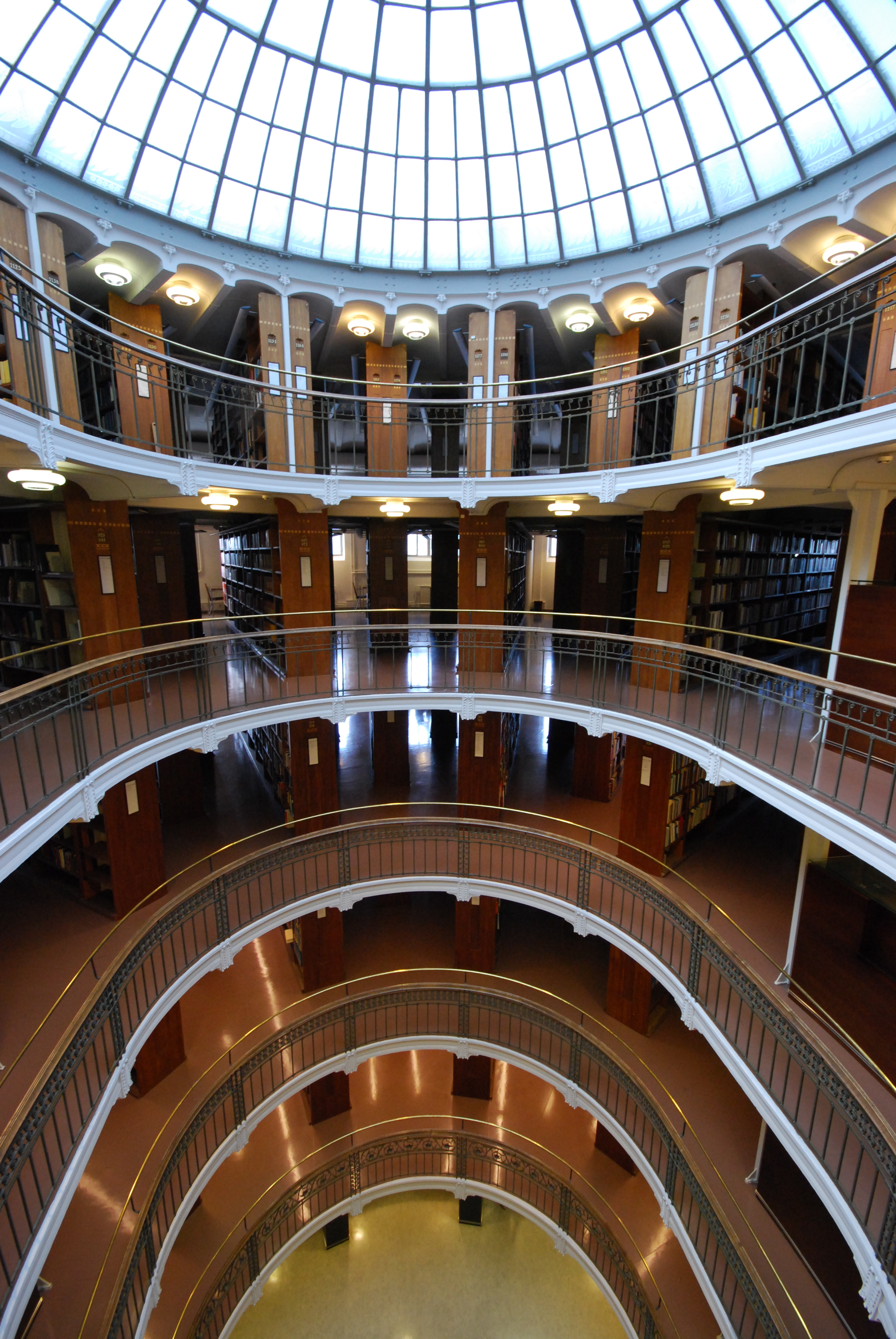
Gustaf Nyström, Rotonda, Helsinki Egyetem könyvtár (1906)
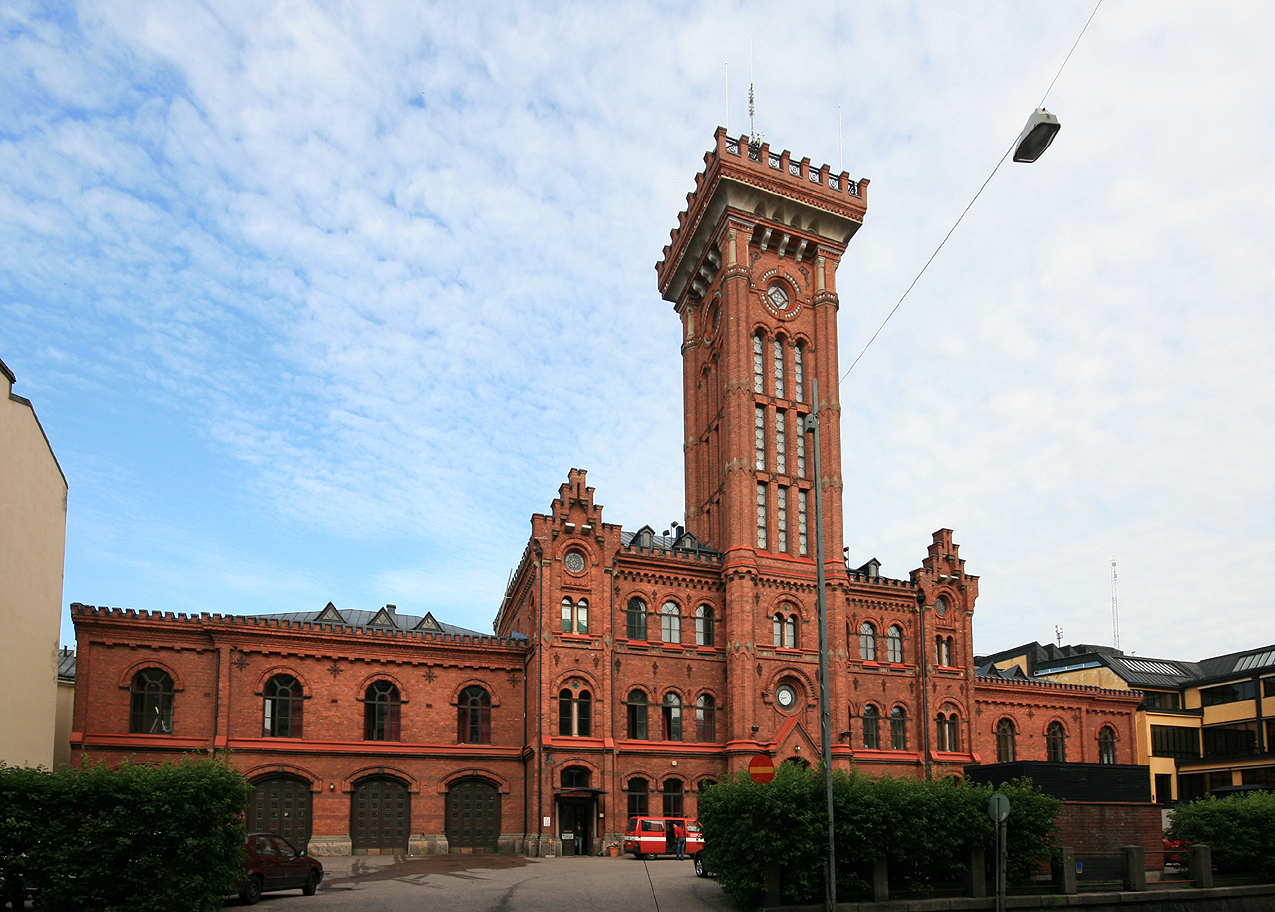
Theodor Höijer, Erottaja tűzoltóállomás, Helsinki (1891)
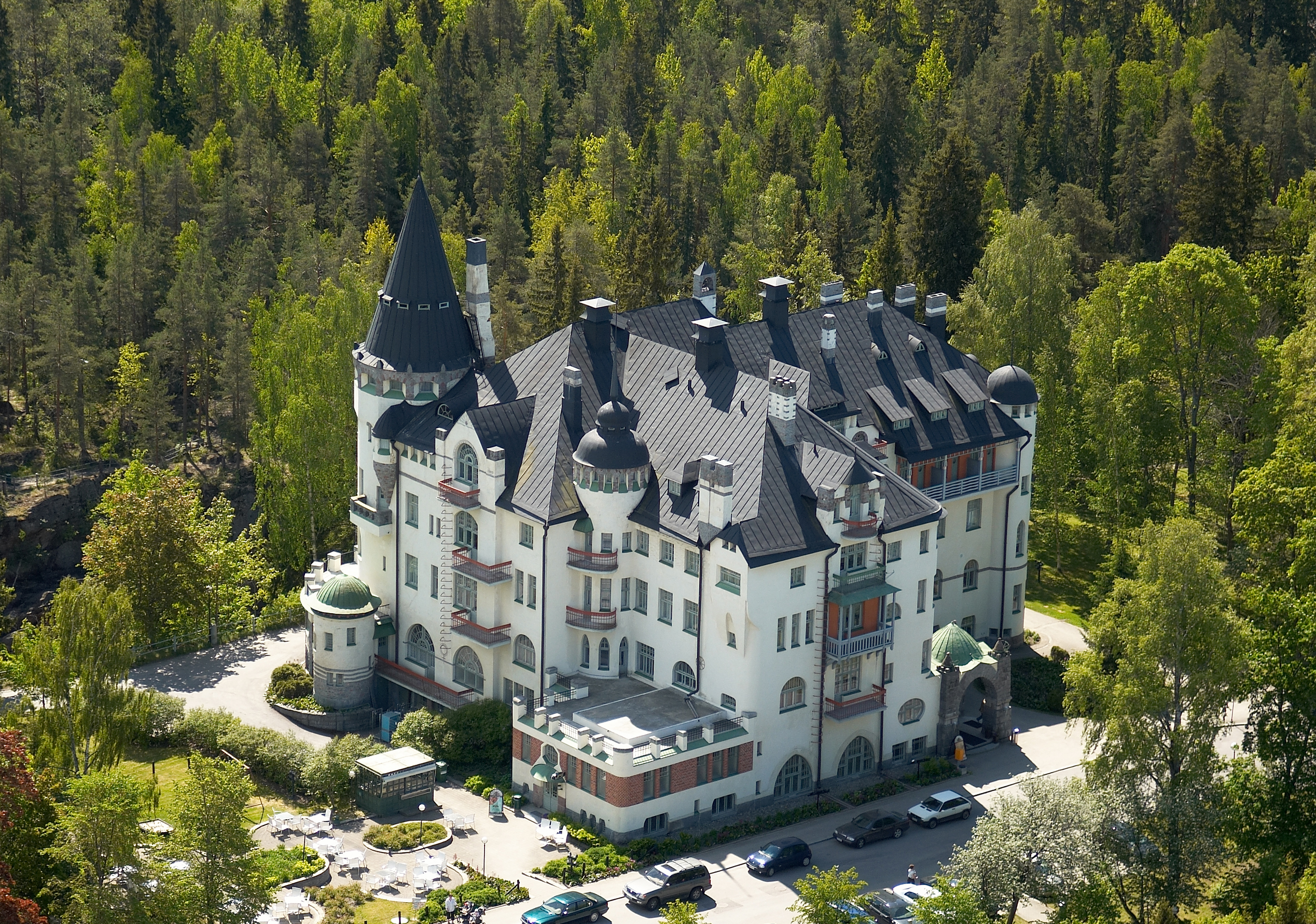
Usko Nyström, Grand Hôtel Cascade, Imatra (1903)

### A nagyhercegség kései korszaka: szecesszió
A 19. század végén a Finn Nagyhercegség növekvő önállóságot élvezett Oroszországon belül, de ez megváltozott II. Miklós trónra lépésével 1894-ben, amikor elindult az „oroszosítás”. A polgárság reakciója erre természetszerű volt, és a művészetekben is megjelent, így például Jean Sibelius zenéjében és Akseli Gallen-Kallela művészetében, de ugyanakkor az építészetben is. 1892-ben megalakult a Finn Építészek Klubja a svéd nyelvű Műszaki Társaságon belül (Tekniska Föreningen), amely eredetileg a beszélgetések és az együttműködés laza fóruma volt. 1903-ban a klub megjelentette első kiadványát Arkitekten címen.
1889-ben Albert Edelfelt egy plakáton ábrázolta a nemzeti ébredést: Párizs asszonyság fogadja Finnország kisasszonyt, aki a Szent Miklós-templom (utóbb helsinki székesegyház) makettjét viseli a kalapján. Szimbolikus jelentőségű volt, hogy az 1900-as párizsi világkiállításon Finnország önálló pavilont kapott. A pavilont a fiatal Herman Gesellius, Armas Lindgren és Eliel Saarinen tervezték az akkor népszerű szecessziós stílusban, és jó kritikai fogadtatásban részesült; ekkor vált a finn építészet világszerte ismertté.
A finnországi szecessziót a nemzeti mitológia szimbólumainak beemelése jellemzi, elsősorban a nemzeti eposzból, a Kalevalából. A nemzeti romantika kiemelkedő épületei kőből épültek, de már nem kemény gránitból, hanem a könnyen megmunkálható szappankőből; példa erre a helsinki Pohjola Biztosító épületének (1901) homlokzata, amelyet Gesellius, Lindgren és Saarinen tervezett. A szecesszió Finnországban összekapcsolódott a nemzeti függetlenségért folyó harccal. Ugyanez jelent meg a finn népi építészet felmérésében is: az összes építészhallgató megismerte az ország épített örökségét azáltal, hogy felmérte és lerajzolta. Az 1910-es évektől kezdve a középkori várak és templomok mellett a 17. és 18. századi fatemplomokat és fából épült neoklasszikus városokat felmérték; ezt a gyakorlatot a finn építészeti iskolák ma is követik. A Gesellius, Lindgren és Saarinen-féle szecesszió olyan épületekben nyilvánult meg, mint a Finn Nemzeti Múzeum és a helsinki főpályaudvar, valamint közös műteremlakásuk Hvitträskben. Azonos stílusban alkottak Lars Sonck és Wivi Lönn, utóbbi egyike az első finn építésznőknek.

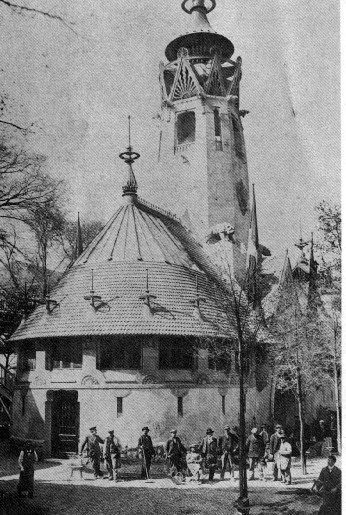
A finn pavilon az 1900-as párizsi világkiállításon
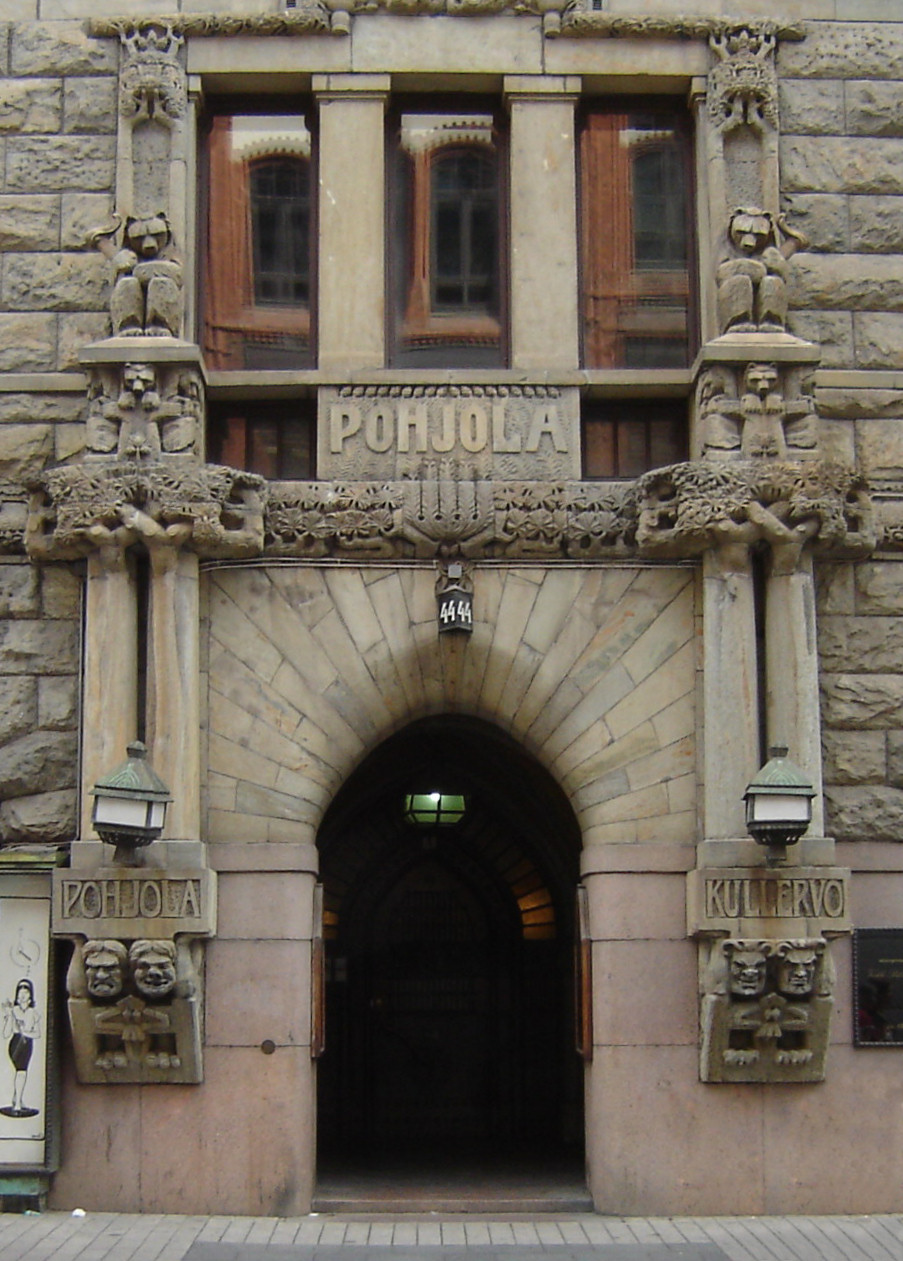
Pohjola Biztosító épülete, Helsinki, Gesellius, Lindgren és Saarinen, 1901
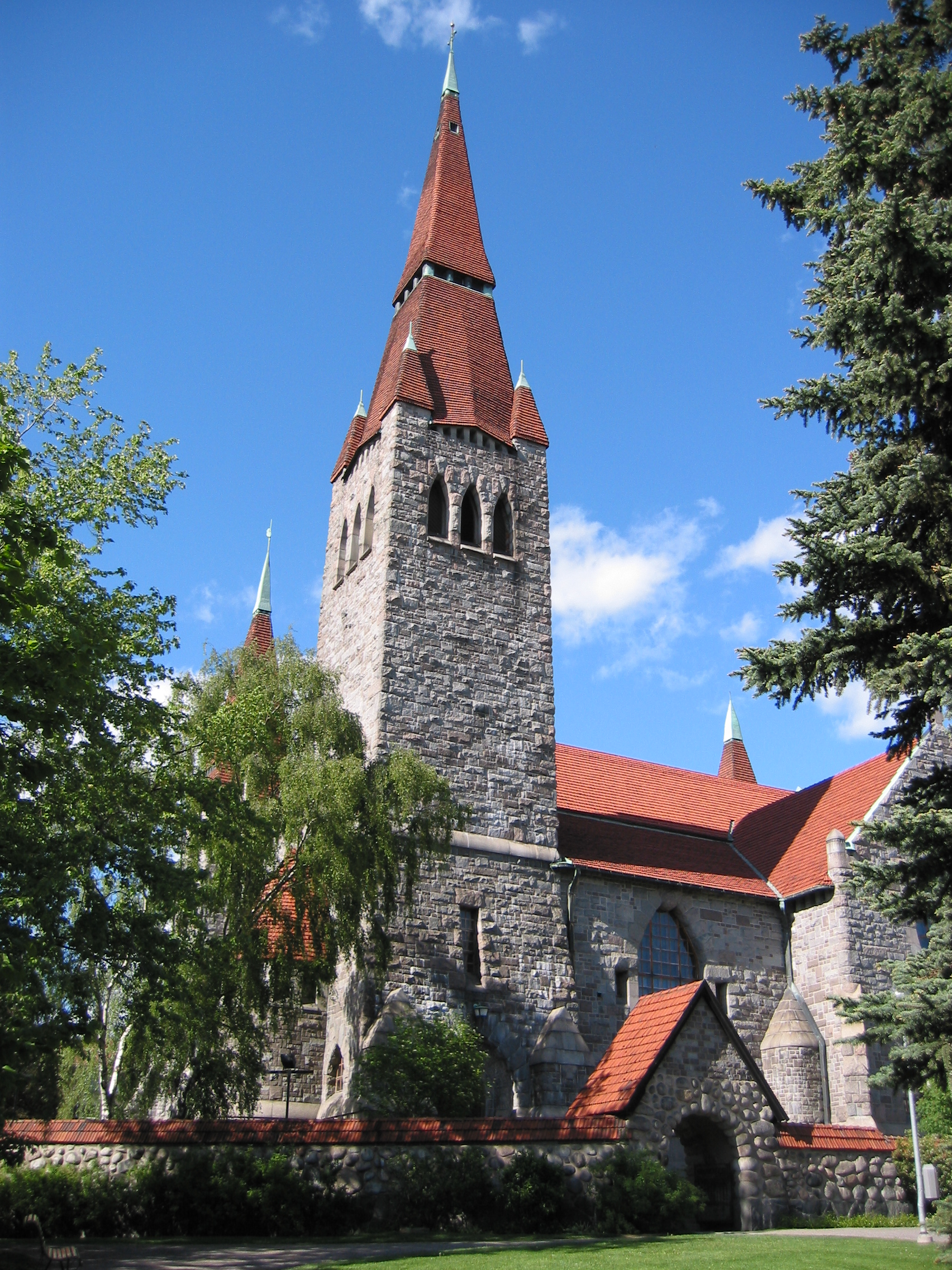
Tamperei székesegyház, Lars Sonck, 1902-1907
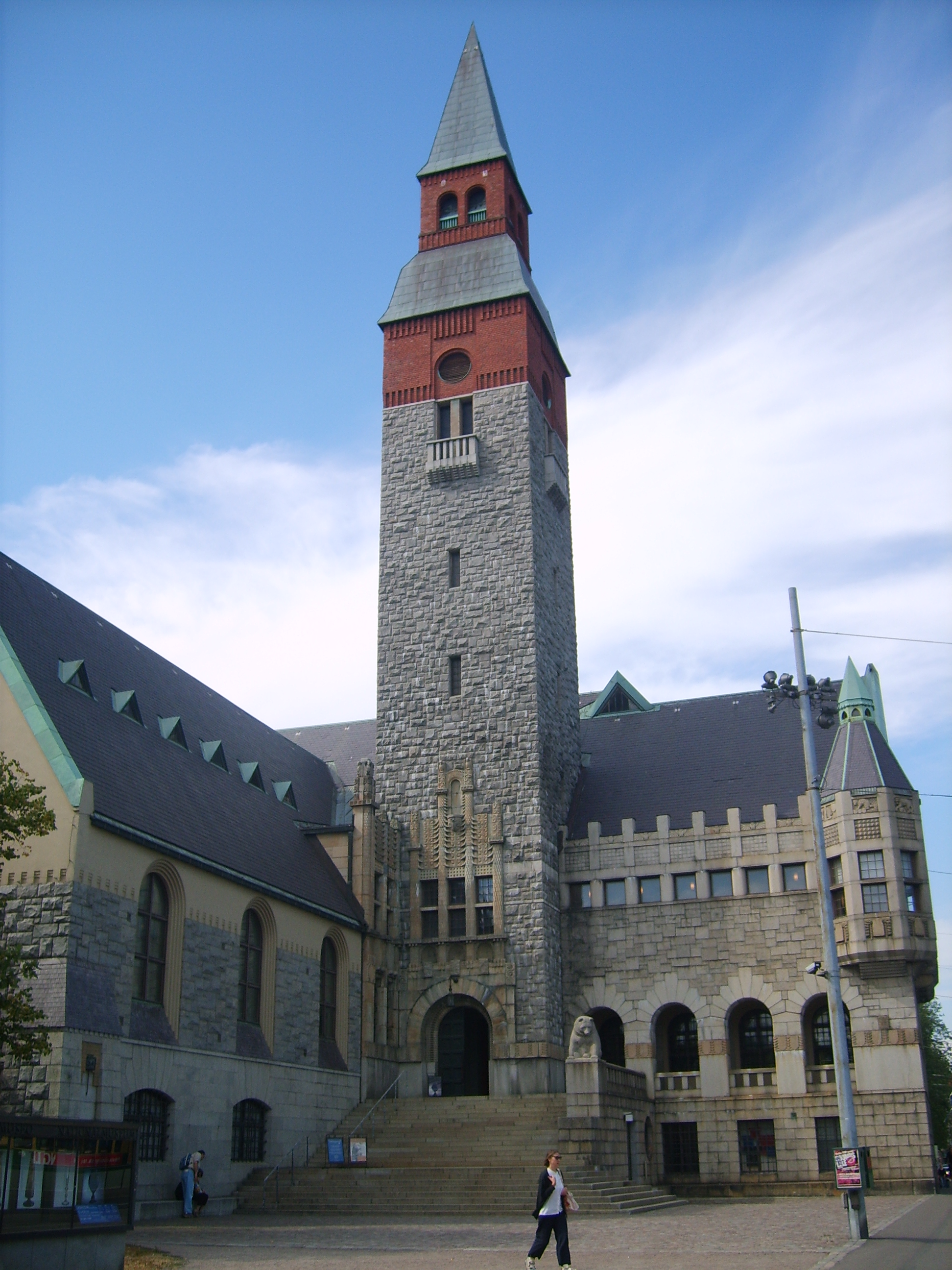
Finn Nemzeti Múzeum, Helsinki, Gesellius, Lindgren és Saarinen, 1916

Már a szecesszió csúcsidőszakában, amikor a stílus kezdett intézményesülni, voltak olyanok, akik kritizálták a stagnáló ízlést és a mitológiai megközelítést. A legismertebbek Sigurd Frosterus és Gustaf Strengel építész-kritikusok voltak. Frosterus rövid ideig dolgozott a belga születésű Henry van de Velde weimari építészirodájában 1903-ban, és ugyanebben az időben Strengel Londonban dolgozott Charles Harrison Townsendnél. A kritikát részben az 1904-ben a helsinki főpályaudvar tervezésére kiírt pályázat idézte elő. A zsűri jelentése Frosterus pályázatát „import”-nak minősítette. Ugyanebben az évben Frosterus indult a vyborgi vasútállomásra kiírt pályázaton is, amelyet a helsinkihez hasonlóan Saarinen nyert. Frosterus az építészetet szigorúan racionális felfogásban a tudományos ideálok irányába vitte volna, szemben a szecesszió történelmi megközelítésével. Frosterus véleménye szerint a modern város épületeinek tükrözniük kell az épület célját és az alkalmazott technológiát. Több lakóházat tervezett, de a fő áttörés 1916-ban következett be, amikor második díjat nyert a Stockmann áruház tervezésére kiírt pályázaton. Meg is bízták az épület megépítésével, amely csak 1930-ban készült el. Ugyanakkor nem mondhatjuk azt, hogy a szecesszió a klasszicizmus ellentéte; Frosterus saját művei mindkettő stílus elemeit kombinálták. Másik fontos példa a tamperei Kalevakangas temető kápolnája, amelyet Wäinö Gustaf Palmqvist és Einar Sjöström tervezett; a megbízást 1911-ben nyerték el, az épület 1913-ban lett kész. Noha sok szecessziós díszítőelemeket tartalmaz, az általános megjelenése egy klasszikus mintát, a római Pantheont követi.
A korszak másik vitatott témája a városrendezés volt. Fontos szerepet játszottak a külföldről hozott elméletek, jelesül a bécsi Camillo Sitte festői elképzelései, amelyek ellentétben álltak Otto Wagner klasszikus elgondolásával. A vita 1898-1900 körül csúcsosodott ki a Töölö városrendezési tervére kiírt pályázat során. Három pályázatot méltattak elismerésre; az első díjat Gustaf Nyström és Herman Norrmén, a másodikat Lars Sonck, a harmadikat Sonck, Bertil Jung és Valter Thomé közös munkája kapta. Nyström terve a klasszikus mintát követte széles utcákkal és tengelyes szimmetriában elrendezett középületekkel, a másik kettő viszont a Sitte-féle festői elgondolást tükrözte kompozíciójában, és az utcahálózatot a városrész sziklás talajviszonyaihoz igazította. A városi tanács bizonytalan volt, hogy melyik irányt kövesse, így a díjazottakat új tervek benyújtására kérték fel. Végül Nyström és Sonck közös megbízást kapott a végleges terv elkészítésére, amelynek kombinálnia kellett Nyström tágas utcahálózatát és Sonck festői részleteit. A terve egyik tipikus utcája a kanyargós Museokatu, klasszikus stílusú magas épületekkel.
Töölö tervénél sokkal nagyszabásúbb volt Eliel Saarinen két terve Helsinki számára, a Munkkiniemi-Haaga terv (1910-15) és a Pro-Helsingfors terv (1918). Az első a város lakosságának 170 000-el növelésére vonatkozott, ami Helsinki központjának akkori lakosságával volt egyenlő. A tervre egyaránt hatottak Georges Eugène Haussmann tengelyes szimmetriája Párizsban, Raymond Unwin intim hangulatú lakónegyedei az angol kertvárosokban és a Otto Wagner nagyméretű bécsi lakótömbjei. A tervnek csak kis részei valósultak meg. A második terv, amelynek mozgatórugója nem a városrendezés, hanem a telekspekuláció volt, Helsinki központjának a kiterjesztését célozta, de ebből semmi nem valósult meg. Eliel Saarinen 1923-ban az Amerikai Egyesült Államokba települt át, miután 1922-ben második díjat nyert a chicagói Tribune Tower tervpályázatán.

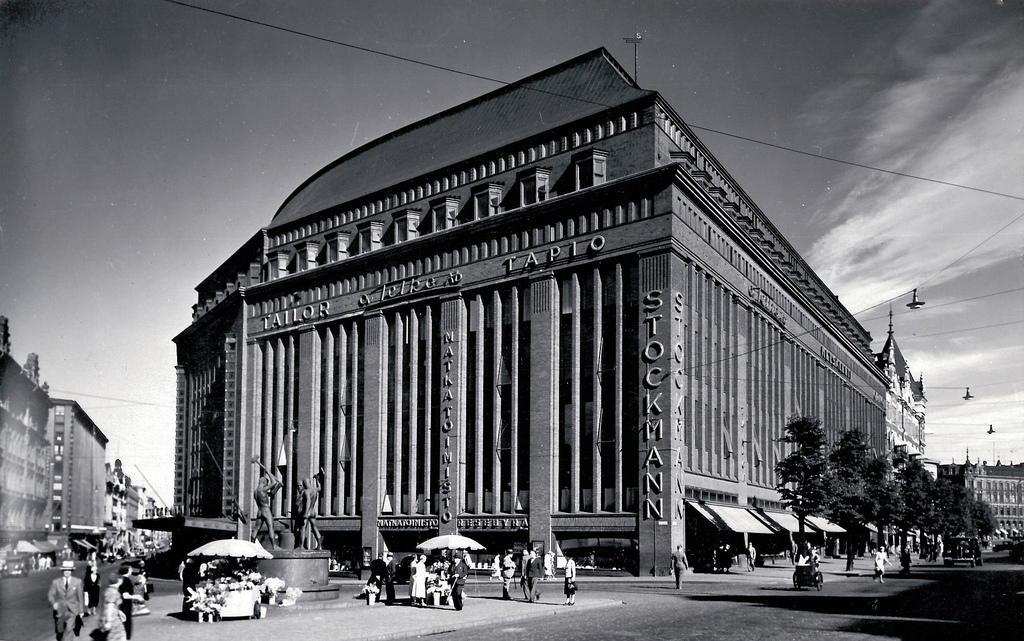
Stockmann áruház, Helsinki, Sigurd Frosterus, 1916-30.
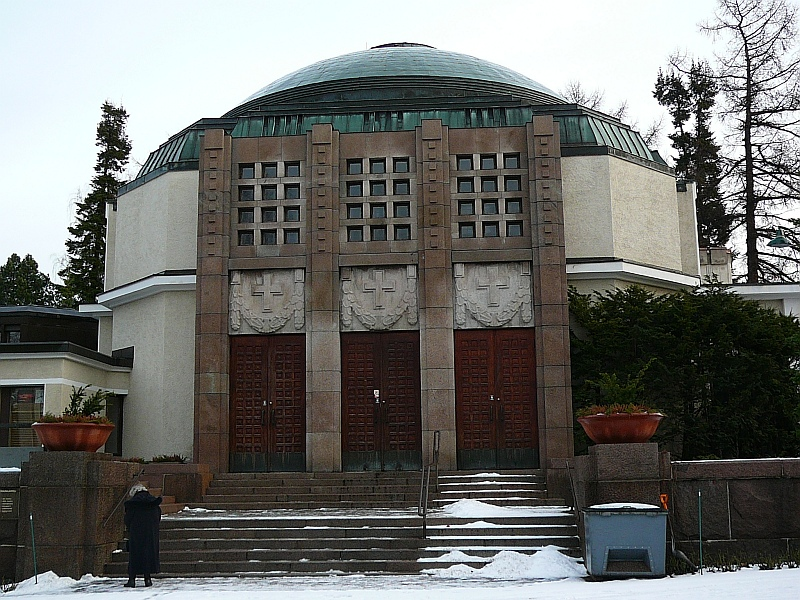
Kalevakangas temető kápolnája, Tampere, Wäinö Gustaf Palmqvist és Einar Sjöström, 1913.
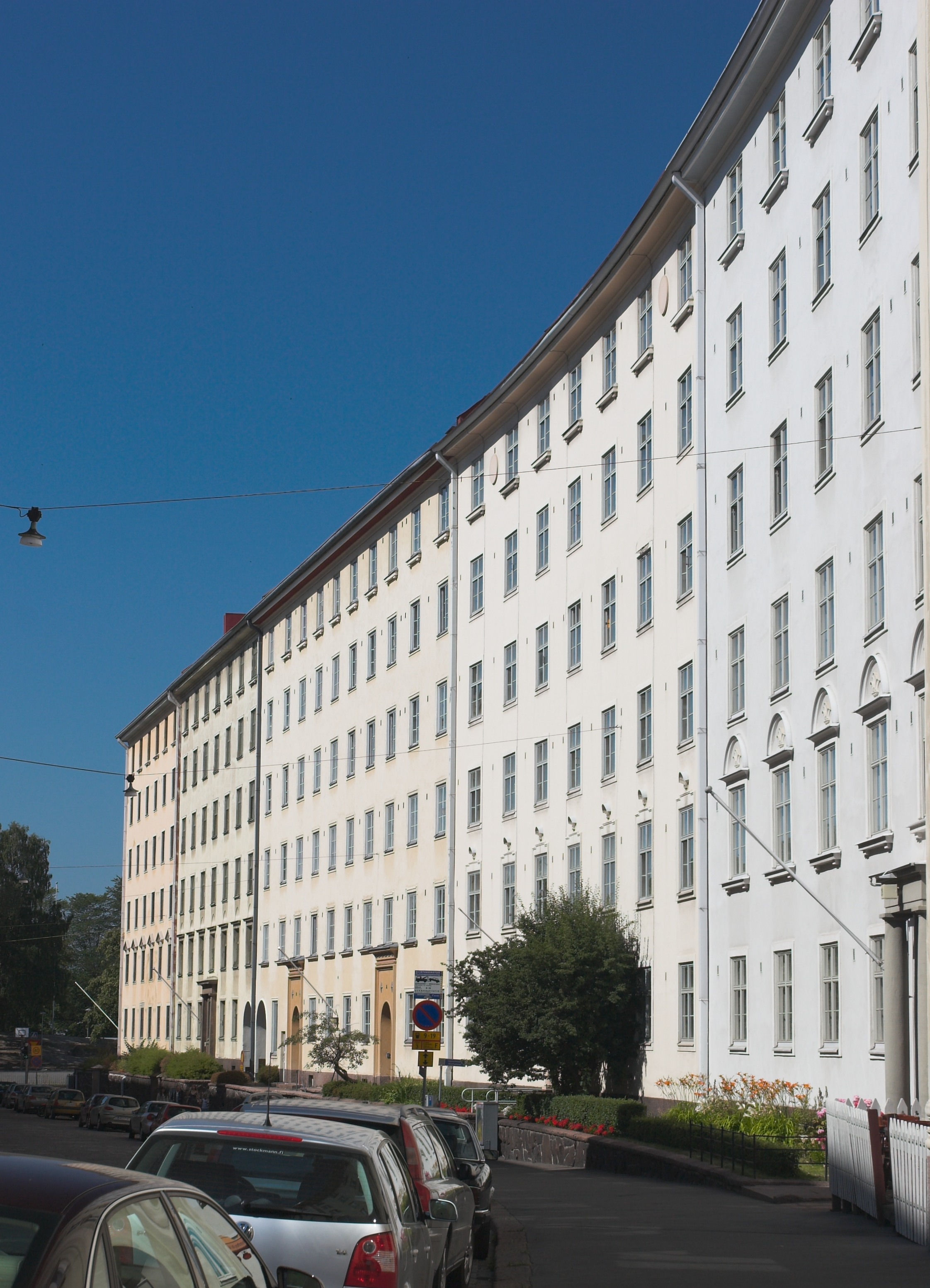
Lars Sonck, Museokatu, Töölö, Helsinki.

## A függetlenség után, 1917–

### Északi klasszicizmus és nemzetközi funkcionalizmus
Miután Finnország 1917-ben függetlenné vált, bekövetkezett egy elfordulás a szecessziós stílustól, amelyet a polgári kultúrával társítottak. Rövid ideig a klasszicizmushoz tértek vissza, az úgynevezett északi klasszicizmushoz. A korszak jeles finn építészei többek között J. S. Sirén és Gunnar Taucher voltak, de ide sorolhatók Alvar Aalto, Erik Bryggman, Martti Välikangas, Hilding Ekelund és Pauli E. Blomstedt korai munkái is. A legjelentősebb nagy méretű épület ebből a korszakból a finn parlament épülete (1931), amelyet Sirén tervezett. Más fontos épületek a Finn Nyelv Felnőttoktatási Központja Helsinkiben (Taucher, 1927), a vyborgi Művészeti Múzeum és Rajziskola (Uno Ullberg, 1930), a helsinki Műcsarnok (Hilding Ekelund, 1928) és a töölöi templom (Hilding Ekelund, 1930), valamint Alvar Aalto több épülete, különösen a jyväskyläi Munkásklub (1925), a turkui Délnyugat-Finnország Mezőgazdasági épülete (1928), a muuramäki templom (1929) és a vyborgi könyvtár (1927–35) első változata, mielőtt Aalto funkcionalista stílusban módosította volna a tervet.
Az északi klasszicista középületek mellett ugyanezt a stílust használták a fából készült munkásházaknál is, ezek közül a leghíresebbek a helsinki Käpylä negyedben találhatóak (1920–25, Martti Välikangas). A mintegy 165 käpyläi faház amelyeket tanyaházakról mintáztak, hagyományos alaprajzzal, de a helyszínen előregyártott elemekkel épült. Ebben az időszakban kezdődött a lakásépítés szabványosítása. 1922-ben a Nemzeti Jóléti Bizottság (Sosiaalihalitus) megbízta Elias Paalanen építészt, hogy különböző változatokat tervezzen tanyaházakra, amelyeket aztán egy brosúrában adtak ki Pienasuntojen tyyppipiirustuksia (Szabványtervek kis házakra) címen adtak ki többször is. 1934-ben szintén Paalanent bízták meg, hogy városi típusházat is tervezzen, és tizenkét változattal állt elő. Alvar Aalto 1936-tól szintén részt vett a szabványosításban, az Ahlström fűrészárugyár számára három típust is tervezett. Noha a hagyományos tanyaházakon alapultak, tartalmazták az északi klasszicizmus és a modernizmus stílusjegyeit is. A második világháború hatásainak következtében a házak tipizálása még jobban elterjedt, amikor szerte az országban elkezdték építeni az úgynevezett frontkatona-házakat (Rintamamiestalo house). Ugyanez a háztípus más szerepet kapott a világháború után a Szovjetuniónak nyújtott finn kárpótlás során: a Finnországból a Szovjetunióba szállított áruk között 500 ilyen faház is volt. A házakat a szovjetek Lengyelország különböző vidékeire exportálták, ahol „finn falvak” jöttek létre, mint például Szombierki körzetében Bytomban, valamint Katowicében és Sosnowiecben.

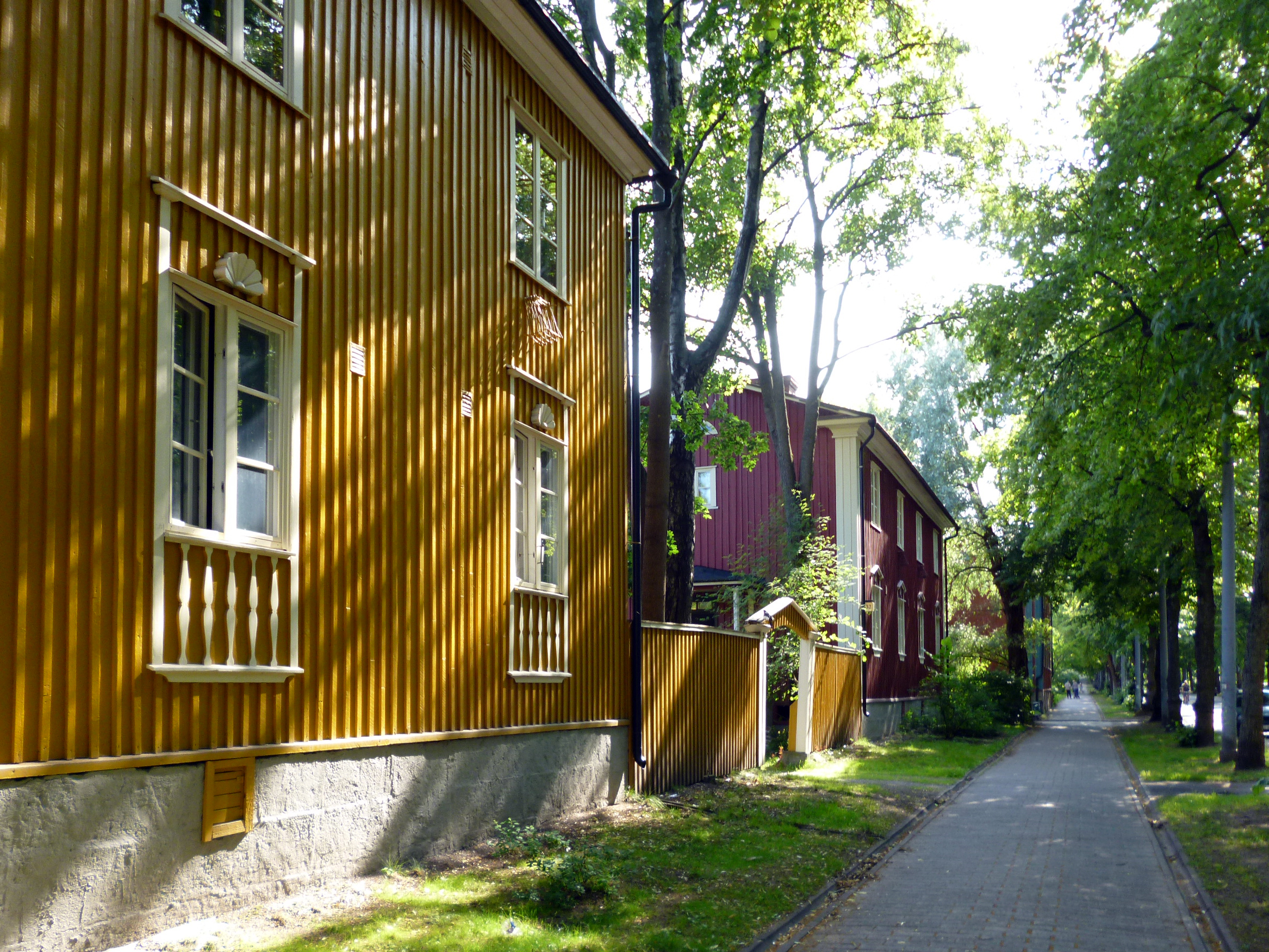
Käpyläi munkásházak, Helsinki, 1920-25
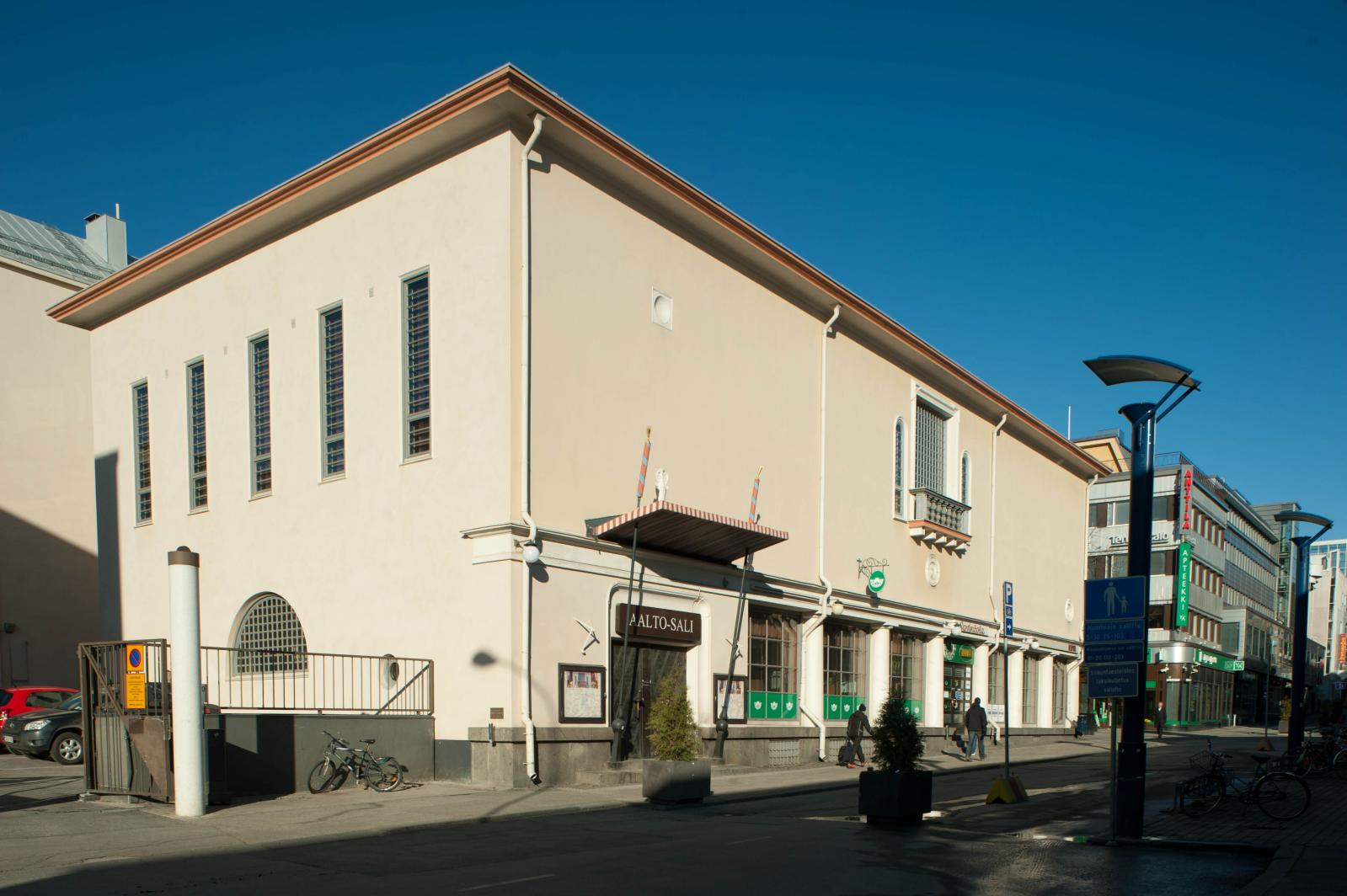
Munkásklub, Jyväskylä, Alvar és Aino Aalto, 1925
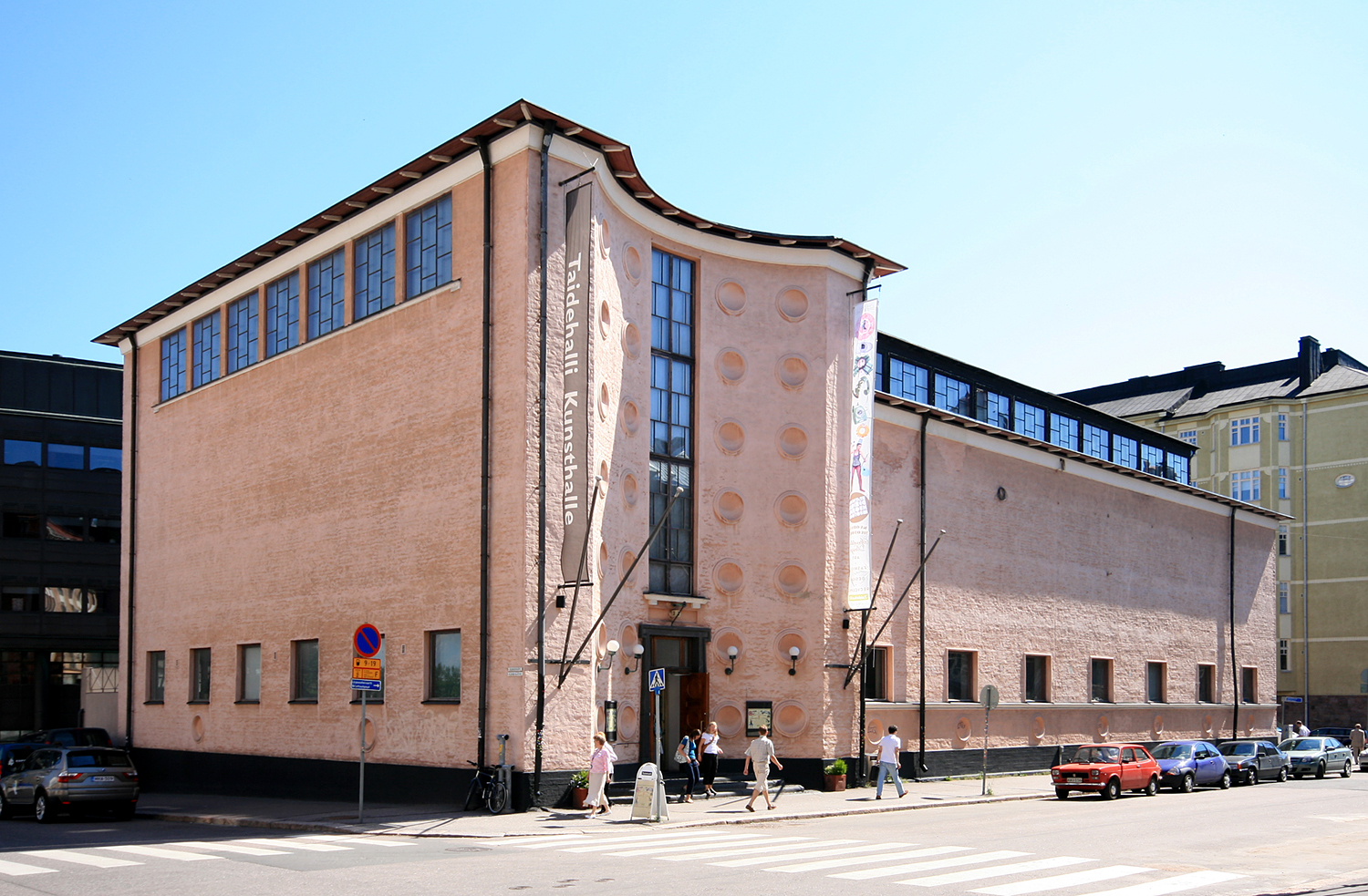
Helsinki Műcsarnok, Hilding Ekelund és Jarl Eklund, 1928
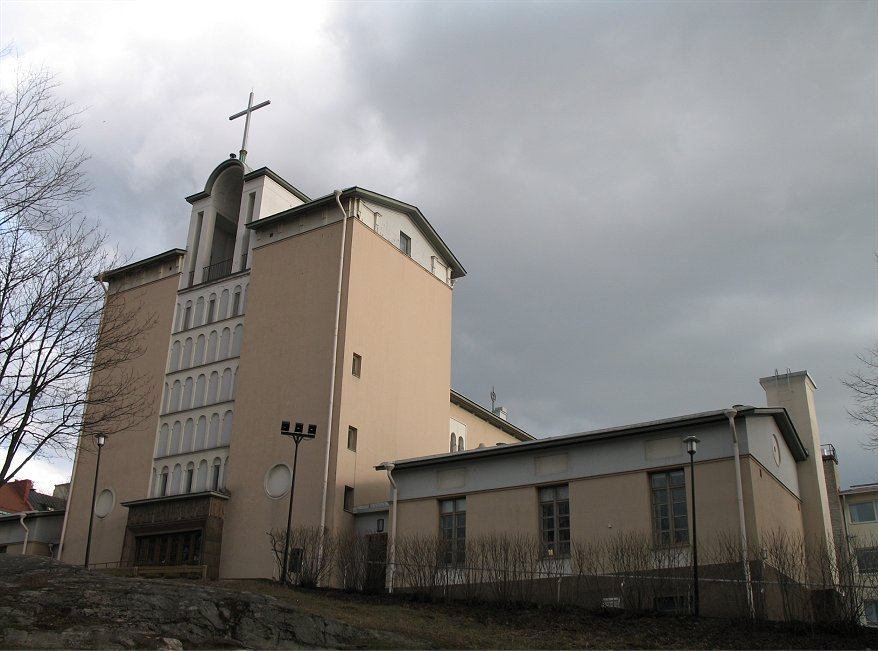
Töölöi templom, Helsinki, Hilding Ekelund, 1930
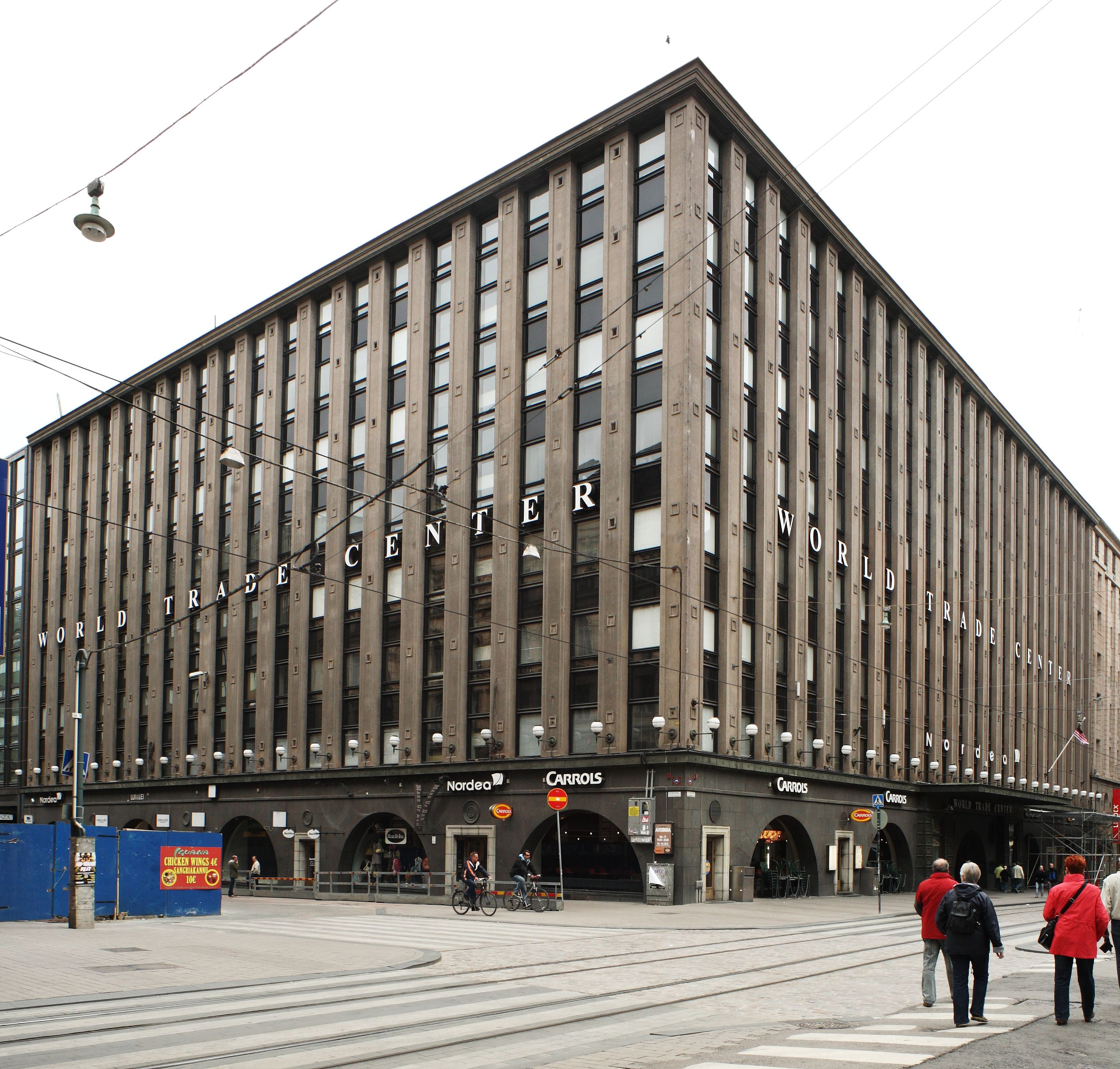
Liittopankki bank épülete, Helsinki, Pauli E. Blomstedt, 1929
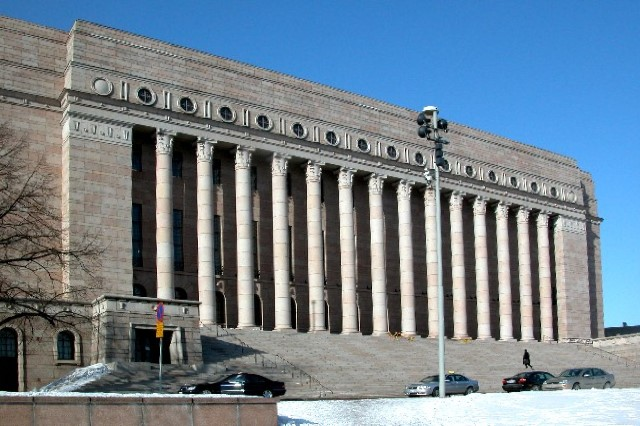
A finn parlament épülete, J.S. Sirén, 1931
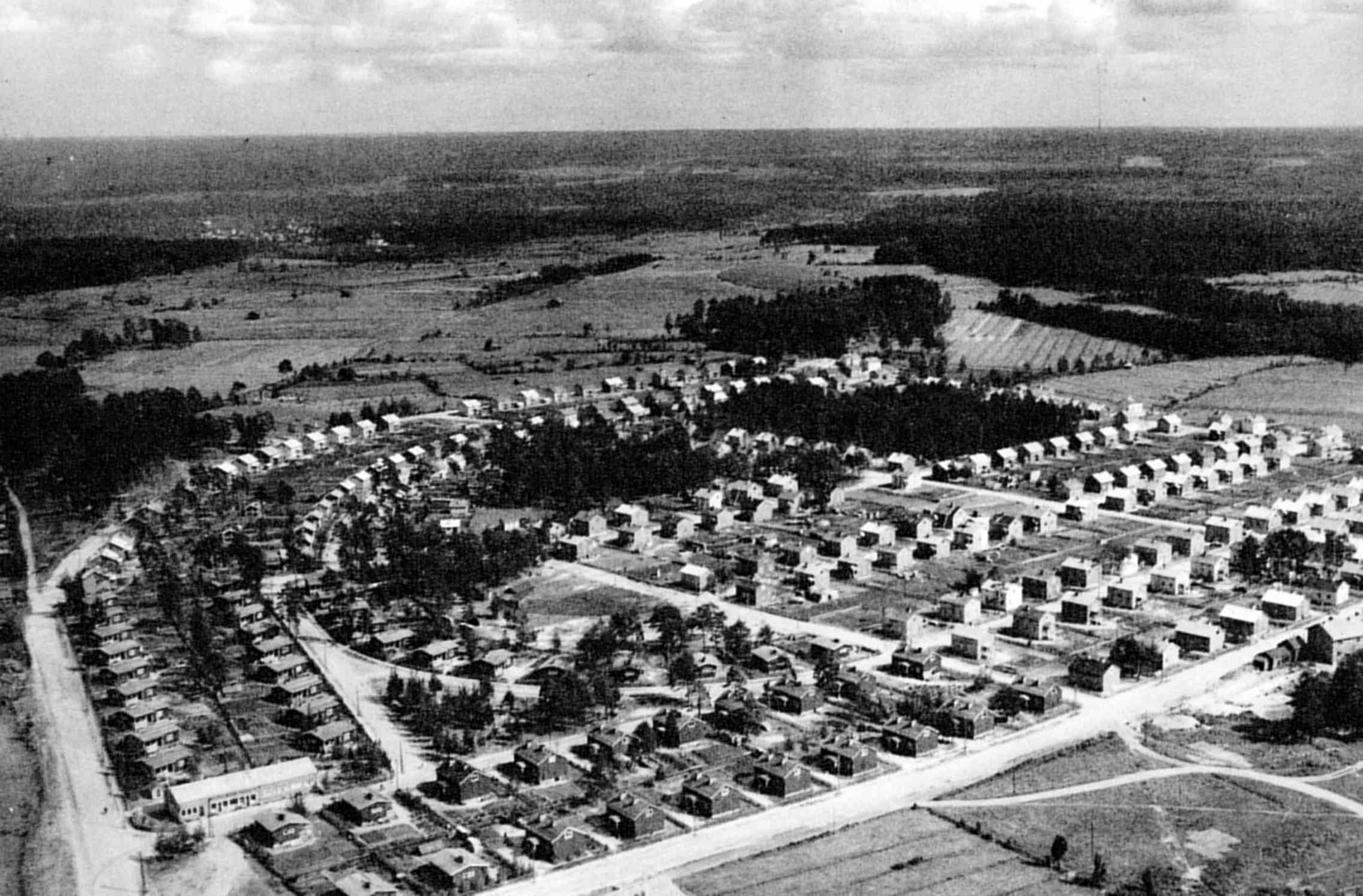
Frontkatona-házak, Karjasilta, Oulu, 1950-ben
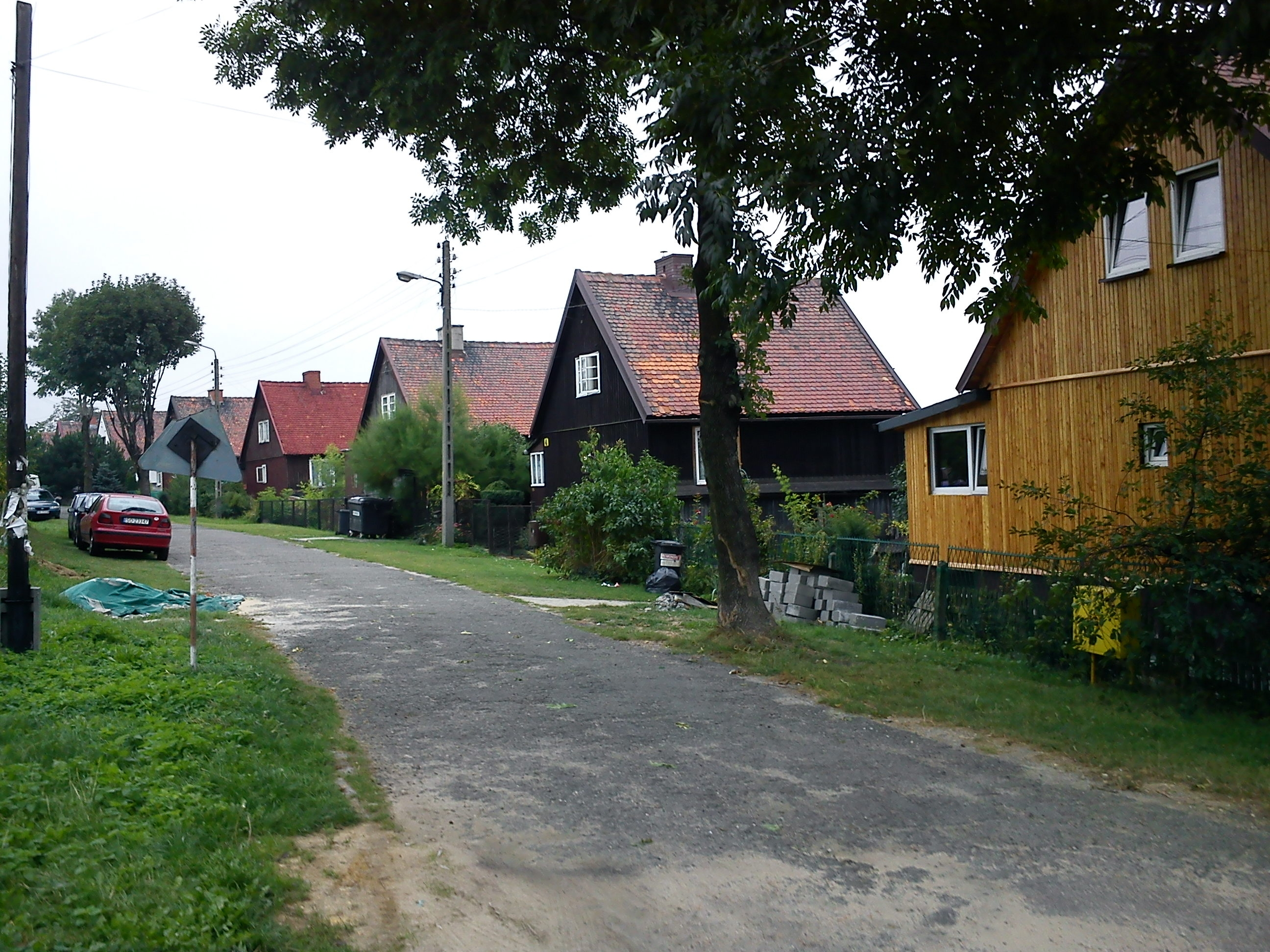
„Finn házak” Sosnowiecben, Lengyelország, 1940-es évek vége

A lakóházak építését leszámítva az északi klasszicizmus korszaka elég rövid volt, amelyet „kontinentálisabb” stílus kedvéért hagytak el, főleg a bankok és más irodaépületek esetében, amelyeket Frosterus és Pauli E. Blomstedt tipizált (például a Liittopankki bank épülete, Helsinki, 1929). Valójában különböző stílusok elemeinek szintézise jött létre. Ugyanakkor az 1920-as évek végén és az 1930-as évek elején már jelentős elmozdulás történt a funkcionalizmus irányába, főleg Le Corbusier hatására, de közelebbi minták is adódtak, ismét Svédországban. Pauli E. Blomstedt, aki addigra számos jelentős épületet tervezett északi klasszikus stílusban, a funkcionalizmus felé orientálódva vehemensen az északi klasszicizmus ellen fordult, és 1928-ban „Építészeti vérszegénység” címmel írt róla egy szarkasztikus cikket.
A modernizmus motorja Finnországban Alvar Aalto lett. Aalto épületei a modernizmus korai szakaszában alapvetőnek Le Corbusier és Walter Gropius esztétikai elveinek feleltek meg. Ilyenek például a turkui Sanomat szerkesztőség, a paimiói tüdőszanatórium (1932) és a viipuri könyvtár (1927–35). A funkcionalizmus különös figyelmet szentelt az épületek rendeltetésének. Aalto abból indult ki a tüdőszanatórium tervezésénél, hogy magának az épületnek is hozzá kell járulnia a gyógyítási folyamathoz, és szerette „orvosi eszköznek” nevezni az épületet. Különös figyelmet fordított a páciensek hálószobáira: ezek általában kétszemélyesek voltak, és mindkét betegnek saját szekrénye és mosdója volt. Aalto speciális fröcskölésmentes mosdókat tervezett, hogy az egyik beteg ne zavarja mosdáskor a másikat. Mivel a páciensek sok időt töltöttek fekvéssel, Aalto a lámpákat a látómezejükön kívül helyezte el, és a mennyezetet relaxáló szürkére festette.
Másik finn modernista építész, aki szintén keresztülment az északi klasszicizmuson, és aki rövid ideig együtt dolgozott Aaltóval Erik Bryggman volt, akinek legfontosabb munkája a turkui Feltámadás-kápolna (1941).

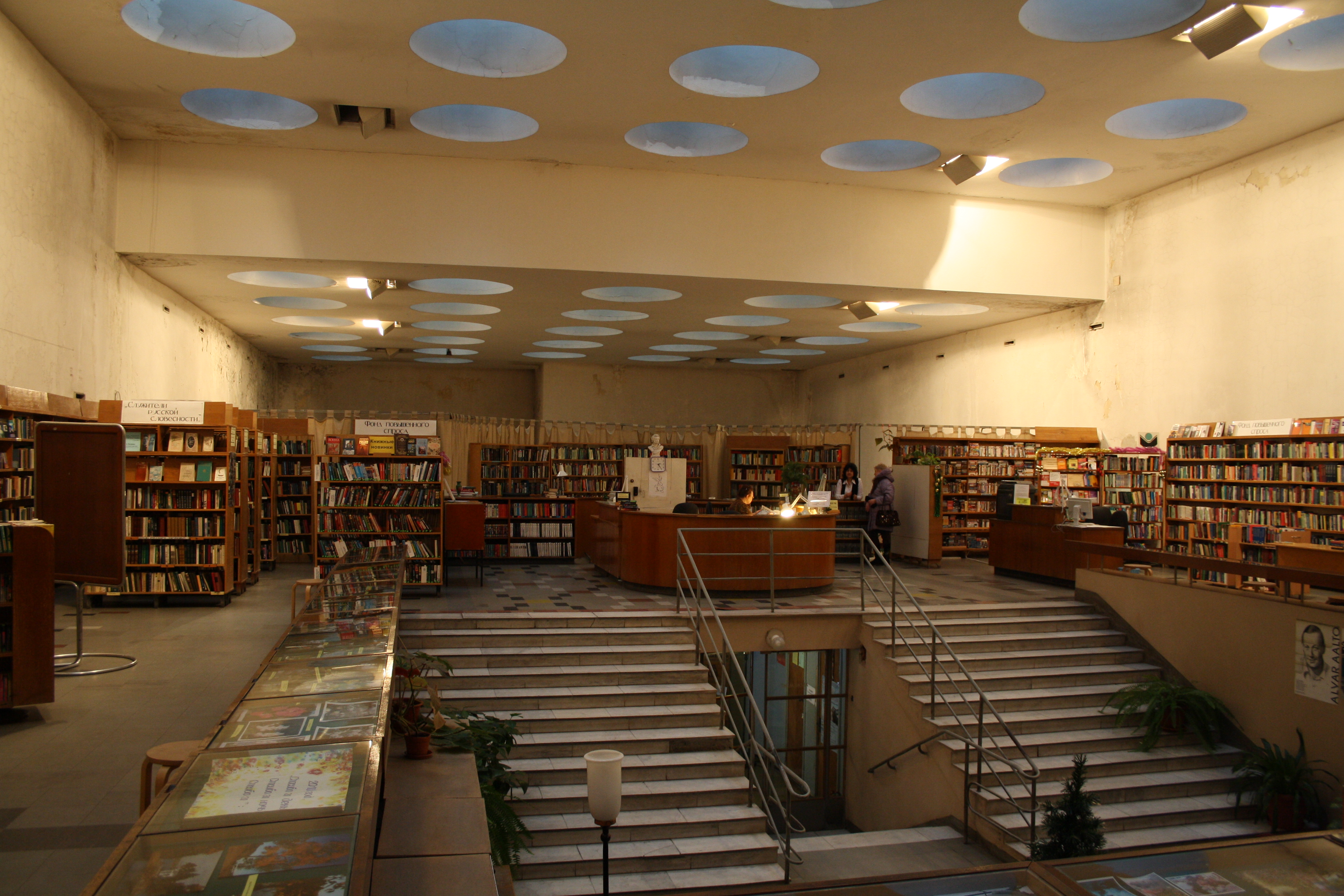
Viipuri könyvtár, Alvar Aalto, 1927-35
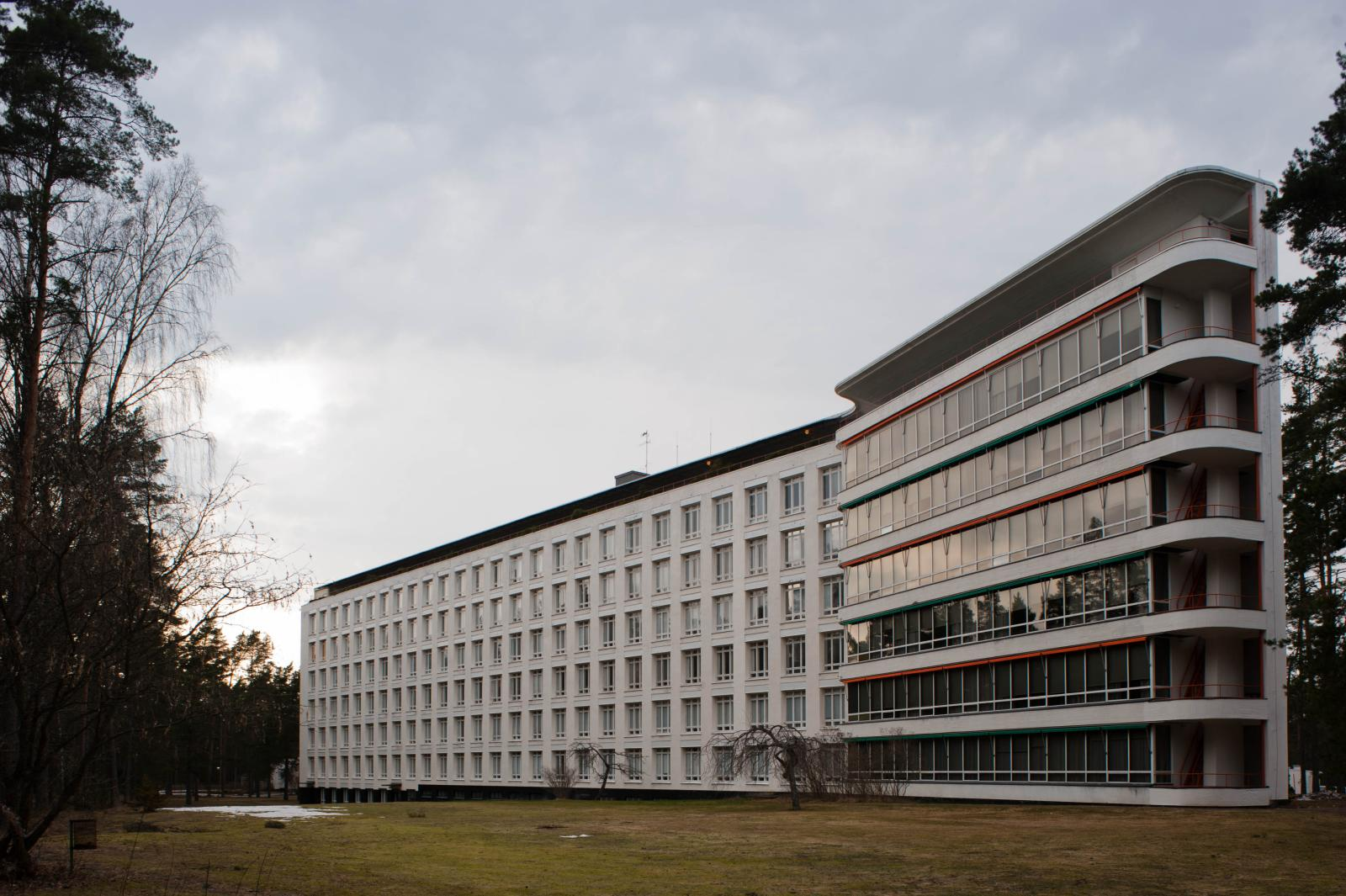
Paimiói szanatórium, Alvar Aalto, 1932
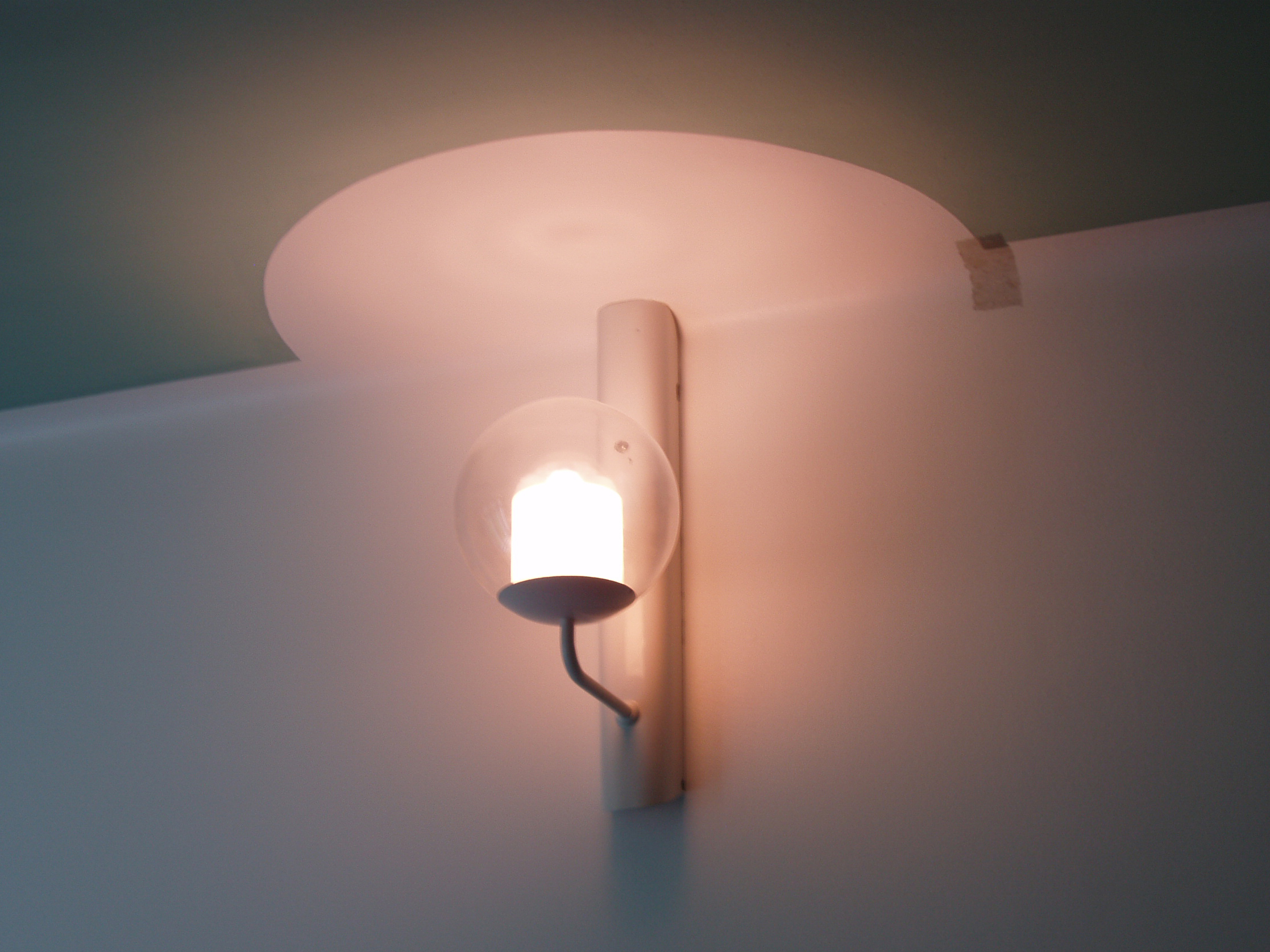
Paimiói szanatórium, betegszoba mennyezeti lámpája, Alvar Aalto
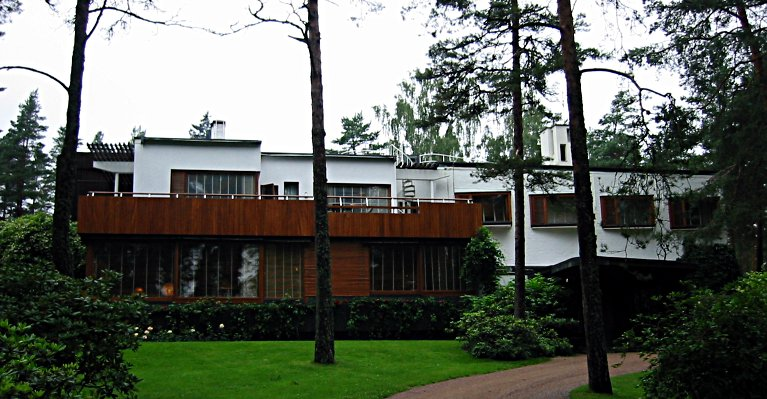
Alvar Aalto, Villa Mairea, Noormarkku, 1938-39
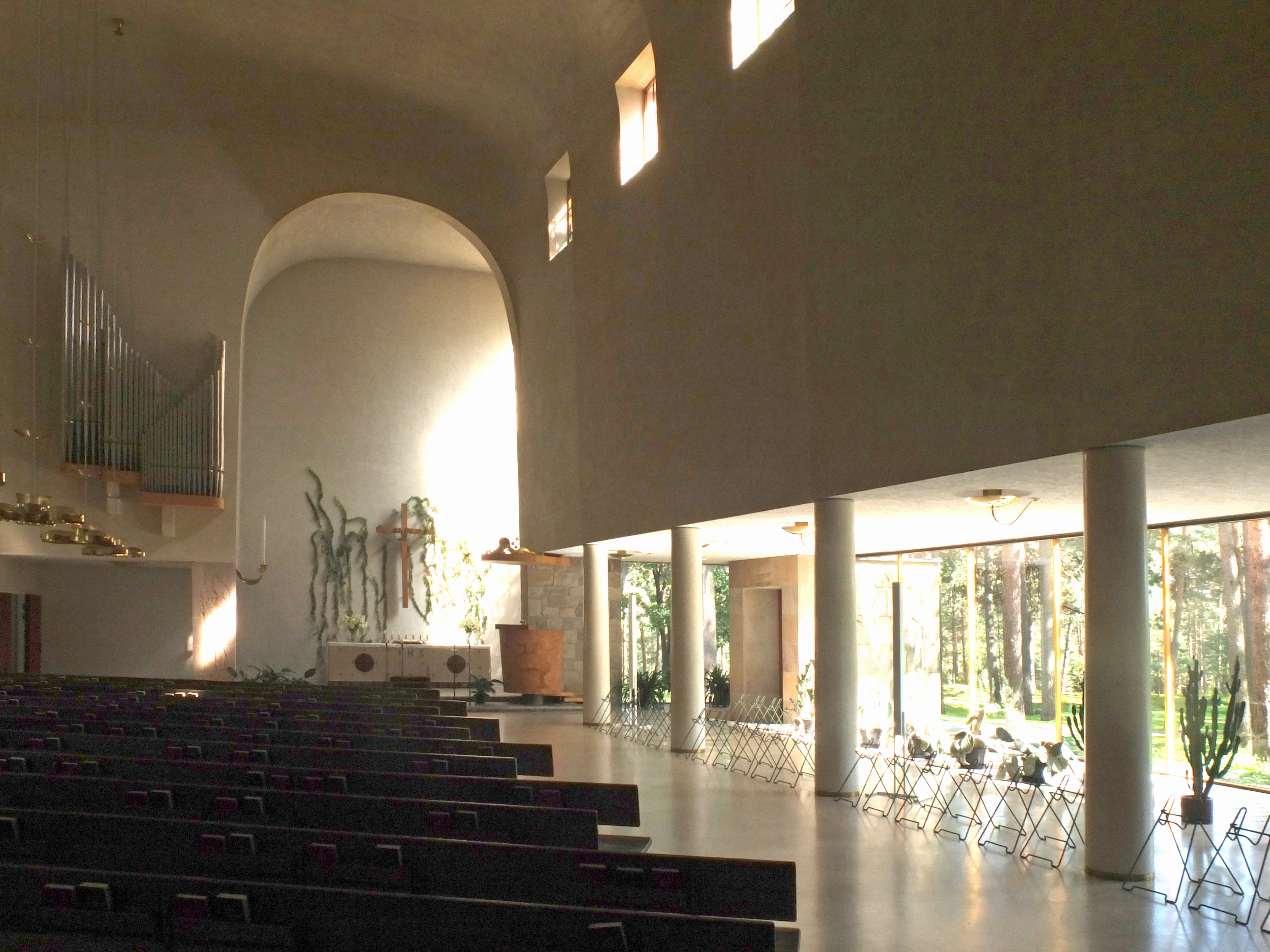
Feltámadás-kápolna, Turku, Erik Bryggman, 1941

### Regionális funkcionalizmus
Az 1952. évi nyári olimpiai játékok alkalmat adtak az országnak arra, hogy megmutassa a világnak modern építészét. Kulcsfontosságú volt a Helsinki Olimpiai Stadion, amelynek első változatát még 1938-ban tervezte Yrjö Lindegren és Toivo Jäntti, a háború miatt elmaradt 1940. évi olimpiai játékokra. Az olimpiai játékok építészeti jelentősége abban állt, hogy a modern, funkcionalista építészetet összekapcsolta a nemzet modernizálásával. Számos állami építkezés is segítette a funkcionalista építészet fejlődését. Erkki Huttunen a Suomen Osuuskauppojen Keskuskunta (SOK) szövetkezet építési vezetője volt, és irányításával számos raktár, iroda és üzlethelyiség épült szerte az országban. Építészetét „fehér funkcionalizmus” jellemezte. Első munkája egy irodával kombinált raktár volt Raumában (1931), fehér falakkal, tetőterasszal, magas ablakokkal. A Védelmi Minisztériumnak saját építési osztálya volt, és az 1930-as években több épületük ugyanebben a „fehér funkcionalista” stílusban készült, például a viipuri és tilkkai katonai kórházak (1936), mindkettő Olavi Sortta terve alapján. A függetlenség elnyerését követően fejlődni kezdett a turizmus, amely Lappföld vad vidékeinek felfedezésére tette a hangsúlyt. Ennek eredményeképpen épült fel Rovaniemiben a divatos funkcionalista stílusú Hotel Pohjanhovi Pauli E. Blomstedt terve alapján (1936, elpusztult 1944-ben a lappföldi háború során), amelyet a növekvő számú finn középosztálybeli és külföldi turistáknak szántak. Ugyanakkor több szerényebb szálláshely is épült rusztikus stílusban.
A második világháború után kötött moszkvai békeszerződésben Finnországnak át kellett adnia a Szovjetunió részére a területének 11%-át és gazdasági eszközeinek 30%-át. A finn lakosság 12%-át, beleértve 422 000 karéliait evakuálni kellett. Az állam válasza erre az újjáépítés volt, amely a falusi vidékeken kezdődött, mivel ekkor a népesség mintegy két harmada a falvakban élt. Az újjáépítés nem csak a háborús pusztítás nyomainak eltüntetését jelentette, hanem egyúttal nagyobb mértékű urbanizációt, szabványosítást, iskola-, kórház-, egyetem- és más középület építési programot is, valamint új ipari létesítmények és erőművek építését. Így például a háború utáni évtizedben Aarne Ervi tervezte az Oulujoki folyó menti öt erőművet, és Alvar Aalto több ipari komplexumot tervezett. Az állami építkezések miatt a háború utáni évtizedben építőanyag-hiány lépett fel, leszámítva a faanyagot. A Finnországi Evangélikus-Lutheránus Egyház szintén fontos szerepet töltött be a két világháború között és után azzal, hogy a Finn Építészek Egyesületével (SAFA) építészeti versenyeket írt ki az új templomok és temetők / temetőkápolnák építésére. Ekkor készültek el a turkui Feltámadás-kápolna (Erik Bryggman, 1941), a lahti templom (Alvar Aalto, 1950), a Három kereszt templom (Alvar Aalto, 1952-7), a tamperei Vatiala temetőkápolna (Viljo Rewell, 1960), a hyvinkää-i templom (Aarno Ruusuvuori, 1960) és a turkui Szent Kereszt-kápolna (Pekka Pitkänen, 1967).

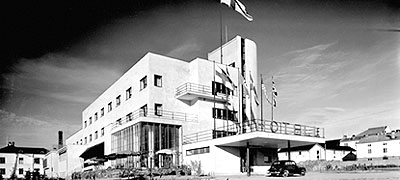
Hotel Pohjanhovi, Rovaniemi, Pauli E. Blomstedt, 1936 (elpusztult 1944-ben)
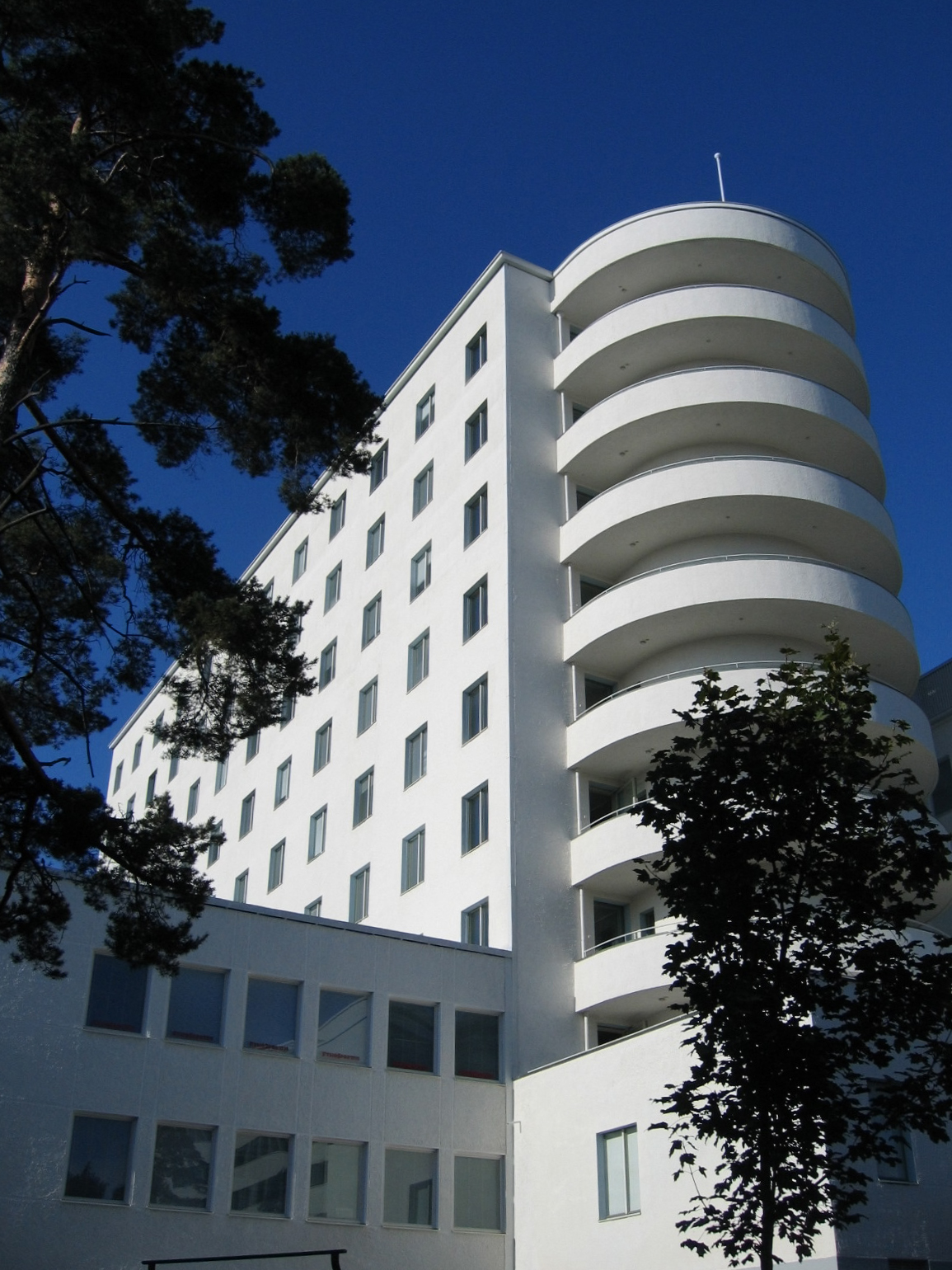
Tilkka katonai kórház, Helsinki, Olavi Sortta, 1936
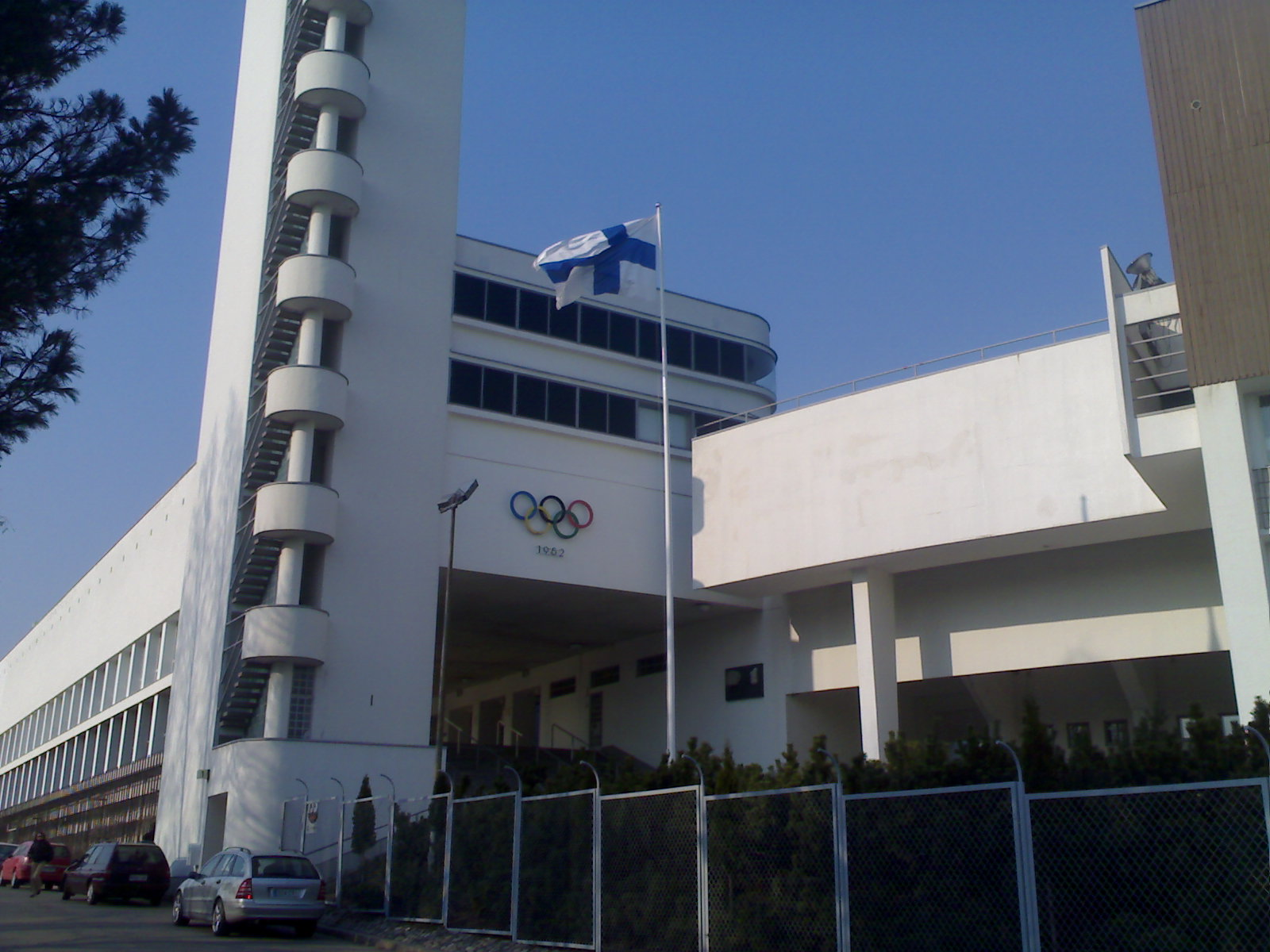
Helsinki Olimpiai Stadion, Lindegren és Jäntti, 1938-50
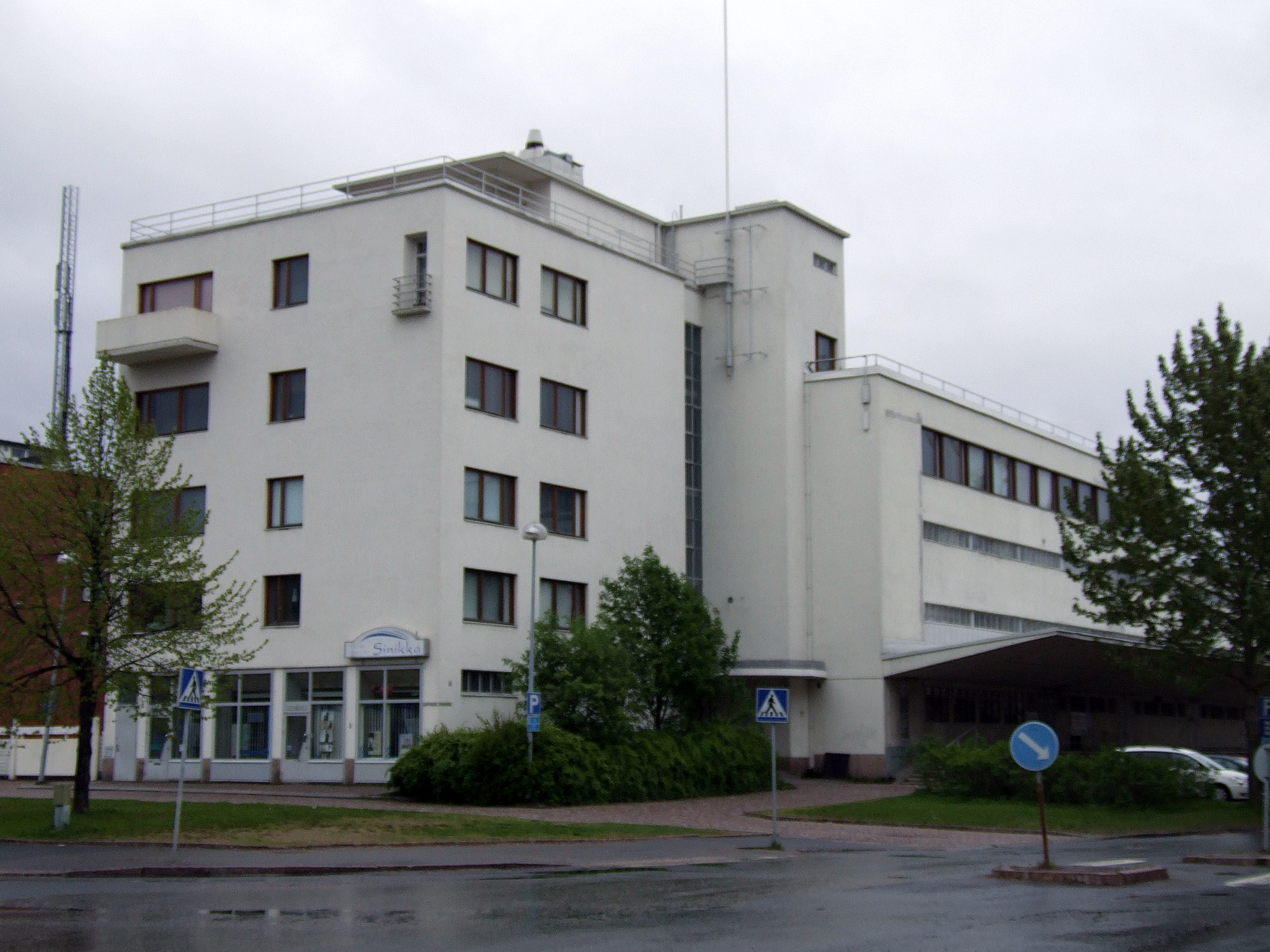
SOK iroda és raktár, Oulu, Erkki Huttunen, 1938
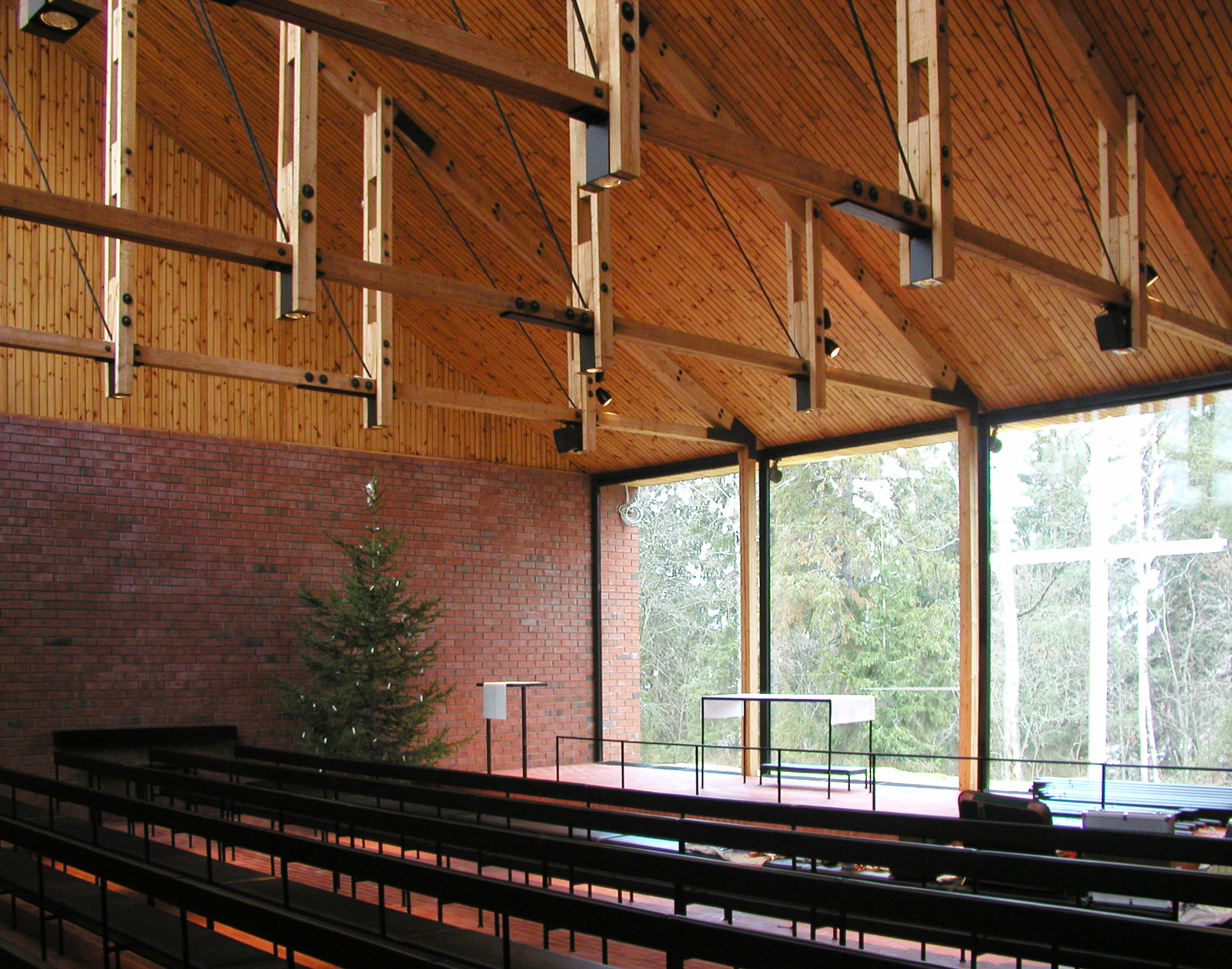
Otaniemi kápolna, Espoo, Kaija Siren (Heikki Sirennel), 1954-57

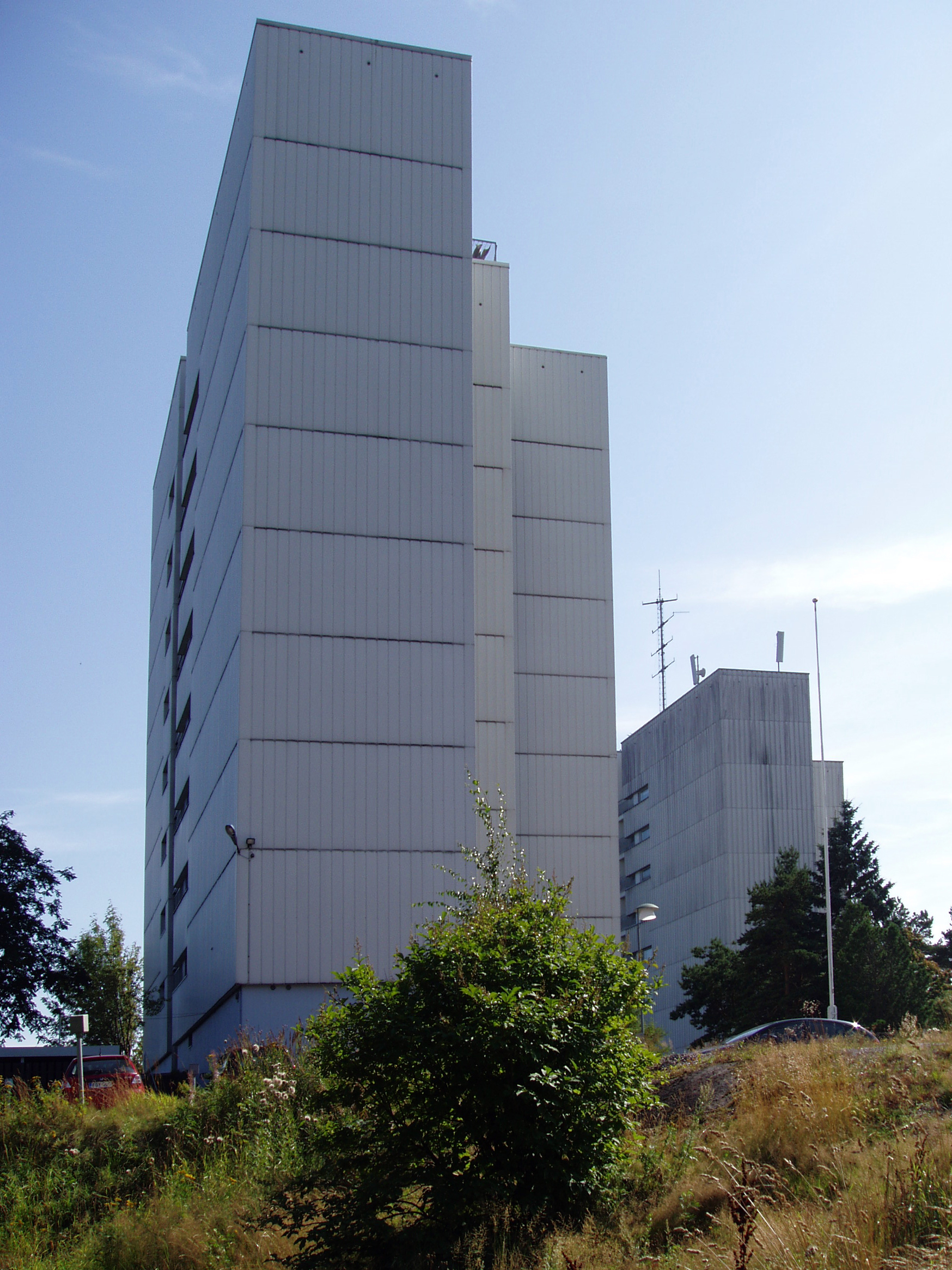
Pihlajamäki toronyházak, Helsinki (1959-65)

Az 1950-es éveket a városokba irányuló migráció mellett az államilag finanszírozott szociális lakásépítés is jellemezte. Egy korai példája ennek a Käärmetalo (szó szerint Kígyóház, 1949–51) amelyet Yrjö Lindegren tervezett. A hagyományos technológiával épült, vakolt téglaépület kígyó alakú, amely egyrészt illeszkedik a terület topográfiájához, másrészt kis zsebszerű kerteket biztosít a lakók számára. A tömeges építkezés a szabványosításon és az előre gyártott elemeken alapult. A szociális lakások egyik vezető tervezője Hilding Ekelund volt, aki korábban az atléták faluját tervezte az olimpiai játékokhoz. A hagyományos urbanizációs folyamatban kihívást jelentett az „erdei városok” építése, azaz az elővárosok erdős területein való építkezés, például a helsinki Pihlajamäki esetében (1959–65), amelynek városrendezési tervét Olli Kivinen, az épületek terveit Lauri Silvennoinen készítette. Az erdei környezetben fehér funkcionalista stílusú, kilenc emeletes toronyházak és négy-öt emeletes, 250 méter hosszú tömbök vannak elhelyezve. Pihlajamäki volt az egyik első olyan finn építkezés, ahol előre öntött betont használtak. A lakások természetközeli elhelyezésére a legjobb példa Tapiola kertváros Espooban, amelyet Heikki von Hertzen a társadalmi mobilitás elősegítésére alapított. A kertváros tervét Otto-Iivari Meurman készítette, a kulcsfontosságú központi épületeket Aarne Ervi tervezte, a többi épületet pedig többek között Aulis Blomstedt és Viljo Revell. Az 1950-es és 1960-as években, ahogy a finn gazdaság kezdett konszolidálódni, elkezdődött a jóléti állam kiépítése, és több kórház, iskola, egyetem és sportlétesítmény építésére került sor. A nagyobb cégek, mint például a tejiparban tevékenykedő Valio, észszerű, csúcstechnológiájú gyárakat, később székházat (Helsinki, 1975–78) építtettek saját építészükkel (Matti K. Mäkinen, együtt Kaarina Löfströmmel). Ugyanakkor az urbanizációnak és a természet védelmére való kifejezett törődésnek volt egy mellékhatása: a hagyományos városokat, még a középkoriakat is, mint például Porvoo és Rauma, a lebontás fenyegette, hogy helyet adjanak az egyenes utcáknak és előre gyártott, több emeletes épületeknek. Ez bizonyos mértékig meg is történt Turkuban, Helsinkiben és Tamperében; mindenesetre az utóbbi kettőnek egyáltalán nem voltak középkori épületei, és Turku középkori épületeinek többsége odaveszett az 1827-es nagy tűzvészben. Porvoo és Rauma régi részei megmenekültek, és Rauma óvárosa az UNESCO világörökség része lett.
Az életszínvonal növekedésével elterjedtek a nyaralóházak, amelyeket korábban csak a nagyon gazdagok engedhettek meg maguknak. A lehetőleg magányosan, vízparton épült nyaraló legfontosabb része a szauna volt, általában külön épületben. A szauna hagyományosan falusi létesítmény volt, és a modern otthonokban való elterjedése inkább a szabadidős tevékenységet, semmint a tisztálkodást szolgálta. A Finn Építészek Egyesülete és különböző kereskedelmi cégek pályázatot írtak ki a lehetőleg fából készült nyaralók és szaunák szabványtervére. Az építészek kísérletezésre is használták a nyaralókat és szaunákat. Aalto saját nyaralója, az úgynevezett kísérleti ház Muuratsalóban (1952–53) a középosztályi pompa és falusi szerénység között helyezkedett el, míg a hozzátartozó tóparti szauna a hagyományos építkezés modern alkalmazása volt. Az 1960-as években több kísérleti nyaralótípus jelent meg a sorozatgyártást célozva. Ezek közül a leginkább figyelemre méltóak Matti Suuronen's Futuro (1968) és Venturo (1971) modelljei voltak, amelyből világszerte számos darabot gyártottak és adtak el. A siker azonban az 1970-es évek energiaválsága miatt rövid életű maradt.

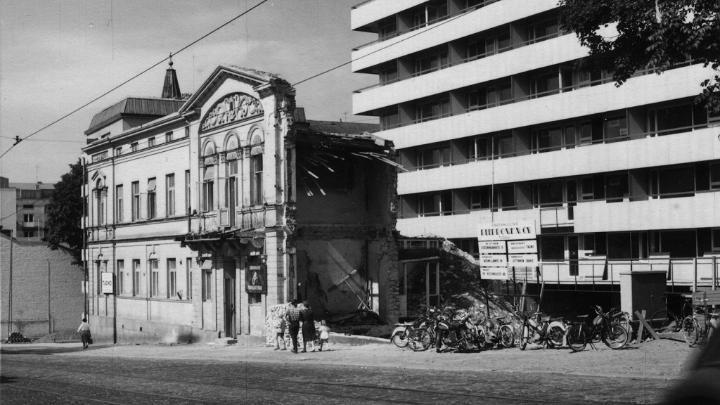
Turku: a városkép radikális változása az 1960-as évek elején
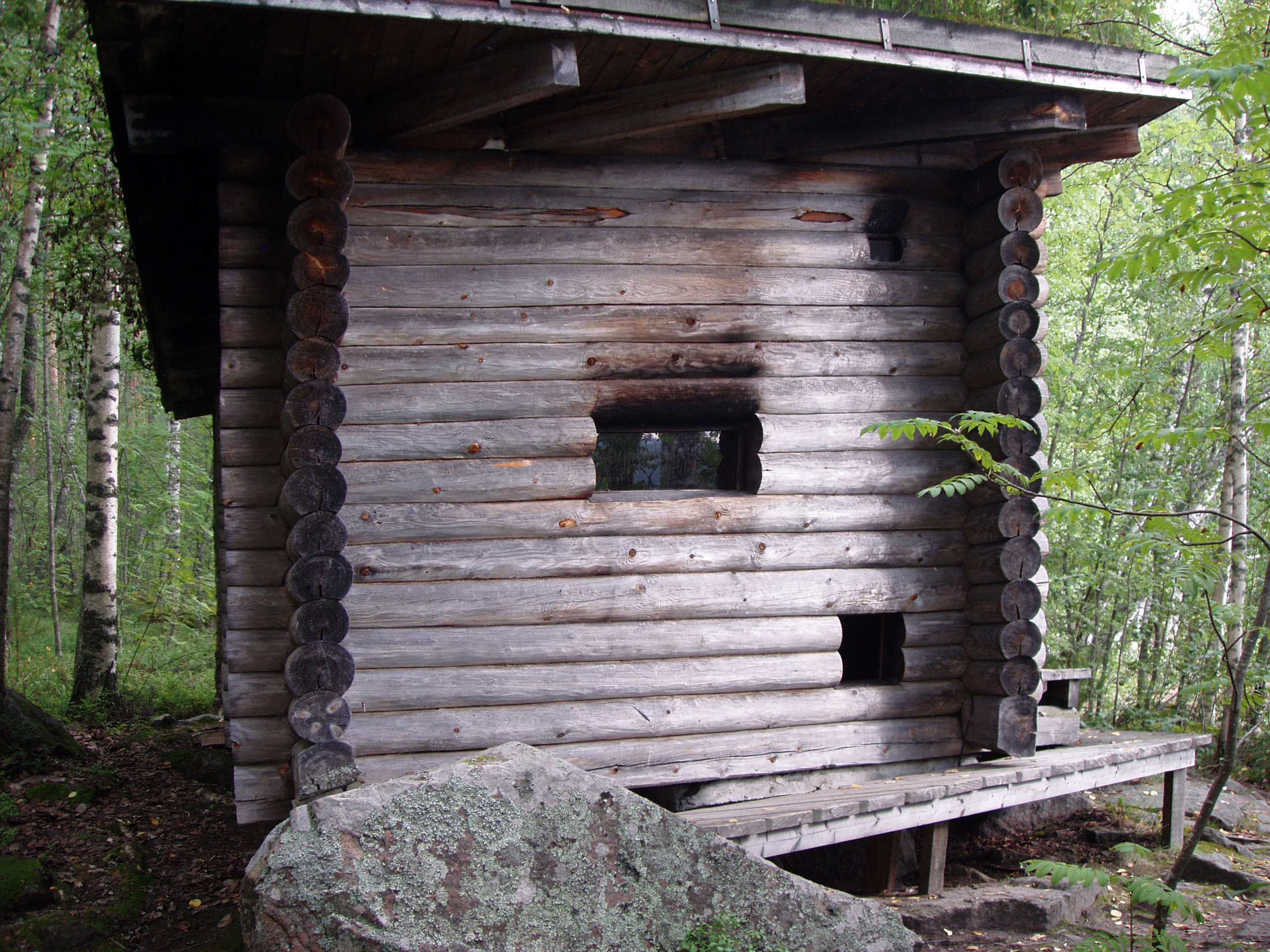
Muuratsalo szauna, Alvar Aalto, 1952 körül.
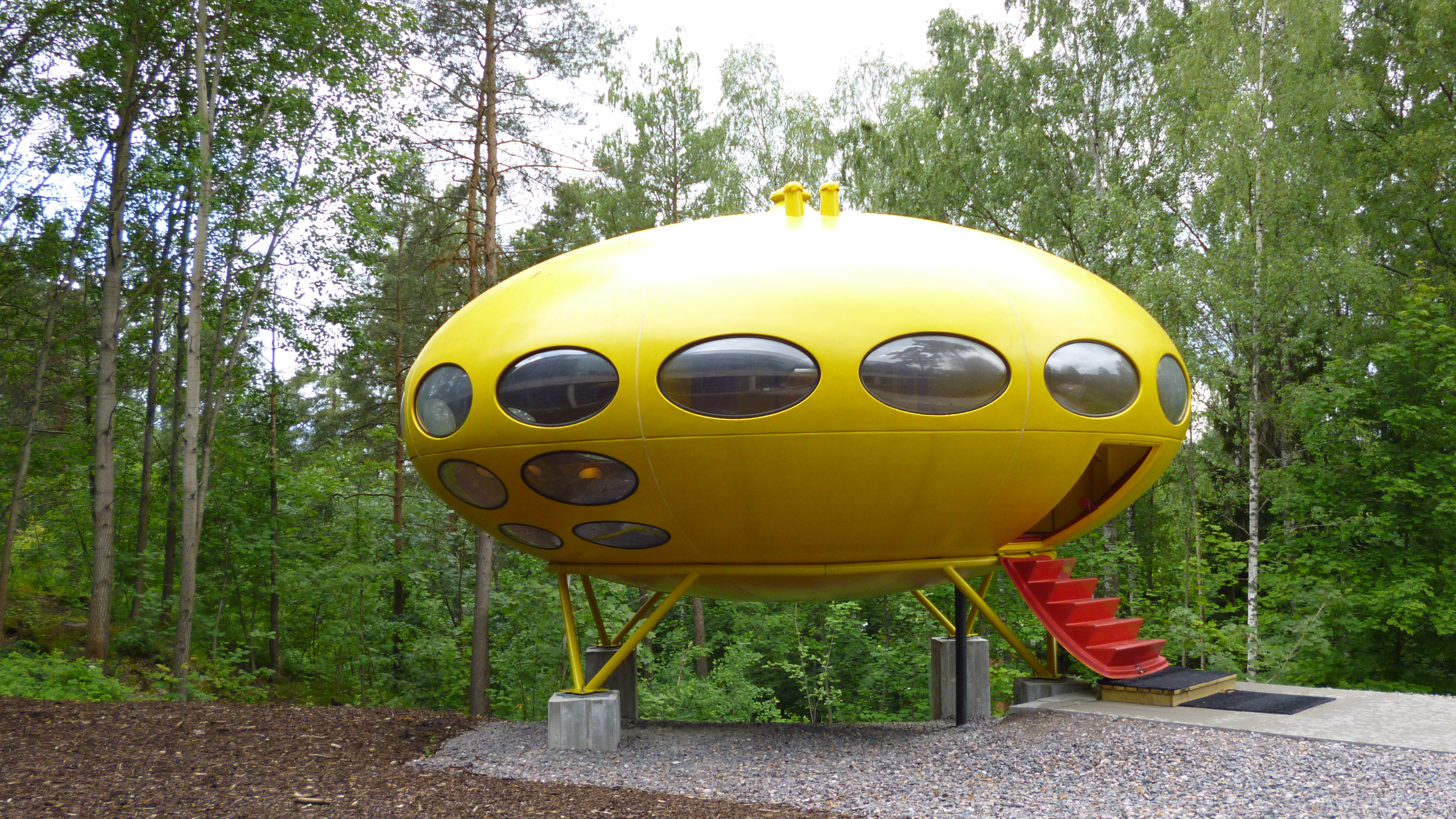
Futuro ház (1968), Matti Suuronen.

Az 1950-es és 1960-as években még mindig Alvar Aalto volt a finn építészet vezető egyénisége, de időközben mások is, elsősorban Heikki és Kaija Siren (Otaniemi kápolna, 1956–57), Keijo Petäjä (Lauttasaari templom, Helsinki, 1958), Viljo Revell (Torontói városháza, 1958–65), Timo Penttilä (Helsinki Városi Színház, 1967), Marjatta és Martti Jaatinen (Kannelmäki templom, 1962–68), és a Timo és Tuomo Suomalainen (Temppeliaukio templom, Helsinki, 1961–69) kidolgozták saját elképzelésüket a nem-racionalista modernista építészetről. Aaltónál szokatlanabb, organikus formákat használt Reima és Raili Pietilä, míg a másik végletet a racionalista vonalvezetés jellemezte, mint például Aarne Ervi, Aulis Blomstedt, Aarno Ruusuvuori, Kirmo Mikkola, Kristian Gullichsen, Matti K. Mäkinen, Pekka Salminen, Juhani Pallasmaa és valamivel később a Helin & Siitonen építésziroda műveit.

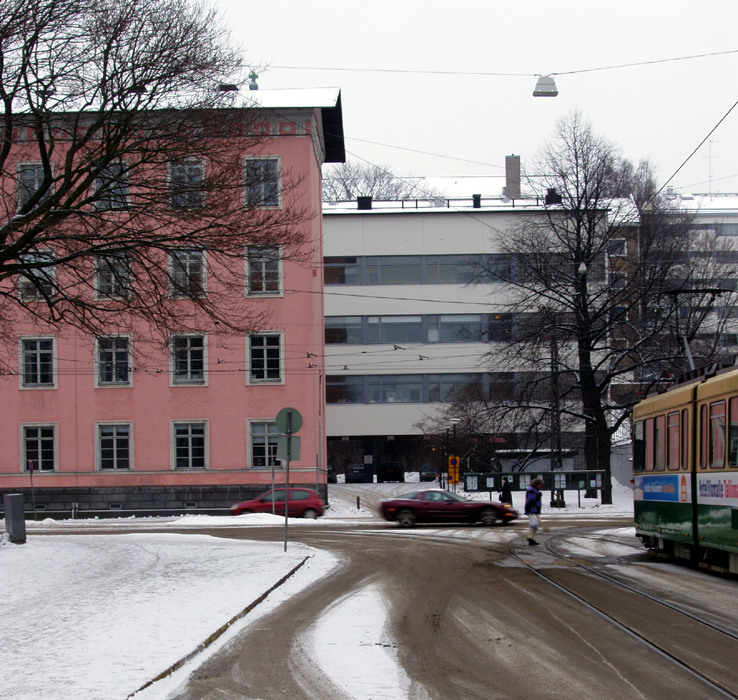
Felnőttoktatási Központ bővítése, Helsinki (Taucher, 1927) (1959), Aulis Blomstedt
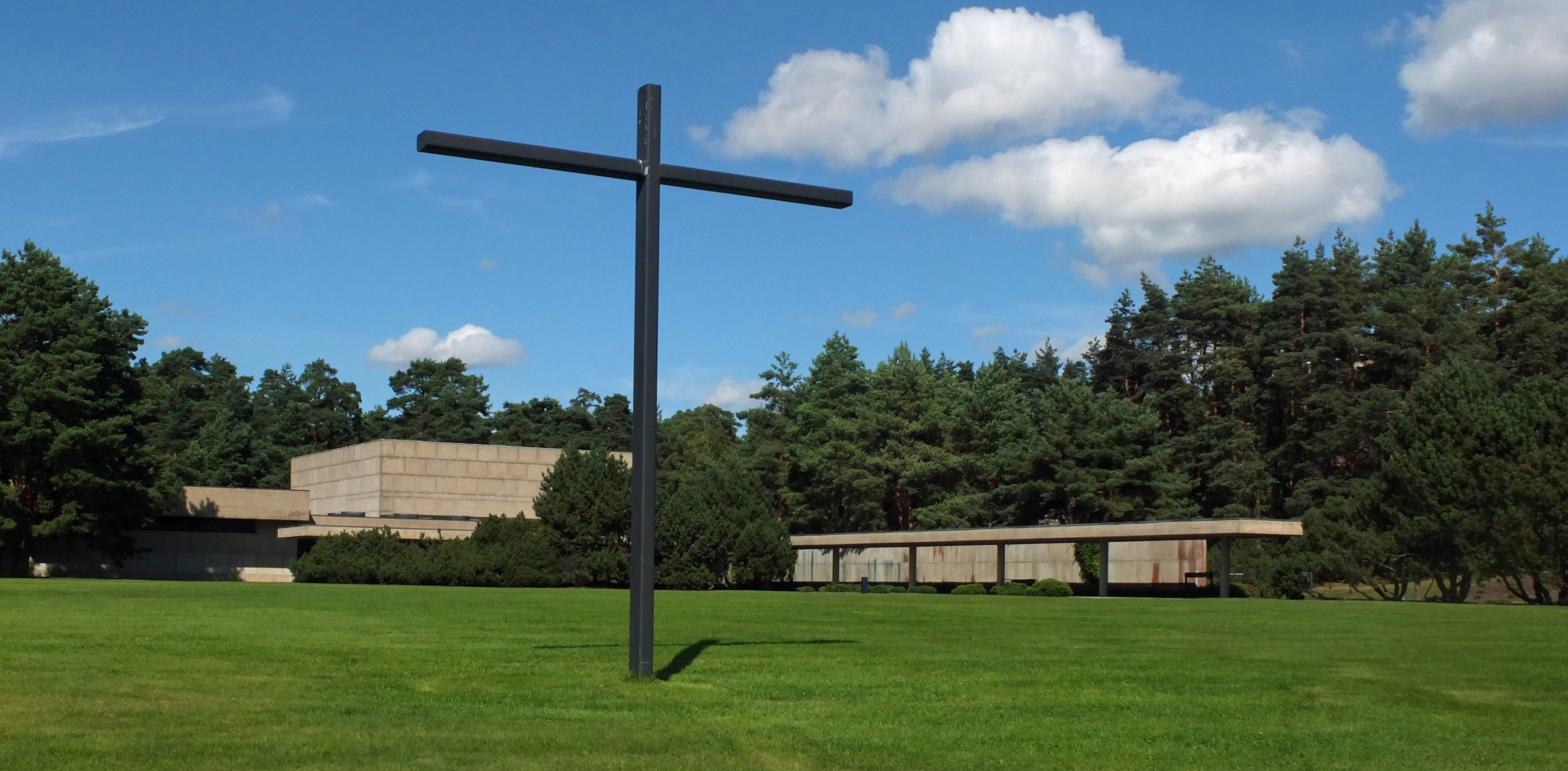
Szent Kereszt-kápolna, Turku (1967), Pekka Pitkänen
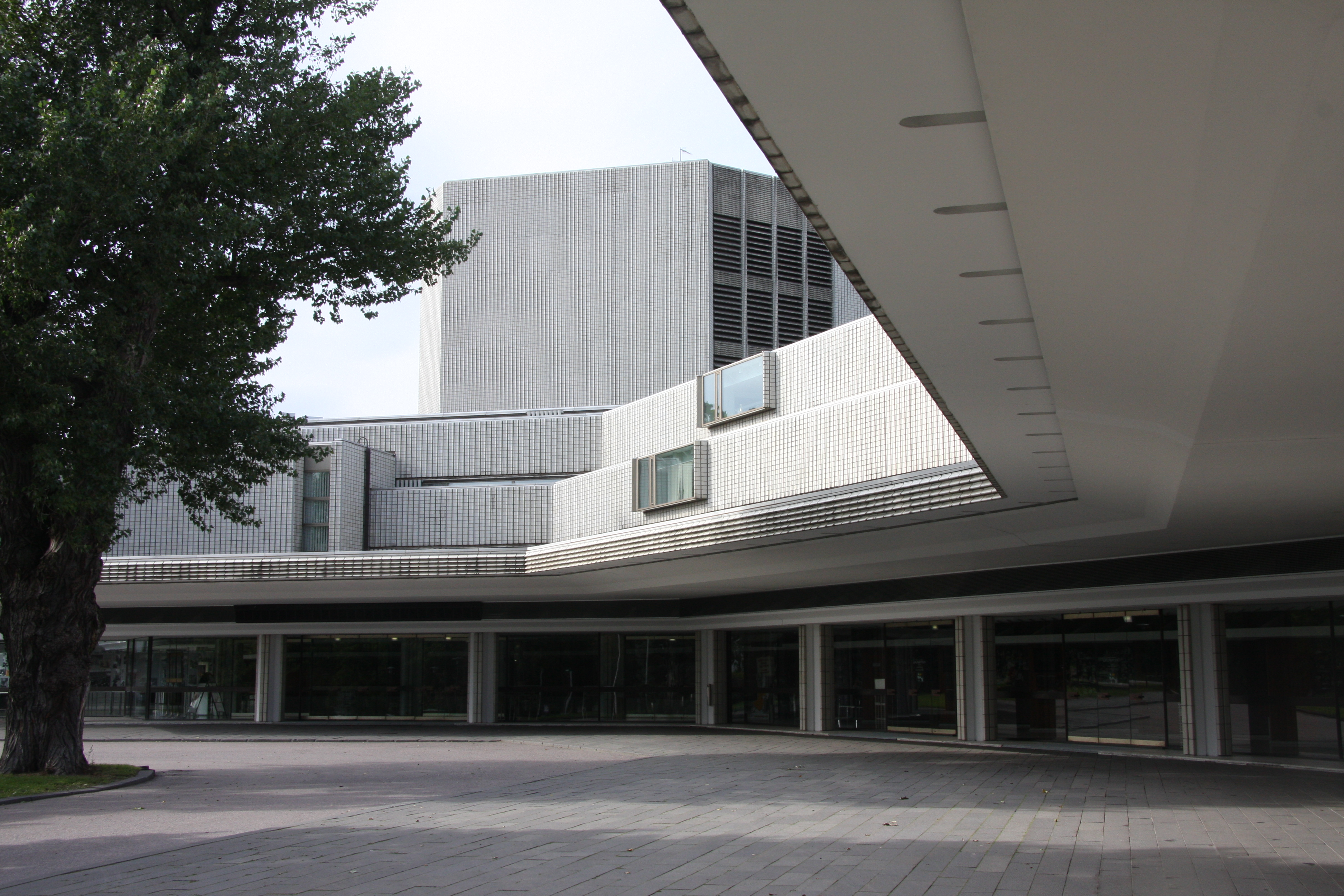
Helsinki Városi Színház (1967), Timo Penttilä
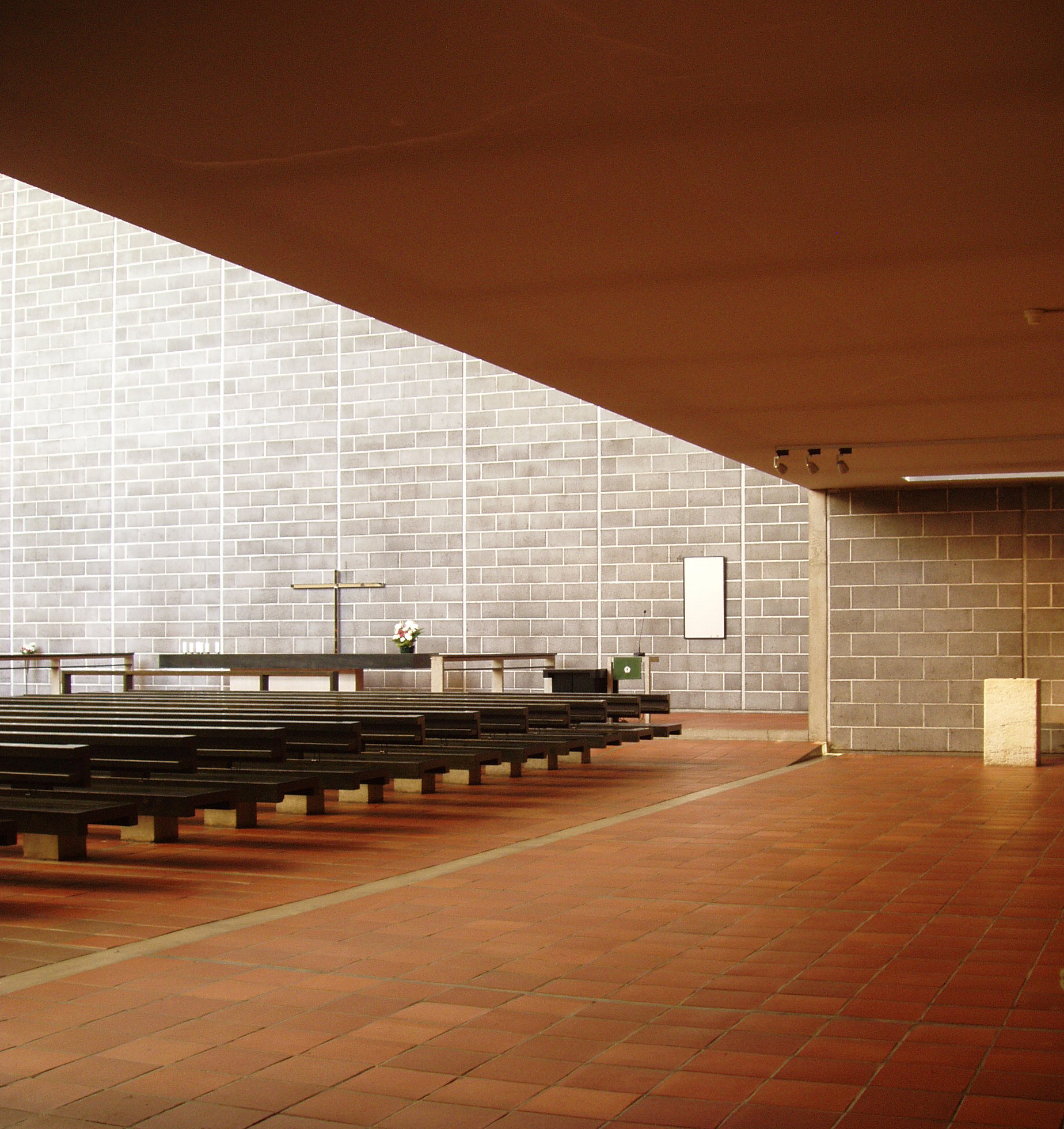
Tapiola templom, Espoo (1965), Aarno Ruusuvuori
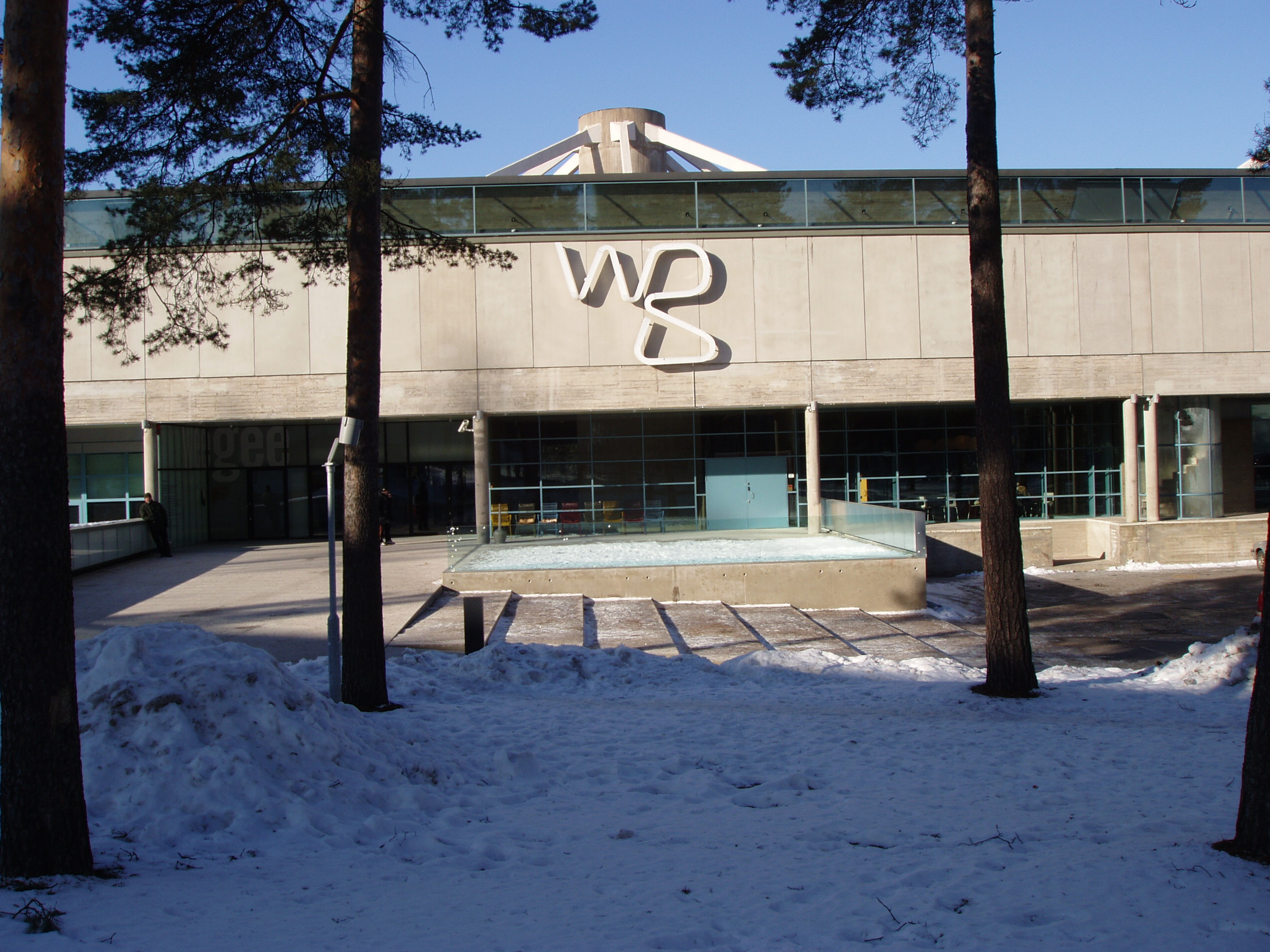
Weilin & Göös Nyomda, Espoo (1964–66), Aarno Ruusuvuori
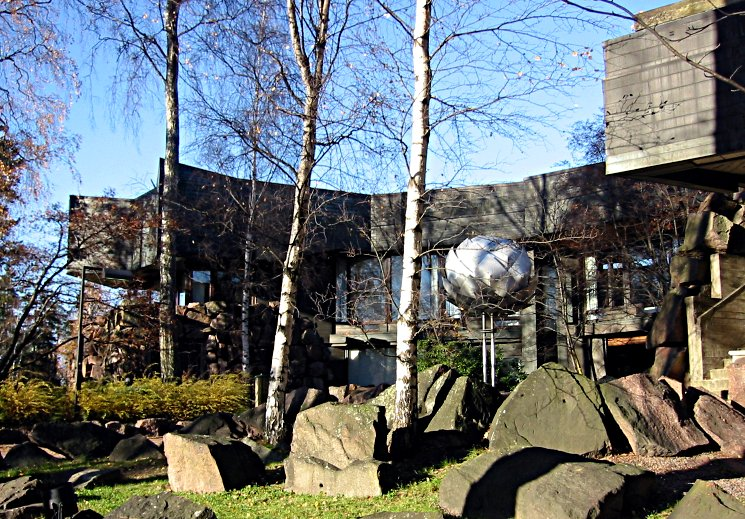
Dipoli diáképület, Espoo (1961–66), Reima és Raili Pietilä
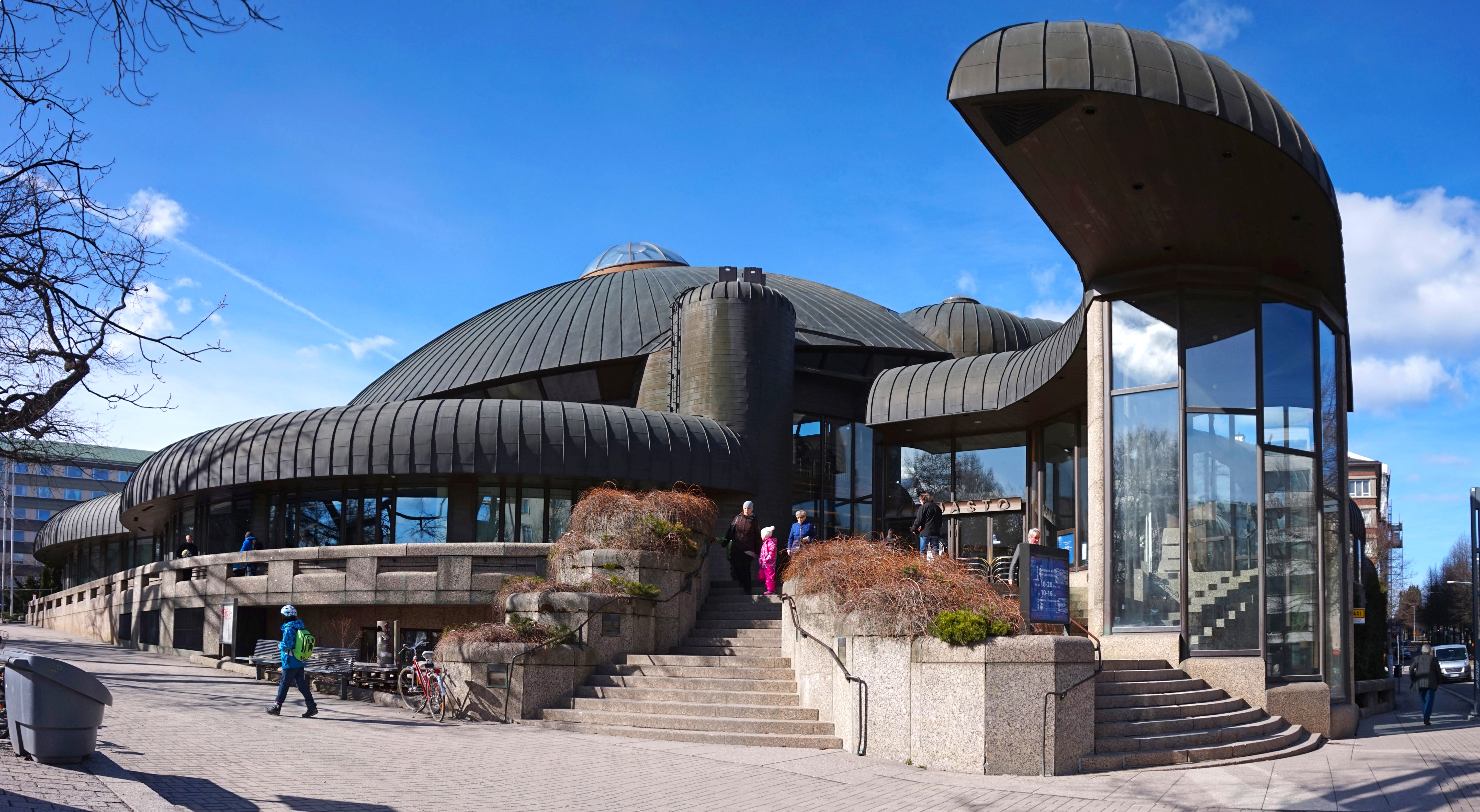
Tampere Városi Könyvtár (1978–86), Reima és Raili Pietilä
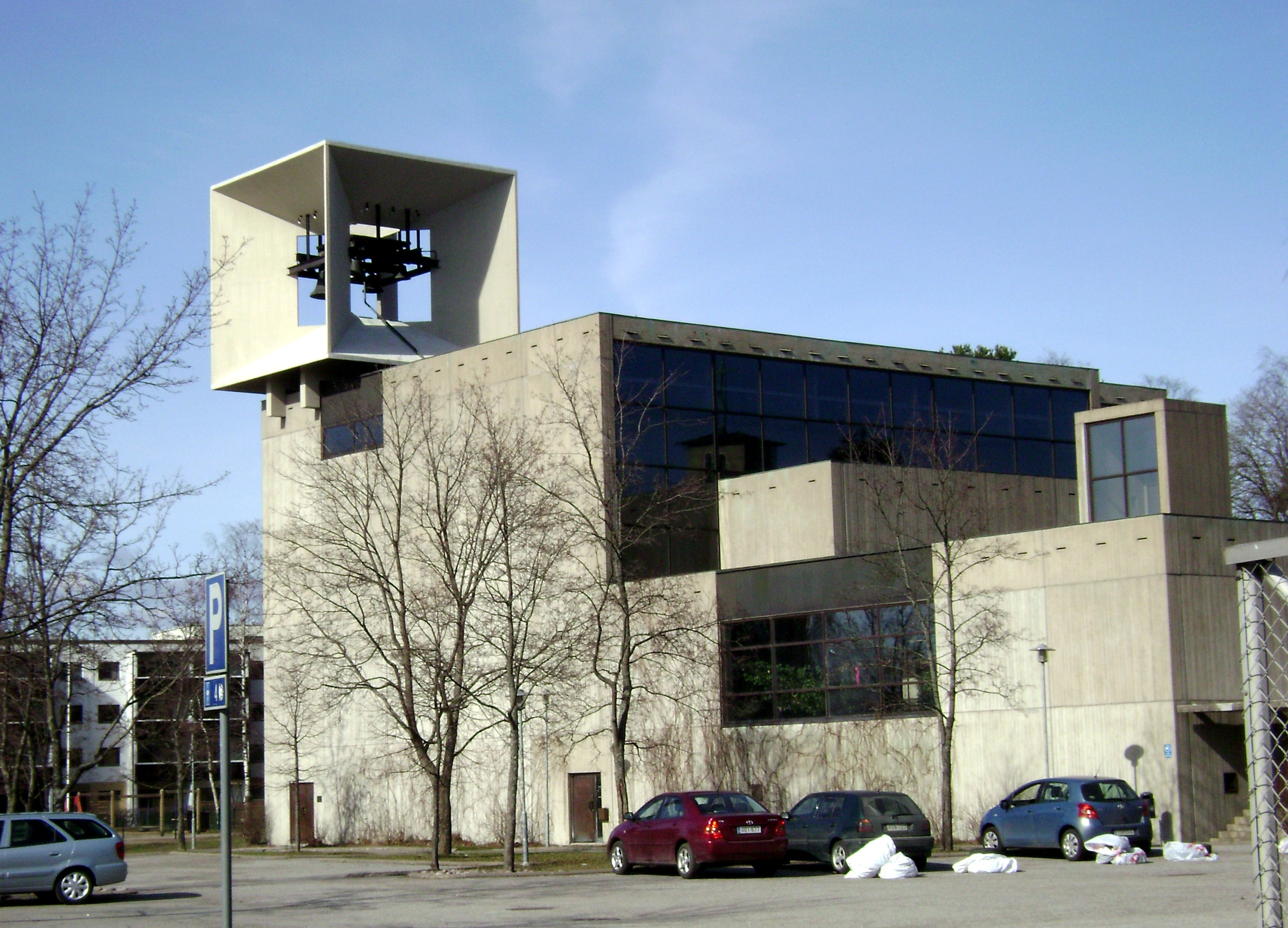
Järvenpää templom (1968), Erkki Elomaa
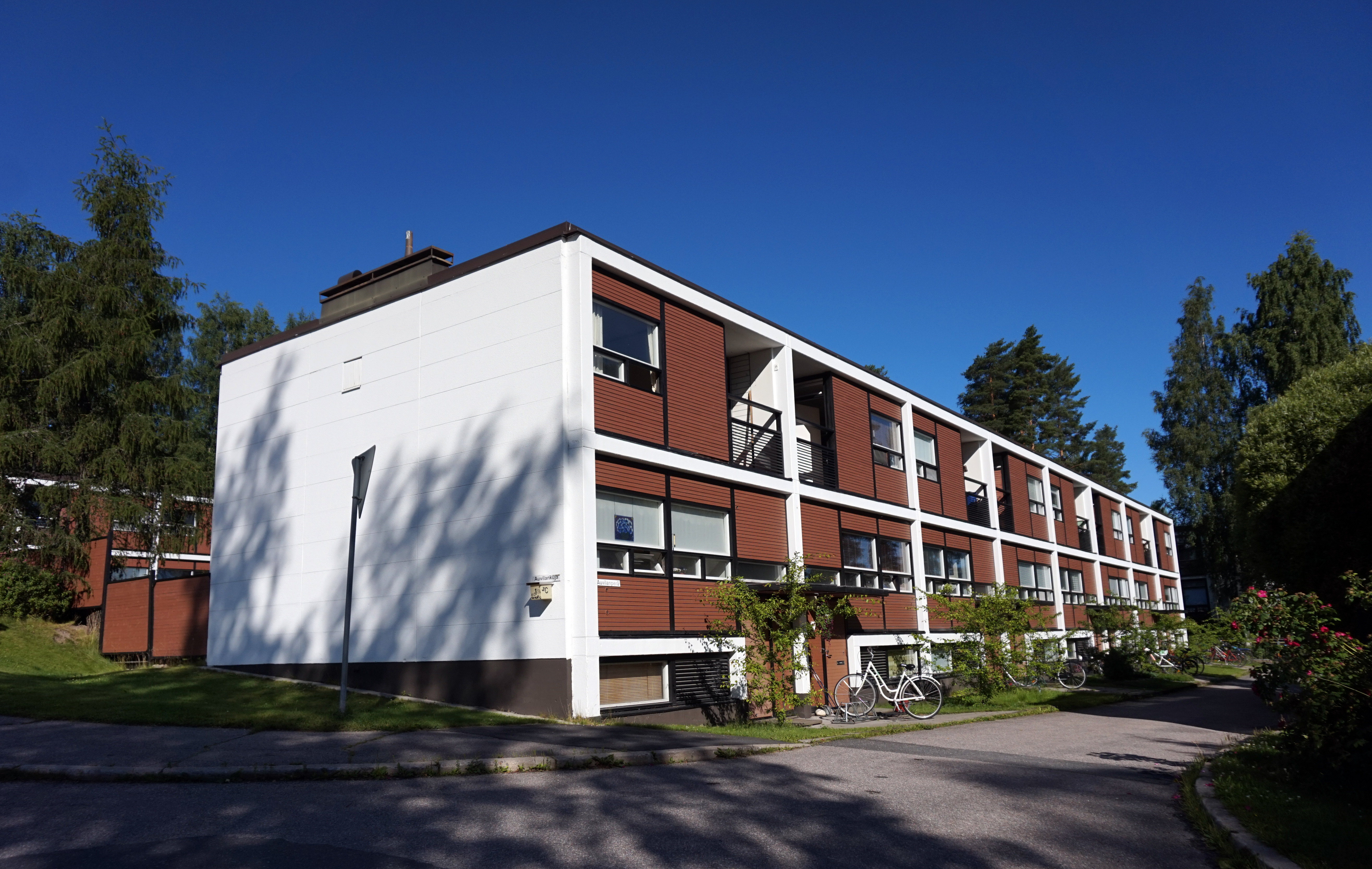
Kortepohja előre gyártott lakások (1964–69), Bengt Lundsten és Esko Kahri
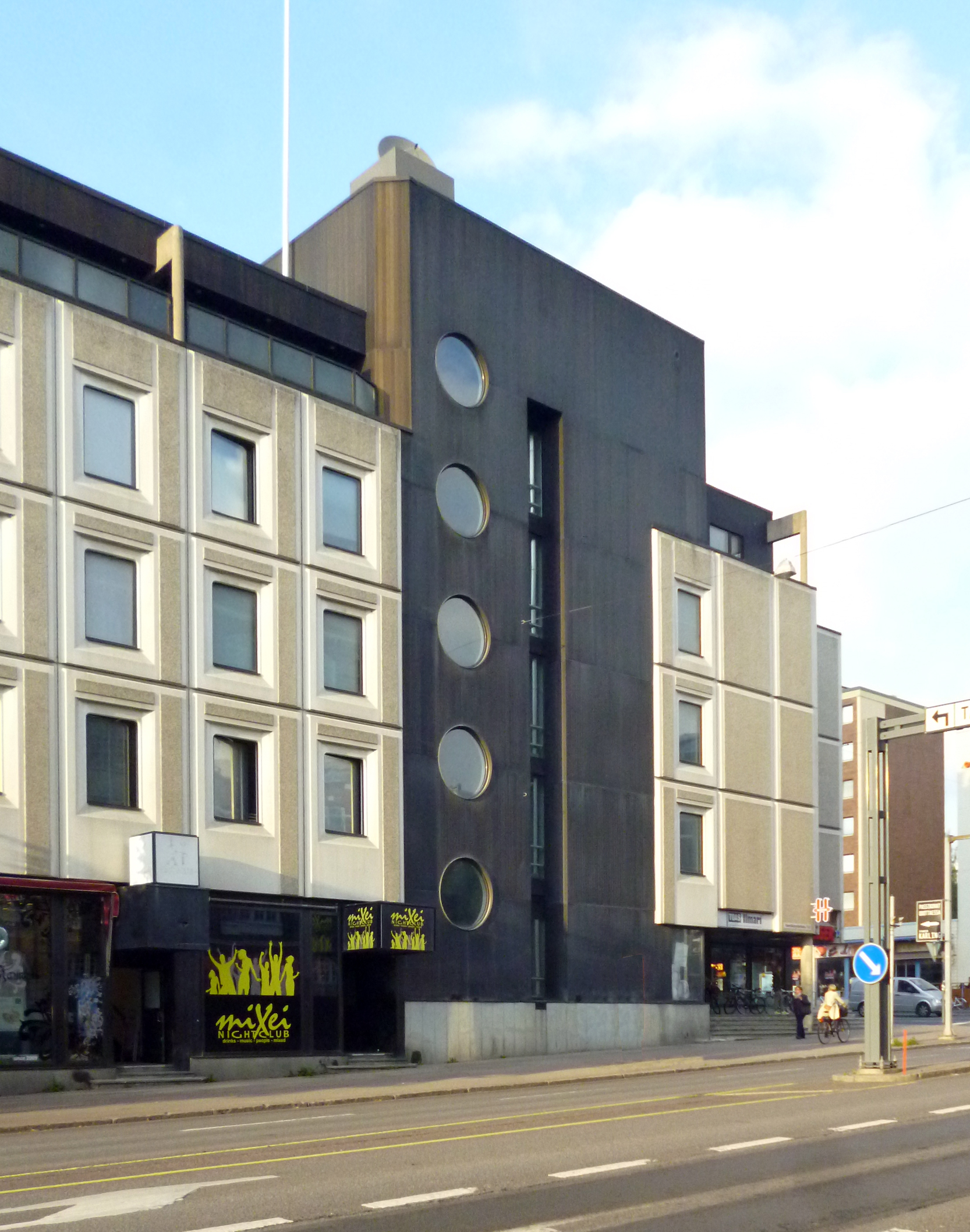
STS Bank, Tampere (1973), Kosti Kuronen

Kulcsfontosságú szerepet játszott Blomstedt, aki a Finn Építészeti Múzeum egyik alapítója, a Helsinki Műszaki Egyetemen az építészet elméletének professzora, az Arkkitehti folyóirat szerkesztője. 1958-ban közreműködött a francia nyelvű építészetelméleti folyóirat, a Le Carré Bleu alapításában. A folyóiratban megjelentek Blomsted saját tanulmányai, amelyeket a svájci Hans Kayser harmonikus rendszerei és Le Corbusier arányos rendszerei ihlettek. A Finn Nyelvű Felnőttoktatási Központ bővítése (1959) ennek az elméletnek a fő alkalmazása. Blumstedt arra törekedett, hogy az építészeti tervezés olyan rendszerét alkossa meg, amely összhangban áll a természet és a szépség törvényeivel miközben szabványosítással lehetővé teszi az építkezésben a tömegtermelést, amit a hatékonyság zálogának tekintett.
Reima Pietilä szintén közreműködött a Finn Építészeti Múzeum tevékenységeiben, és elméleti cikkeket írt a Le Carré Bleu és Arkkitehti számára. Pietilä 1972-ben részt vett a Team X építészcsoport értekezletén a Cornell University-n, amely az építészeti strukturalizmussal foglalkozott. Pietilä a racionalista iskolával ellentétes álláspontot képviselt, és noha művei (amelyeket feleségével, Raili Pietiläval alkotott) rokonságot mutatnak Aalto organikus szertelenségével, ezek sokkal absztraktabb és homályosabb jellegűek. Érvelése szerint a természet a plasztikusság apoteózisa, így szükség van az építészeti művek morfológiai elemzésére, mivel az euklideszi geometria alkalmatlan az elemzéshez. Első fontos műve, az 1958-as brüsszeli világkiállításra készült finn pavilon moduláris megközelítést alkalmazott, hasonlóan Blomstedt elméletéhez; a fából készült dobozszerű egységek ízelítőt adtak Pietilä későbbi, teljesen szabad formából kiinduló felületeiből, mint például a Kaleva templom, Tampere (1959–66), Dipoli diáképület, Espoo (1961–66), Tamperei Városi Könyvtár (1978–86), és legfőképpen a finn köztársaság elnöki rezidenciája, Mäntyniemi, Helsinki (1983–93).
Arto Sipinen műveiben sokkal közvetlenebb kapcsolat látható Aalto hatása és a strukturalizmus ezzel némiképpen ellentétes trendje között. Sipinen Altonál dolgozott abban az időben, amikor a Jyväskyläi Egyetem Seminaarinmäki campusa épült (1951–69). 1969-ben Aalto lemondott a munkák folytatásáról, ezért 1969-70 új pályázatot írtak ki a campus folytatására, beleértve egy könyvtárat is. A pályázatot Sipinen nyerte. Sipinen terve strukturalista ihletésű volt, részben szigorúan racionális rácshálóval, különálló négyszögletű épületekkel, részben pedig egy „kaszba” (ahogy ő maga nevezte), sétányokkal és udvarokkal. Ugyanakkor folytatta a vörös téglák használatát, amelyet Aalto is alkalmazott, igazodva a már meglévő 19. századi épületekhez. A következő évtizedekben Sipinen ugyanazt a strukturalista formanyelvet használta az Espoo Művelődési Központ (1989), illetve a Jyväskyläi Egyetem további campusai (Mattilanniemi és Ylistönrinne) esetében.

Az Oului Egyetem campusa, Kari Virta (1967-)

Aalto alkalmazottja volt Jaakko Kontio is, aki Kalle Räikevel együtt a Lappeenranta Műszaki Egyetem campusát tervezte (1969), részben követve Aalto vörös téglás esztétikáját, részben a strukturalista ihletésű elrendezéseket. Sipinen vagy Kontio munkáinak strukturalista elrendezésének ellenpontja az Oului Egyetem campusa (1967), amelyet Kari Virta tervezett, elutasítva a drága anyagok használatát.
Ha „racionalista iskola” minimalizmusára hatottak is a modernista mesterek, Le Corbusier és Ludwig Mies van der Roheművei, az orosz konstruktivista építészet esztétikája és Buckminster Fuller futurizmusa, ugyanakkor visszanyúlt a kulturális előzményekhez, akár a finn paraszti lakóházakhoz, akár a japán népi építészethez. Ez az attitűd egyaránt megtalálható a korszak strukturalista vonulatában és a japán modernista építészetben. Ennek a stílusnak a fő képviselője Aarno Ruusuvuori, aki a betont esztétikai célra használta olyan épületeknél, mint például a Huutoniemi templom, Vaasa (1964), Tapiola templom (1965) és a Weilin & Göös Print Nyomda, Espoo (1964–66). Az 1960-as és 1970-es éveiben használt előre gyártott beton elemek új értelmezést nyertek az STS Bank tamperei épületénél (1973–76), amelyet Kosti Kuronen tervezett.
Juha Leiviskä más értelmezést adott Mies van der Rohe eszméinek. Leiviskä templomépítésekkel alapozta meg hírnevét: Szent Tamás-templom és plébánia, Oulu (1975), Myyrmäki templom, Vantaa (1984), Kirkkonummi Plébániaközpont, Kirkkonummi (1984), Männistö templom, Kuopio (1992), és Pakila templom, Helsinki (2002). Így például a Myyrmäki templom esetében már külső ránézésre nyilvánvaló, hogy a viszonylag hosszú épület belső terét a „szabadon álló” szilárd falak között hagyott terek alkotják, azaz nincsenek négyszög alakú terek.

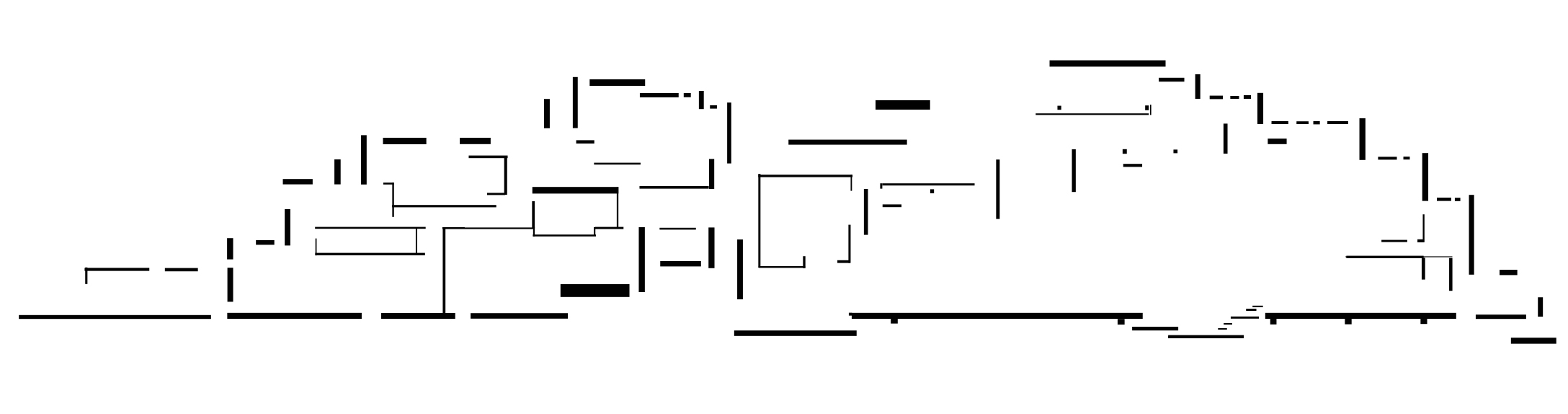
Alaprajz, Myyrmäki templom, Juha Leiviskä, 1984
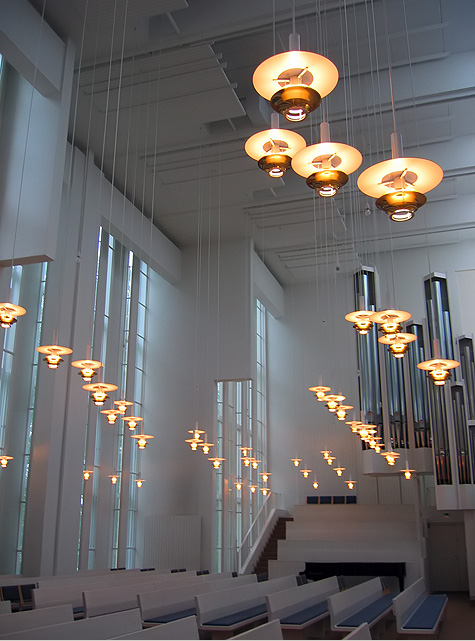
A templom belső tere
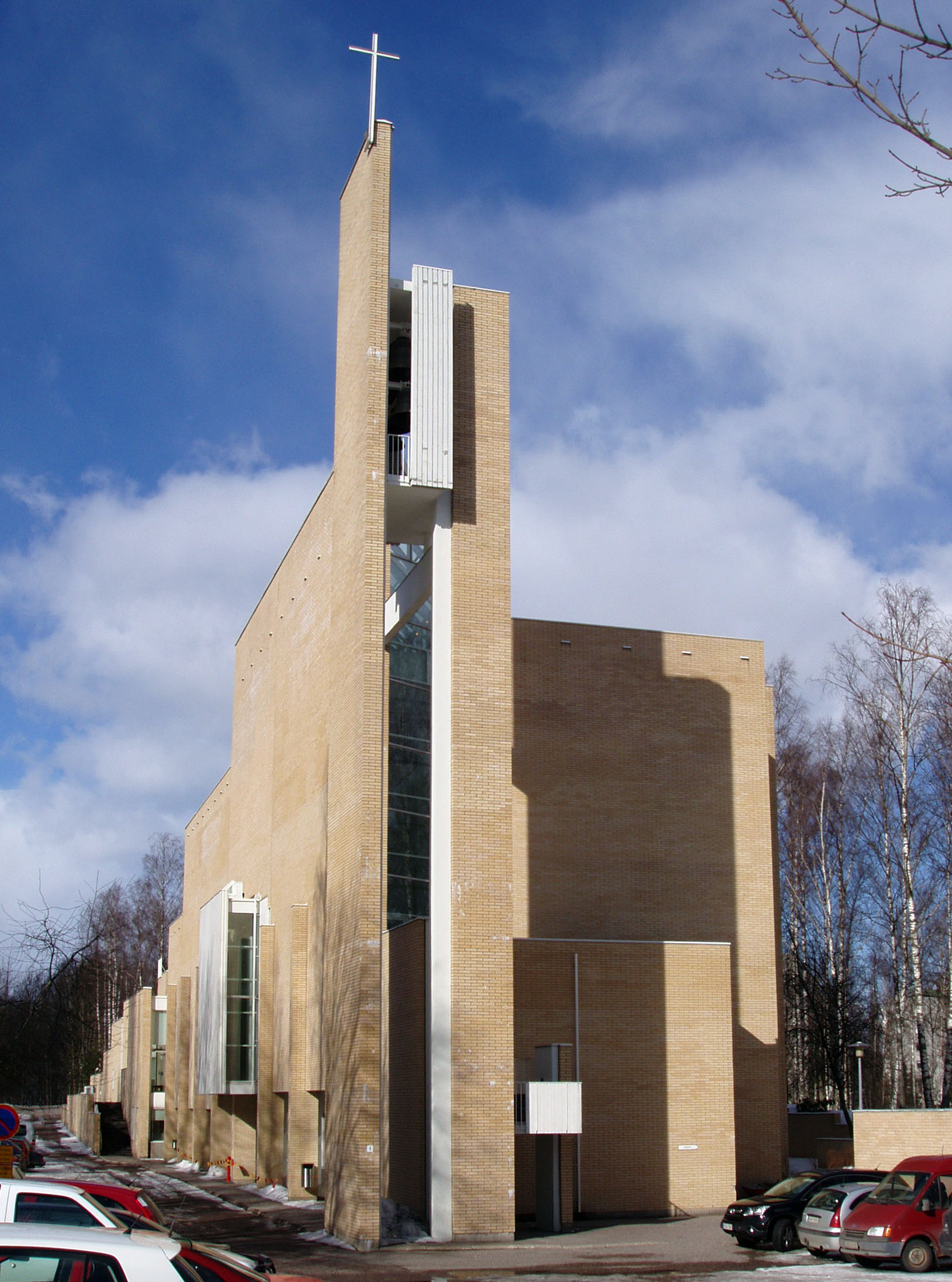
A templom külseje

## Építészeti pályázatok
A finnországi építészet fejlődése szempontjából fontos az építészeti pályázatok alakulása, amelyek főleg a Finn Építészeti Szövetség (SAFA) égisze alatt zajlanak. Az első pályázatot még 1860-ban a SAFA megalapítása előtt írták ki; 1880-ig tizenkét pályázatra került sor. 1893-tól kezdve a pályázati rendszer sokkal szabályozottabb lett. A századforduló körül sok építészeti remekmű pályázatok eredményeképpen született, mint például a tamperei székesegyház (Lars Sonck, 1900), a helsinki Nemzeti Múzeum (Herman Gesellius, Armas Lindgren és Eliel Saarinen, 1902). Sonck csupán 23 éves volt, amikor a pályázaton nyert. Számos neves építész pályája indult úgy, hogy még fiatalon pályázati kiírást nyertek. Pályázatokat nem csupán a középületek és templomok tervezésére írtak ki, hanem városok és régiók tervezésére is. Sonck és a Gesellius-Lindgren-Saarinen trió mellett további olyan karrierek, amelyeket egy-egy pályázaton elért siker indított el vagy lendített fel: a vyborgi könyvtár (Alvar Aalto), az 1958-as világkiállítás finn pavilonja (Reima Pietilä), a myyrmäki templom (Juha Leiviskä]), a Nokia székháza Espooban (Helin és Siitonen) a vantaai Heureka Tudományos Központ (Heikkinen – Komonen), a punkaharjui Finn Erdészeti Múzeum (Lahdelma & Mahlamäki).

## Nemzetközi hatása
A finn építészek, különösen Alvar Aalto nagy nemzetközi hatást értek el. Álvaro Siza Vieira, Colin St John Wilson brit építész, valamint Richard Meier, Robert Venturi és Steven Holl amerikai építészek mindegyike elismerte Aalto hatását a munkájára. Hollnak két ízben is alkalma volt Aalto mellett építeni, egyszer a Modern művészetek Múzeumát a Finlandia-palota mellett, másrészt a Simmons Hallt (Massachusetts Institute of Technology), szemben az Aallto-féle Baker Hallal. Még azonban Aalto előtt az első közvetlen hatást Eliel Saarinen gyakorolta, aki az Amerikai Egyesült Államokban telepedett le 1923-ban, miután második helyezést ért el a chicagói Tribune Towerre kiírt pályázaton 1922-ben, és ahol ő tervezte a Cranbook Művészeti Akadémiát. Fiát, Eero Sarinen, aki már az Egyesült Államokban nevelkedett, gyakran nevezik az évszázad amerikai építészének. Olyan épületeket tervezett, mint a TWA Flight Center a New York-i Kennedy repülőtéren vagy a Gateway Arch. Népszerűségével Saarinen saját ízlése szerint képes volt befolyásolni az építészek kiválasztását, például Jørn Utzont a Sydney-i Operaház vagy Viljo Revellt a torontói városháza esetében. Másik finn építész, aki sikereit az emigrációban érte el Cyril Mardall volt (eredeti nevén Cyril Sjöström, Einar Sjöström építész fia); ő Angliába emigrált 1944-ben, ahol F. R. S. Yorke-val és Eugene Rosenberggel megalapították a Yorke Rosenberg Mardall (YRM) építészeti céget. Az előregyártott faházak specialistájaként, Mardall jelentős munkái az újonnan épült Stevenage és Harlow lakóházai, illetve a finn lutheránus missziós templom Londonban (1958).
Újabban a finn építészek által tervezett épületek mellett ugyanolyan fontossá váltak az építészeti elméletek, amelyek Juhani Pallasmaa, The Eyes of the Skin – Architecture and the Senses (2012), Understanding Architecture (2012) és The Thinking Hand (2009) című könyveiben, illetve Kari Jormakka, Eyes That Do Not See (2012), Heimlich Manoevres – Ritual in Architecture (1995) és Basic Design Methods (2007) című könyveiben jelentek meg.

## Külföldi építészek Finnországban
Az első jelentős finnországi építészek külföldről érkeztek, így például a 19. században a neoklasszikus stílusban építő Carlo Bassi Olaszországból és Carl Ludvig Engel Poroszországból. Ezt követően azonban viszonylag kevés külföldi építész dolgozott Finnországban. A korai időszakban jelentős hatása volt a svéd születésű Georg Theodor Chiewitznek, aki neoreneszánsz és neogótikus stílusban tervezett. Számos külföldi építész érkezett, hogy Alvar Aalto irodájában találjanak munkát, még ha rövid időre is, köztük a legjelentősebbek a dán Jørn Utzon, a brit Patrick Hodgkinson és a svéd Bruno Erat. Erat le is telepedett Finnországban és az ökológiai szemléletű lakásépítés egyik úttörője lett. A brit-svéd Ralph Erskine fontos lakónegyedet tervezett Malminkartanóban 1978-81. Számos pályázatot külföldi építészek nyertek meg. Steven Holl volt az első külföldi építész, aki egy pályázatot követően fontos finnországi középület tervezésére kapott megbízást (helsinki Kortárs Művészetek Múzeuma, 1993-1998). A svéd Erika Wörman 1988-ban elnyerte a vantaai Kartanonkoski lakónegyed tervezését, amelynek posztmodern designja élesen eltért a kortárs finn megoldásoktól. A mänttäi Gösta Serlachius Múzeumot (2014) a barcelonai MX_SI építészstúdió tervezte, a helsinki Guggenheim Múzeumra kiírt pályázatot (2015) a francia-japán Moreau Kusunoki Architectes. A dán Schauman Nordgren Architects 2016-17-ben három várostervezési kiírást nyert el három hónap alatt. A külföldiek közvetlen megbízása ritka, az úgynevezett sztárépítészeket leszámítva; az egyik ilyen kivétel az amerikai Daniel Libeskind volt.

## Fordítás
Ez a szócikk részben vagy egészben  az   Architecture of Finland című angol Wikipédia-szócikk ezen változatának fordításán alapul.  Az eredeti cikk szerkesztőit annak laptörténete sorolja fel. Ez a jelzés csupán a megfogalmazás eredetét és a szerzői jogokat jelzi, nem szolgál a cikkben szereplő információk forrásmegjelöléseként.

### Könyvek
- Nagy, Elemér. Mai finn építészet. Műszaki Könyvkiado (1976). ISBN 963-10-1115-1
- Forma és struktúra. Konstruktivizmus a modern finn építészetben, képzőművészetben és formatervezésben. Budapest, Magyar Nemzeti Galéria, 1980. Június 24–augusztus 31.; szerk. Marjatta Levanto, Néray Katalin; Magyar Nemzeti Galéria, Budapest, 1980
- Nikula, Riitta. Architecture and landscape : the building of Finland. Otava (1993). ISBN 978-951-1-12534-1
- Kaszás, Károly. Kortárs finn építészet : a finn építészet hatása magyar szemmel. Terc (2015). ISBN 978-615-5445-07-1

### Ismeretterjesztő weblapok, cikkek
- Finn nyomokon, avagy tradíció a finn építészetben (magyar nyelven). epiteszforum.hu. (Hozzáférés: 2018. január 16.)
- Finnish Architecture (angol nyelven). finnisharchitecture.fi. (Hozzáférés: 2018. január 16.)